# Genillé
Vous lisez un « article de qualité » labellisé en 2015.
Genillé (prononcé [ ʒənije]) est une commune française du département d'Indre-et-Loire, en région Centre-Val de Loire. Habité dès le Néolithique, ce bourg rural de la vallée de l'Indrois fut un important vicus attesté dès l'époque mérovingienne, époque à laquelle on y battait monnaie. L'histoire de la paroisse est marquée par deux personnages, Adam Fumée proche conseiller de Charles VII, Louis XI puis Charles VIII dans la seconde moitié du XVe siècle puis Michel de Marolles au XVIIe siècle, abbé de Villeloin, grand collectionneur, homme de lettres et de salons. Au milieu du XIXe siècle, une grande ferme s'installe à Genillé, mettant en œuvre les techniques de culture les plus modernes et le président Patrice de Mac Mahon y fait une visite en 1877 ; l'exploitation se poursuit, avec des fortunes diverses, jusqu'en 1951.
Même si Genillé a connu, comme la très grande majorité des communes rurales de France, une baisse importante de sa population dès la fin du XIXe siècle, son statut de « gros bourg » d'environ 1 500 habitants lui a permis de rester suffisamment attractive pour conserver une activité artisanale et commerciale. Depuis trente-cinq ans, la population augmente à nouveau pour atteindre, en 2014, 1 562 habitants. La commune dispose de réserves foncières pour la construction de logements et de nouvelles entreprises s'y créent, même si les nouveaux habitants travaillent pour la plupart en dehors de la commune, notamment à Loches.
La partition du territoire communal est assez comparable à celle des communes voisines : la vallée de l'Indrois sépare d'ouest en est un plateau dont la partie nord est destinée aux activités agricoles tandis que la partie sud est majoritairement couverte par la forêt domaniale de Loches. La biodiversité y fait l'objet de trois zones naturelles d'intérêt écologique, faunistique et floristique (ZNIEFF) et d'un site du réseau Natura 2000.

## Géographie

### Localisation et communes limitrophes
La commune de Genillé se trouve dans le quadrant sud-est du département d'Indre-et-Loire, dans la région historique de Touraine. À vol d'oiseau, elle se situe à 38,7 km au sud-est de Tours, préfecture du département d'Indre-et-Loire, à 8,7 km à l'ouest de Montrésor et à 9,9 km au nord-est de Loches, une des deux sous-préfectures du département et chef-lieu du canton dont dépend Genillé. Genillé, limitrophe de neuf autres communes, fait partie du bassin de vie de Loches.

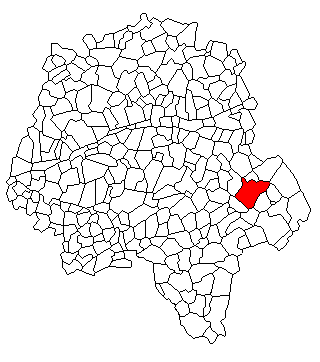
Genillé en Indre-et-Loire.

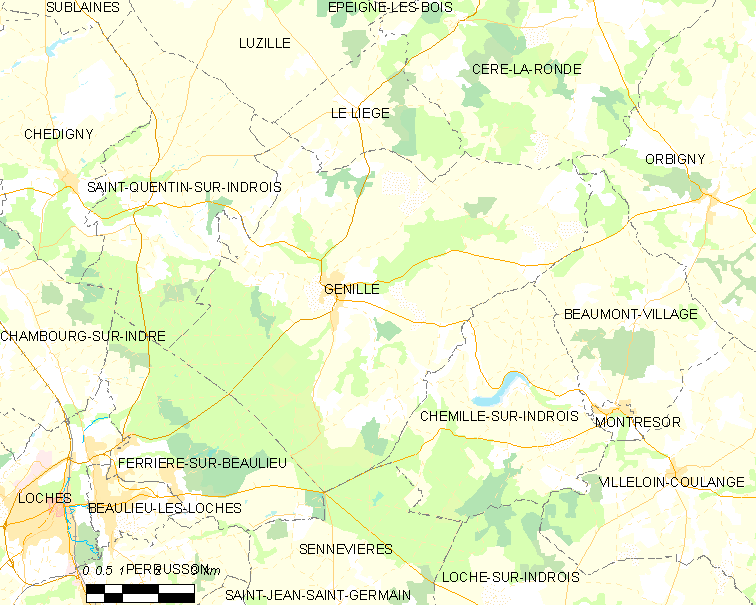
Limites administratives de Genillé.

| Saint-Quentin-sur-Indrois | Luzillé, Le Liège, Céré-la-Ronde | Orbigny              |
|                           | Genillé                          | Beaumont-Village     |
| Ferrière-sur-Beaulieu     | Sennevières                      | Chemillé-sur-Indrois |

### Géomorphologie

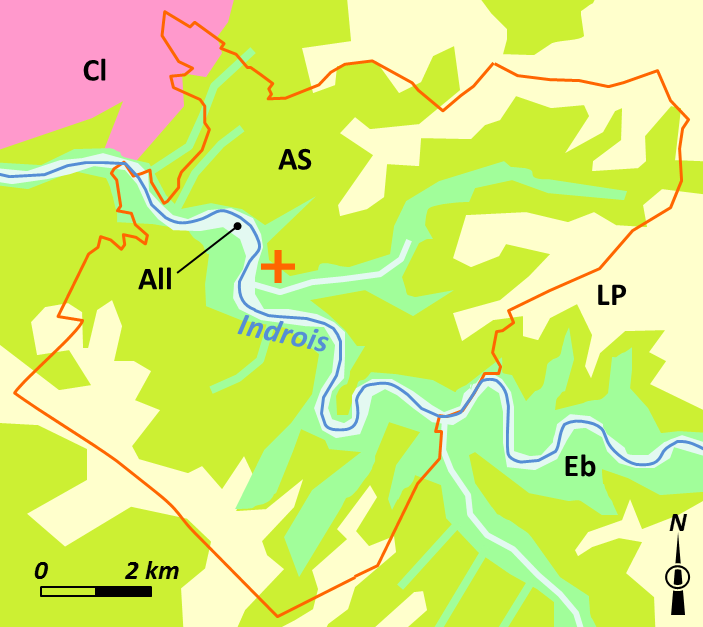
Carte géologique simplifiée de Genillé.
Traits et croix orange : limites et chef-lieu communaux ;
Cl : calcaire lacustre éocène ;
AS : argiles à silex cénozoïques ;
Eb : éboulis de pente ;
LP : limon des plateaux ;
All : alluvions fluviatiles

Relevant de la Gâtine de Loches, le territoire communal de Genillé (comme l'ensemble de la Touraine) fait partie du Bassin parisien. La géologie de Genillé est marquée par des couches sédimentaires déposées par des avancées maritimes successives, depuis le Mésozoïque jusqu'au Cénozoïque.
La plus ancienne de ces strates sédimentaires est constituée par les sables du Cénomanien (- 95 Ma.) ; elle est présente sur l'ensemble du territoire, mais n'affleure pas. Le tuffeau jaune du Turonien supérieur (- 90 Ma) la recouvre ; il est affleurant sur le flanc des vallées des cours d'eau qui l'ont mis à nu par érosion. Sur l'ouest du territoire, le tuffeau est surmonté par la craie de Villedieu d'origine sénonienne (entre - 89 et - 65,5 Ma). Ces différentes strates observent un pendage net, leur niveau s'abaissant d'environ 30 m de l'est vers l'ouest du territoire communal. Dans la seconde partie de l'Éocène (- 37 à - 34 Ma), la mer s'avance à nouveau et dépose sur le nord-ouest du territoire le calcaire lacustre, à l'origine des sols fertiles de la Champeigne tourangelle ; sur les restes des plateaux, ce sont les argiles à silex de la Gâtine de Loches et de Montrésor qui prédominent, issus de la dégradation des strates turoniennes et sénoniennes. Ils sont localement recouverts de dépôts limoneux quaternaires, notamment au sud de Genillé, où la forêt de Loches est installée.
Les vallées de l'Indrois et de ses affluents, sont recouvertes d'alluvions fluviatiles récentes donnant des sols à tendance nettement hydromorphe ; ce caractère est renforcé par la présence fréquente, à faible profondeur sous le lit de la rivière d'une nappe alluviale d'accompagnement. Les affleurements argilo-siliceux et les dépôts limoneux ou caillouteux érodés prédominent sur les pentes de raccordement entre le sommet des plateaux et le fond des vallées ; ce type de sol est appelé « perruche » dans la vallée de la Loire où il se prête particulièrement bien à la culture de la vigne.
L'aire du territoire de Genillé est de 6 312 hectares (au 1er janvier 2014), ce qui en fait une grande commune, la superficie moyenne d'une commune de France métropolitaine étant de 1 510,2 hectares, et la quatrième du département par sa superficie.
Son altitude varie entre 71 et 144 mètres. Le point le plus bas se situe au bord de l'Indrois, en limite communale de Saint-Quentin-sur-Indrois et le plus haut sur le plateau, à l'est du territoire. Le plateau s'abaisse d'ailleurs sensiblement de l'est (144 m) vers l'ouest (120 m).

### Hydrographie et hydrologie
Le territoire communal est arrosé par la rivière Indrois, coulant de l'est-sud-est vers l'ouest-nord-ouest au fond d'une vallée localement très encaissée. Six ruisseaux, trois sur chaque rive, viennent grossir le cours de l'Indrois dans sa traversée de Genillé. Le plus important, le ruisseau de Marolles, est pourtant temporaire dans la partie supérieure de son cours ; il alimente sur son passage l'étang de Marolles dans les bois du château. Sur la distance que l'Indrois parcourt sur le territoire genillois, soit environ 11,8 km, son dénivelé est de 10 m ; sa pente très faible, de l'ordre de 0,8 m/km, a favorisé la création de nombreux méandres dont l'un, en amont du bourg, présente un pédoncule nettement rétréci,.
L'Indrois est une rivière moyennement abondante. Son débit est suivi depuis 1977 à Genillé. Le module de la rivière y est de 2,22 m3/s, calculé sur 38 ans, mais les fluctuations saisonnières de débit sont très marquées. Les hautes eaux se déroulent en hiver avec un débit mensuel moyen situé entre 3,44 et 4,65 m3/s, de janvier à mars inclus, avec un maximum en janvier. Dès fin mars, le débit chute progressivement jusqu'aux basses eaux d'été, de juin à octobre ; le débit moyen mensuel peut alors descendre jusqu'à 0,56 m3/s au mois d'août. L'indrois est également soumis à des variations brutales de régimes à l'occasion de crues, un débit instantané de 203 m3/s ayant été enregistré le 12 mai 1985 alors que le débit moyen, pour cette même journée, était de 108 m3/s.

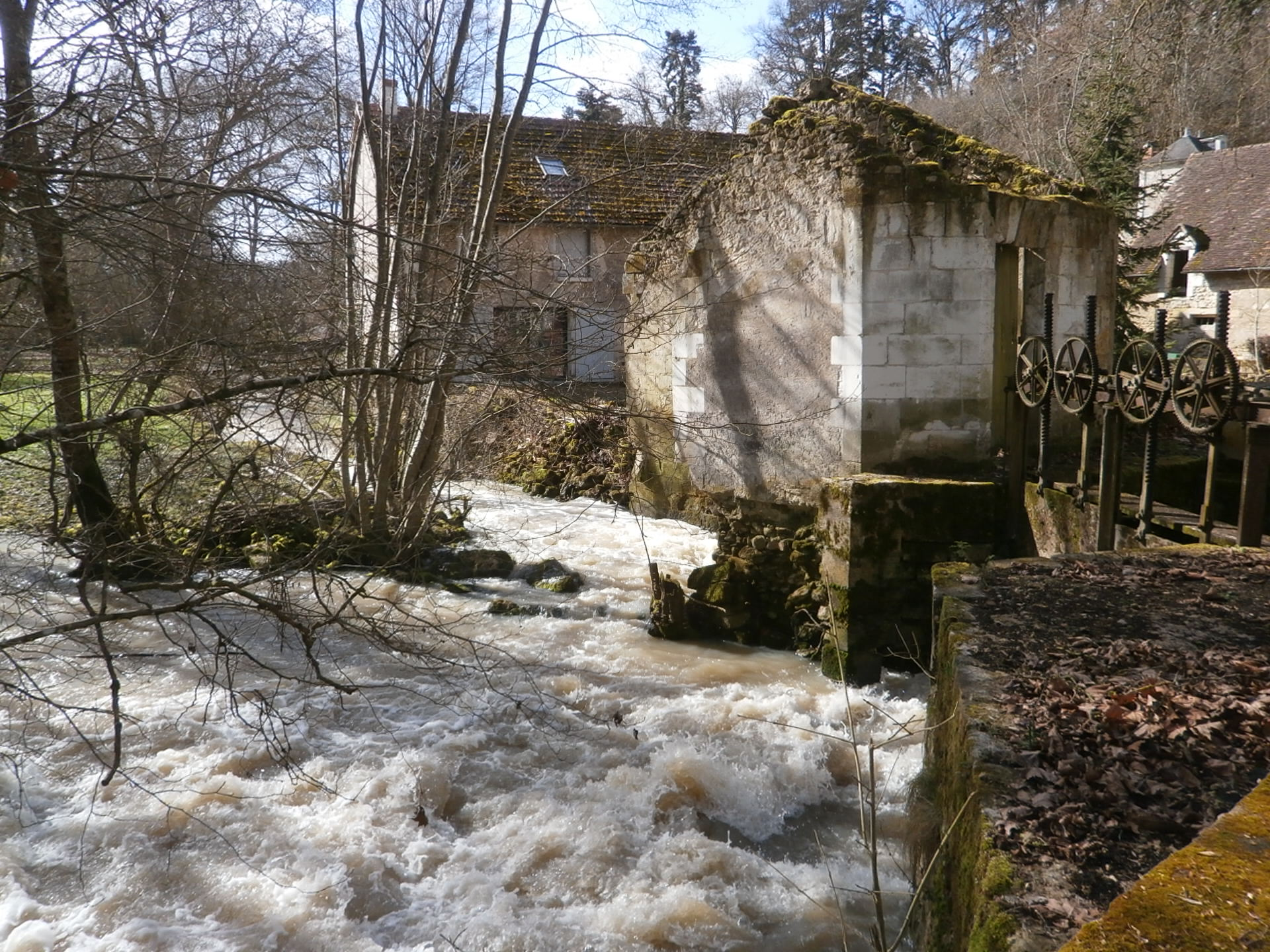
L'Indrois au moulin de Mottage.

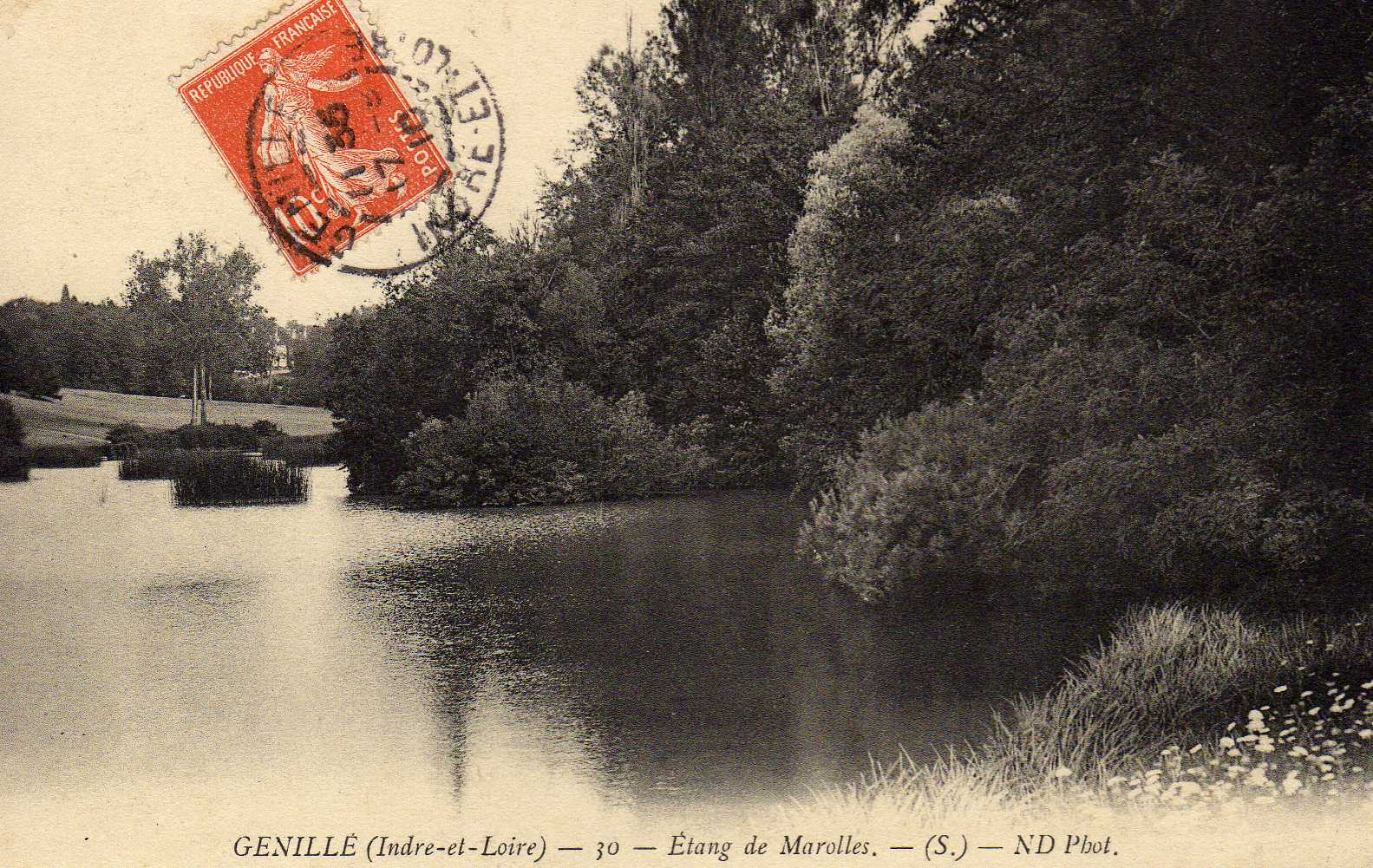
L'étang de Marolles
(carte postale ancienne).

Six zones humides ont été répertoriées sur la commune par la direction départementale des territoires (DDT) et le conseil départemental d'Indre-et-Loire : « les étangs de la Petite Abbée », « la vallée de l'Indrois de Genillé à la Queue des Chevaux », « la vallée de l'Indrois de Montrésor à la Bergerie », « la vallée du Ruisseau de Marolles », « la vallée du Ruisseau des Chênais » et « la vallée du Ruisseau de Frillière de la Frillière à Montperthuis »,.

### Paysages naturels
La répartition des paysages naturels sur le territoire genillois est directement liée à la géologie et au relief de la commune.
L'importance des bois et des forêts doit être remarquée ; ce ne sont pas moins de 1 700 hectares qui leur sont consacrés, soit un peu plus du quart du territoire communal et plus que la superficie moyenne d’une commune métropolitaine, dont 1 200 hectares pour la seule forêt domaniale de Loches ; le boisement naturel est composé majoritairement de chênes et de hêtres, complété par l’homme avec du pin sylvestre. Ce massif forestier est le vestige de la forêt de Chênevose qui couvrait, au Moyen Âge, tout le sud-est de la Touraine entre les vallées du Cher au nord et de l'Indre au sud. Les bois recouvrent une grande partie du plateau au sud de l'Indrois, mais débordent également sur la rive droite ; ils couvrent aussi les pentes reliant le plateau aux vallées où, au début du XXe siècle, ils ont repris la place de la vigne jadis plantée par l'homme.
Les caractères agronomiques assez médiocres des sols de gâtine donnent, sur la rive nord de l'Indrois, des paysages où l'homme a défriché la forêt pour implanter l'agriculture à partir du Moyen Âge ; les bois ont fait place à des champs, avec un parcellaire de plus en plus grand après les remembrements dans lequel les haies et les boqueteaux disparaissent progressivement.
Enfin, le fond des vallées est réservé aux prairies, avec localement quelques roselières marécageuses là où la pente faible de l'Indrois et la présence à faible profondeur de la nappe phréatique favorisent la création de mares et d’étangs.

### Climat
Pour des articles plus généraux, voir Climat du Centre-Val de Loire et Climat d'Indre-et-Loire.
En 2010, le climat de la commune est de type climat océanique dégradé des plaines du Centre et du Nord, selon une étude du CNRS s'appuyant sur une série de données couvrant la période 1971-2000. En 2020, Météo-France publie une typologie des climats de la France métropolitaine dans laquelle la commune est exposée à un climat océanique altéré et est dans la région climatique Moyenne vallée de la Loire, caractérisée par une bonne insolation (1 850 h/an) et un été peu pluvieux.
Pour la période 1971-2000, la température annuelle moyenne est de 11,3 °C, avec une amplitude thermique annuelle de 15,1 °C. Le cumul annuel moyen de précipitations est de 715 mm, avec 11,2 jours de précipitations en janvier et 7,1 jours en juillet. Pour la période 1991-2020, la température moyenne annuelle observée sur la station météorologique de Météo-France la plus proche, sur la commune de Perrusson à 11 km à vol d'oiseau, est de 12,3 °C et le cumul annuel moyen de précipitations est de 730,3 mm,. Pour l'avenir, les paramètres climatiques de la commune estimés pour 2050 selon différents scénarios d'émission de gaz à effet de serre sont consultables sur un site dédié publié par Météo-France en novembre 2022.

### Voies de communication et transport

#### Liaisons aériennes
À une heure de trajet routier depuis Genillé, l'aéroport de Tours Val de Loire (code IATA : TUF • code OACI : LFOT) propose en 2014 des dessertes régulières à destination de Figari, Marseille, Dublin, Londres-Stansted, Marrakech et Porto. D'autres dessertes, saisonnières ou occasionnelles, sont par ailleurs assurées.

#### Infrastructure routière
La commune de Genillé est traversée, du nord au sud, par la D 764 reliant Montrichard à Loches, et d’ouest en est, par la D 10, reliant Saint-Quentin-sur-Indrois à Montrésor ; les deux routes se croisent dans le centre de Genillé. En gagnant Saint-Quentin sur-Indrois à l’ouest par la D 10, puis en empruntant la D 31 vers le nord, on accède, après 17 km, à l'autoroute A85 par la sortie 11 Bléré qui permet de gagner Tours et l'autoroute A10 ou Vierzon et l'autoroute A71. L'ouverture du dernier tronçon, le 18 décembre 2007, a permis de raccourcir de 10 minutes environ la durée du trajet automobile entre Genillé et Tours, que l'on effectue aujourd'hui en 45 minutes,.

#### Transport en commun
Depuis la fermeture, le 31 décembre 1949, de la ligne ferroviaire Ligueil - Genillé - Montrésor exploitée par la compagnie de chemins de fer départementaux, Genillé n'est plus desservie par le rail. La commune est desservie par la ligne TC du réseau Touraine Fil vert, le réseau interurbain de transport par autocar du Conseil départemental d'Indre-et-Loire. Cette ligne, qui relie Genillé à Descartes, propose un nombre de dessertes variable en fonction des jours ouvrables de la semaine ; elle n'est pas en service le week-end. Elle passe par Ligueil et Loches où elle offre une correspondance avec le réseau TER Centre-Val de Loire (desserte par train ou autocars selon les horaires).

## Urbanisme

### Typologie
Au 1er janvier 2024, Genillé est catégorisée bourg rural, selon la nouvelle grille communale de densité à sept niveaux définie par l'Insee en 2022.
Elle est située hors unité urbaine. Par ailleurs la commune fait partie de l'aire d'attraction de Loches, dont elle est une commune de la couronne,. Cette aire, qui regroupe 23 communes, est catégorisée dans les aires de moins de 50 000 habitants,.

### Occupation des sols
L'occupation des sols de la commune, telle qu'elle ressort de la base de données européenne d’occupation biophysique des sols Corine Land Cover (CLC), est marquée par l'importance des territoires agricoles (65 % en 2018), une proportion sensiblement équivalente à celle de 1990 (65,7 %). La répartition détaillée en 2018 est la suivante :
terres arables (49,5 %), forêts (32,7 %), prairies (9,2 %), zones agricoles hétérogènes (6,3 %), zones urbanisées (1,4 %), milieux à végétation arbustive et/ou herbacée (0,9 %). L'évolution de l’occupation des sols de la commune et de ses infrastructures peut être observée sur les différentes représentations cartographiques du territoire : la carte de Cassini (XVIIIe siècle), la carte d'état-major (1820-1866) et les cartes ou photos aériennes de l'IGN pour la période actuelle (1950 à aujourd'hui).

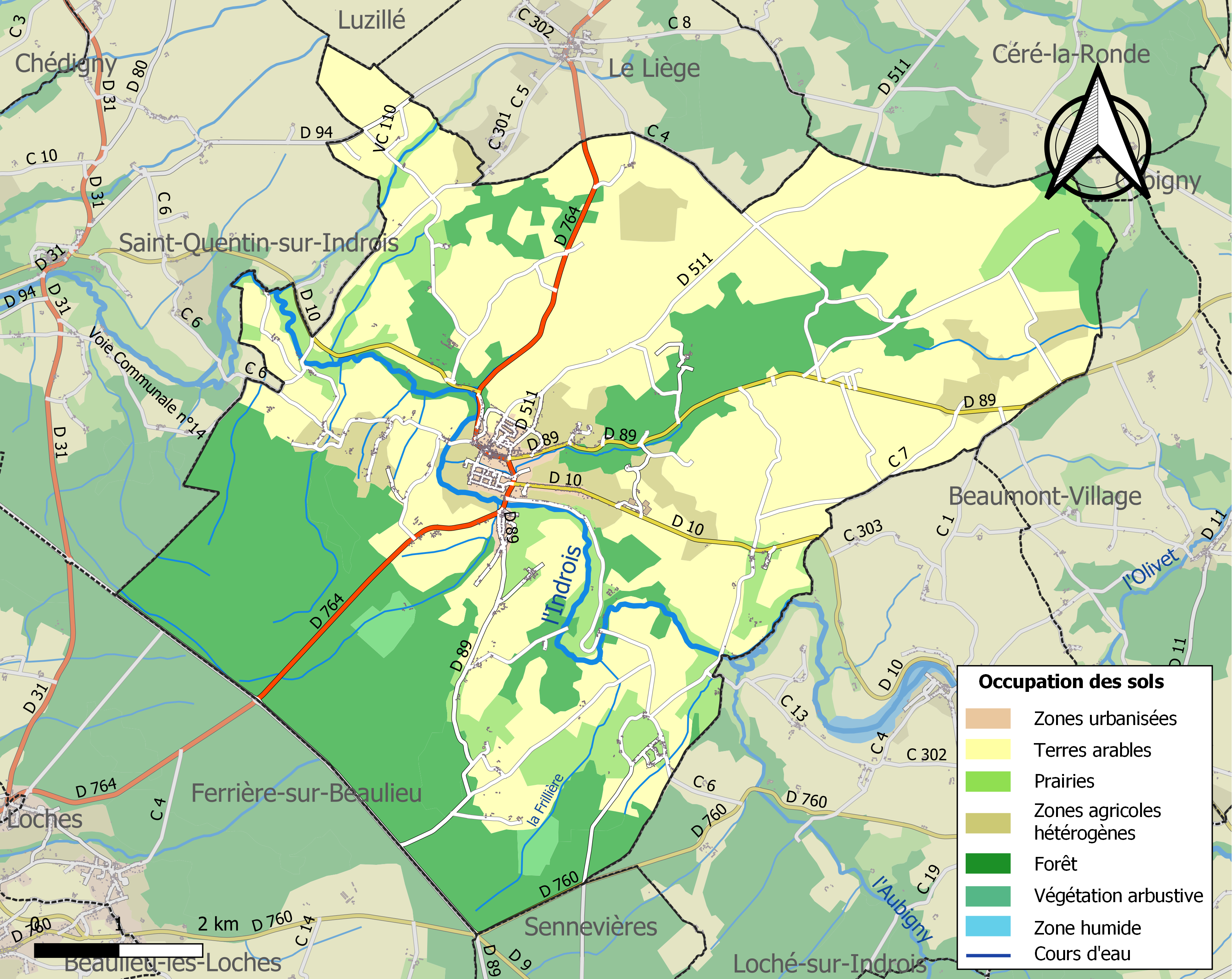
Carte des infrastructures et de l'occupation des sols de la commune en 2018 (CLC).

### Morphologie urbaine

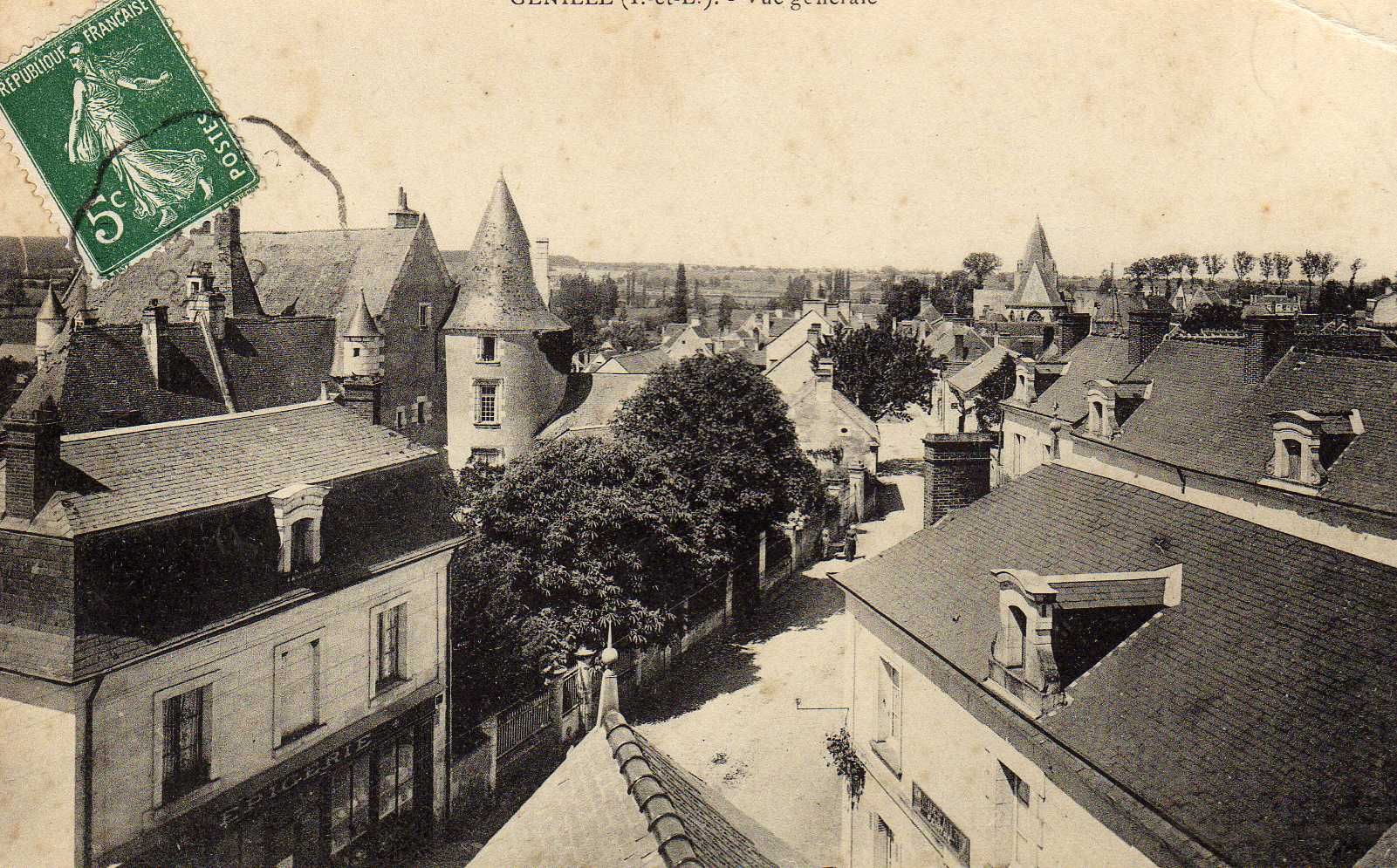
Vue générale du bourg (carte postale ancienne).

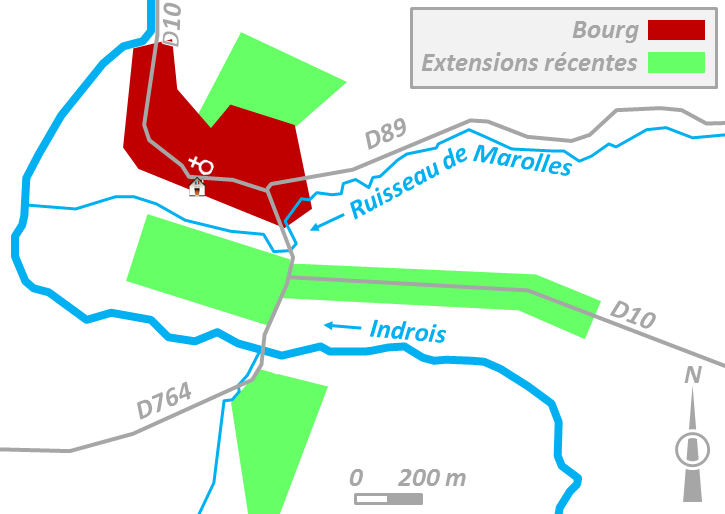
Plan schématique du bourg de Genillé.

Le bourg de Genillé est construit sur une terrasse surplombant légèrement, sur sa rive droite, une boucle de la vallée de l'Indrois, au niveau du confluent de cette rivière avec le ruisseau de Marolles qui borde au sud cette terrasse et traverse la boucle. Des extensions du bourg ont été construites récemment : au nord, sur la pente reliant la vallée au plateau, le lotissement Saint-Pierre, sorti de terre à partir des années 1980, comprend une trentaine de pavillons locatifs ; plus récemment encore, dans la vallée, entre le ruisseau de Marolles et l'Indrois, au pied du bourg, la zone pavillonnaire de la Varenne s'est étendue à partir de 2006 et compte en 2014 une soixantaine de maisons. Enfin, une quarantaine d'habitations ont été édifiées vers l'est, le long de la D 10, en direction de Montrésor.
Creusées dans le calcaire des coteaux aux pentes abruptes de la rive droite de l'Indrois, au nord et au sud-est du bourg, de nombreuses grottes, parfois aménagées en habitations ou en dépendances, perpétuent la tradition d'habitat troglodytique de la Touraine.
Parmi la cinquantaine de hameaux qui jalonnent le vaste territoire communal de Genillé, une dizaine accueillent encore une dizaine de foyers, comme Hys, qui s'est construit autour d'un prieuré du XIe siècle, mais la plupart sont des fermes isolées ou de petits écarts.

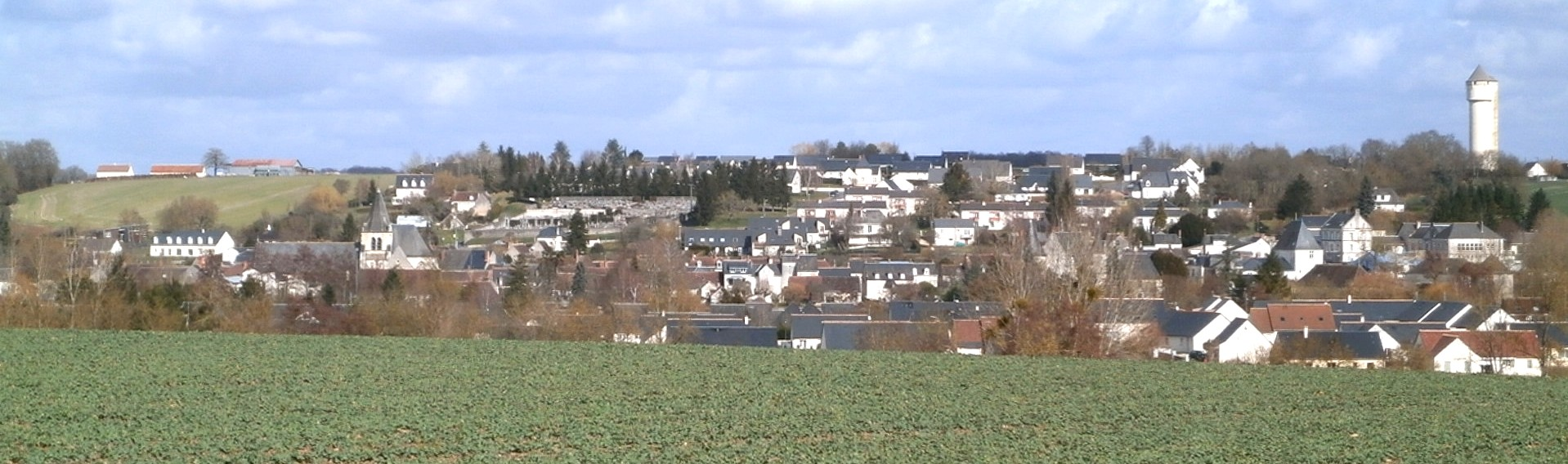
Vue générale du bourg à flanc de coteau.

### Logement
Le tableau ci-dessous présente une comparaison du logement à Genillé et dans l'ensemble de l'Indre-et-Loire en 2011, au travers de quelques indicateurs, :
|                                                        | Genillé | Indre-et-Loire |
| ------------------------------------------------------ | ------- | -------------- |
| Part des résidences principales (en %)                 | 78,9    | 88,4           |
| Part des logements vacants (en %)                      | 6,9     | 7,1            |
| Part des ménages propriétaires de leur logement (en %) | 72,3    | 58,6           |

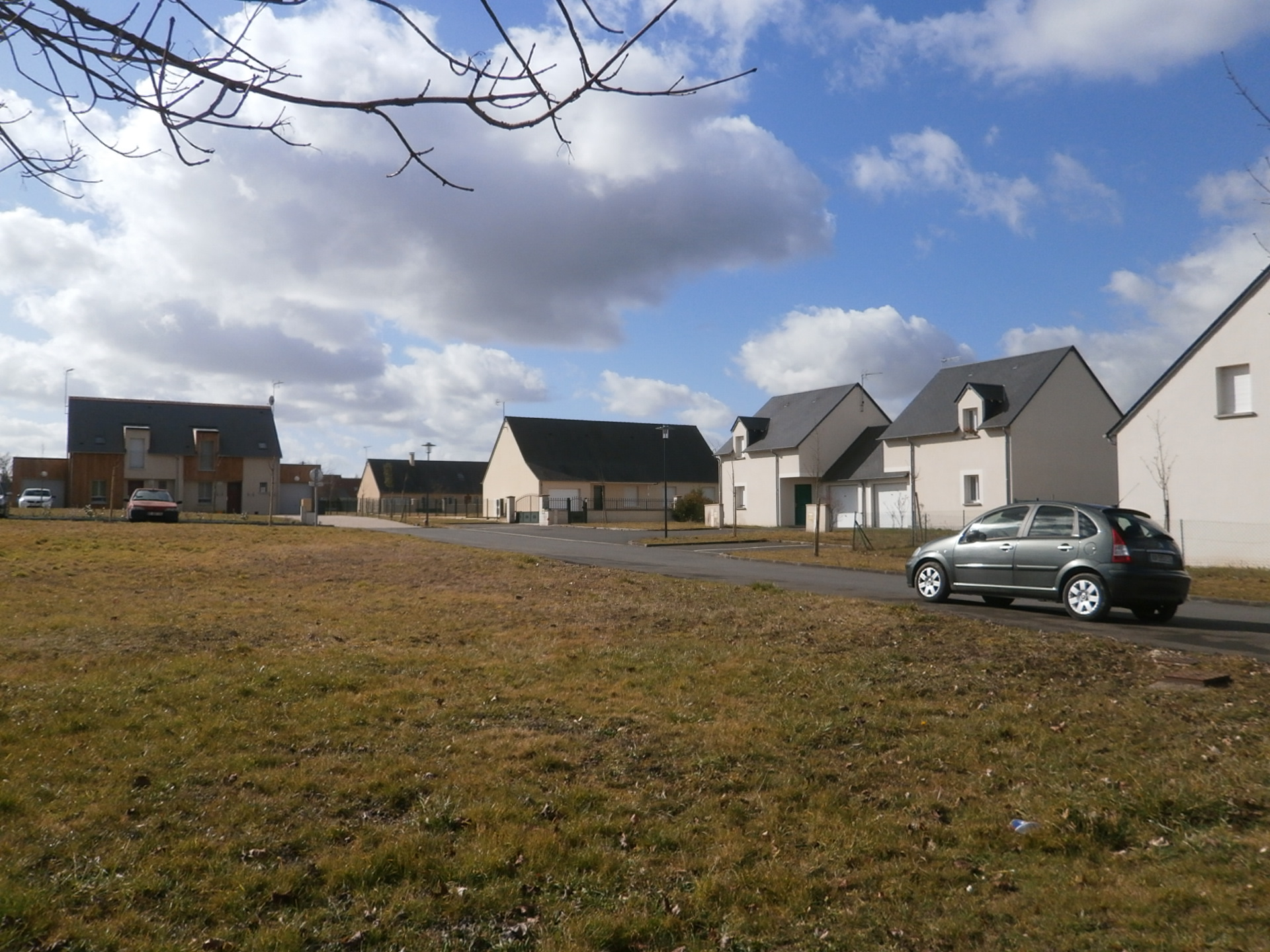
Le lotissement récent de la Varenne.

L'habitat à Genillé se caractérise surtout par une très forte proportion de ménages propriétaires de leur habitation, bien supérieure à la moyenne départementale ; le logement locatif ne représente que 27,7 % des résidences principales. En 2011, 58 % des ménages résidaient dans la commune depuis plus de 10 ans. Entre 1991 et 2008, 108 résidences principales ont été construites (presque exclusivement des maisons individuelles), soit une augmentation de 18,1 % du parc, mais le taux de construction de nouvelles résidences principales a été encore bien plus important depuis le milieu du XXe siècle ; depuis 1945, le nombre de résidences principales sur Genillé a doublé, très majoritairement sous forme de résidences individuelles (322 sur les 352 construites). Le taux de logements vacants, conforme à la moyenne départementale en 2011, est en augmentation de deux points depuis 2006 (l'augmentation de ce même taux, au niveau départemental, n'est que d'un point sur la même période),.
Les résidences secondaires ou occasionnelles représentent 14,2 % des habitations de Genillé, valeur très nettement supérieure à la moyenne de l'Indre-et-Loire qui s'établit à 4,4 %,.

### Aménagements récents et en projet

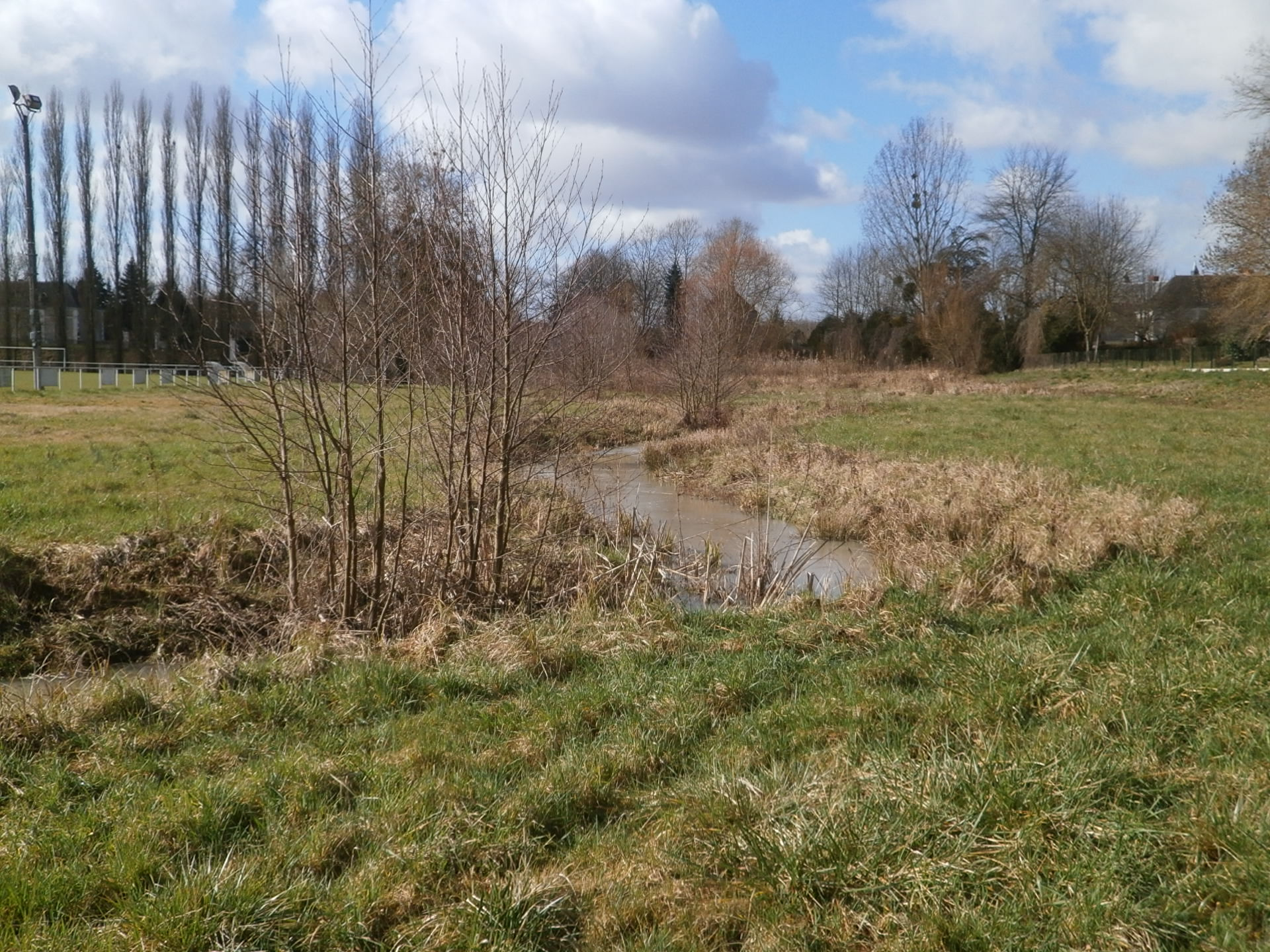
Le ruisseau de Marolles.

Le ruisseau de Marolles, à l'approche de son confluent avec l'Indrois dans un contexte péri-urbain, avait fait l'objet, à plusieurs reprises, d'opérations de rectification et de calibrage de son lit, se traduisant par un appauvrissement de son écosystème. En 2008, un aménagement inverse de reméandrage a été entrepris, avec des effets rapidement positifs sur la biodiversité. En complément, il est prévu d'aménager sur le site un parc urbain et un sentier pédagogique.
Lors de sa réunion du 16 janvier 2015, le conseil municipal a décidé de mettre en œuvre la révision du plan d'occupation des sols (POS), un temps différée. Au cours de la même séance, il a été également décidé l'enfouissement des réseaux dans une partie du bourg et d'engager des travaux de rénovation de voirie dans plusieurs secteurs.

### Risques naturels et technologiques majeurs
Entre 1982 et 2007, la commune de Genillé a fait l’objet de cinq arrêtés de reconnaissance de catastrophe naturelle pour les motifs suivants (les années mentionnées sont celles des événements ayant abouti à la reconnaissance de la catastrophe naturelle) : en 1985, après des inondations et des coulées de boue (1985), en 1990, 1990-91 et 1992-93 en raison de mouvements de terrain consécutifs à la sécheresse (1990, 1990-91 et 1990-93) et enfin en 1998, après des inondations, coulées de boue et mouvements de terrain (1999).

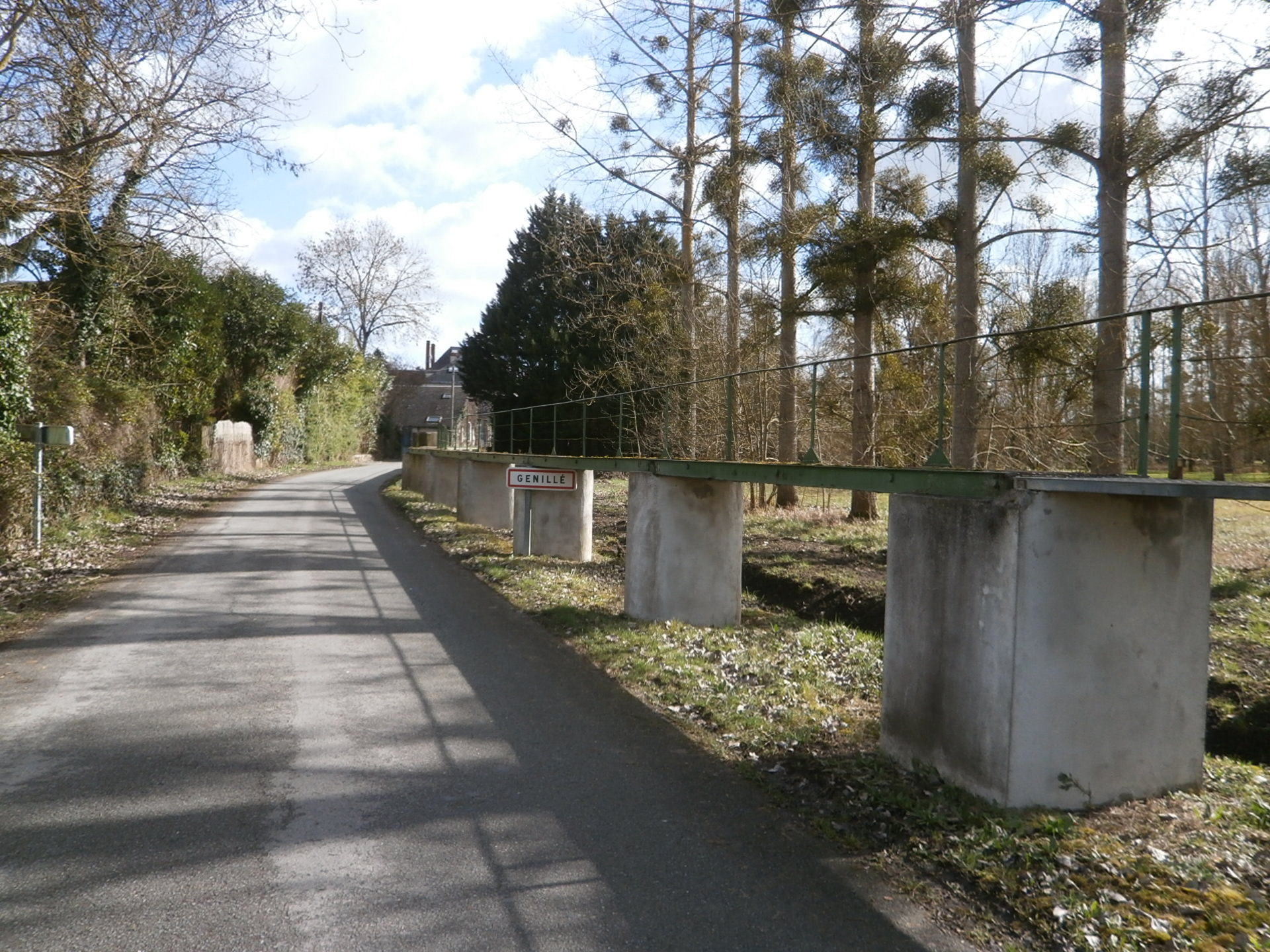
La passerelle de la Bourdillière.

Le risque inondations et coulées de boue est principalement lié au régime parfois torrentiel de l'Indrois et des ruisseaux qui s'y jettent. Pour permettre aux habitants de certains hameaux de pouvoir accéder au bourg, même lorsque les routes sont inondées, trois passerelles ont été construites dans la première moitié du XIXe siècle.
Le risque mouvements de terrain consécutifs à la sécheresse est dû à des phases successives de retrait-gonflement des argiles pouvant fragiliser les fondations des bâtiments. Tout le plateau de Genillé, de part et d'autre de l'Indrois, est soumis à un aléa moyen face à ce risque, selon l'échelle définie par le Bureau de recherches géologiques et minières (BRGM), alors que les vallées ne sont pas concernées (aléa « faible » ou « à priori nul »).
Genillé est située en zone de sismicité faible, soit de niveau 2 sur une échelle de 1 à 5 ; le risque sismique en Indre-et-Loire augmente de très faible (niveau 1) au nord-est du département à modéré (niveau 3) au sud-ouest, où les tremblements de terre les plus significatifs de ces derniers siècles se sont produits.

## Toponymie et hydronymie

### Toponymie
| Formes successives du nom attestées par la seigneurie ou la paroisse,. - Geniliaco vico : VIIe siècle, monnaies mérovingiennes ; - Vicaria Geniliacensis : 894, actes du roi Robert Ier ; - Geniliacus et Genilleium : 1136 et 1140, cartulaire de l'abbaye de Marmoutier ; - Ecclesia Geniliaca : 1200, cartulaire de l'abbaye de Villeloin ; - Genileium : 1210, charte de Sulpice II d'Amboise ; - Parocchia de Genille : 1213, cartulaire de l'abbaye de Villeloin ; - Paroesse de Genillé : 1279, cart. de l'archevêché de Tours ; - In parrochiis de Geniliaco : XIIIe siècle, ibid. ; - Ecclesia de Genilleyo : XIVe siècle, charte de la chartreuse du Liget ; - Genillé : v. 1766, carte de Cassini. |

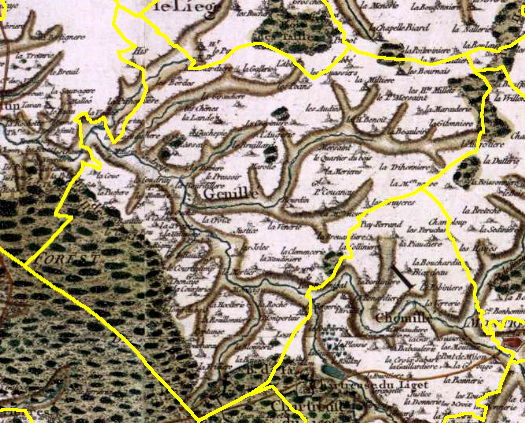
Genillé sur la carte de Cassini
(limites communales en jaune).

La première mention de Genillé se trouve sur deux monnaies mérovingiennes du VIIe siècle sous la forme « GENILIACO VICO » que l'on peut traduire par « du village de Geniliaco ».
Geniliaco représente le type toponymique gallo-roman *GENILIACU, nom dérivé avec le suffixe -(i)acum, qui introduit généralement un sens de possession territoriale. -(i)acum ou plutôt *-(I)ACU a évolué de diverses manières selon les régions (y, -ay, -ey, -(i)ac), mais dans l'ouest de la France, il a abouti généralement à une forme notée -é. Le premier élément Genil- s'explique par l'anthroponyme gallo-romain, voire gaulois, Genilius (dérivé du nom de personne gaulois Genos).
On trouvera Genillé sous son orthographe actuelle dès le début du XIIIe siècle. Genillé, dont le nom ne renferme aucune allusion à la noblesse ou au clergé, n'a pas été temporairement débaptisée pendant la Révolution.
Les microtoponymes locaux, c'est-à-dire les lieux-dits de Genillé, semblent plus récents. Beauchêne, en pleine forêt de Loches, renvoie au caractère particulier de la végétation, bien qu'il puisse s'agir d'un arbre isolé ou d'un « beau bouquet de chênes ». Le Brouillard ne caractérise pas un secteur souvent couvert par des brumes, mais un breuil (en ancien français, « bois enclos constituant une réserve de chasse », issu du gaulois brogilo). Situé en limite de la forêt de Loches, L'Étrape (de l'ancien français estreper, « arracher des souches ») témoigne d'un défrichement ancien. Marsin dérive directement du latin muro-cinctus (« entouré par des murs »), allusion à un ancien domaine fortifié. Le lieu-dit Montaigu désigne un promontoire escarpé même si le château qui porte ce nom est niché au fond de la vallée, en contrebas. Les Ouches, au creux d'un méandre de l'Indrois, est un toponyme évocateur d'une terre labourée utilisée comme jardin. Enfin, Les Terres Noires sont probablement le signe d'une très ancienne exploitation du minerai de fer.

### Hydronymie
C'est Grégoire de Tours qui, au VIe siècle, dans un ouvrage intitulé La Vie des Pères (chap. XVIII), cite initialement l’Indre sous la forme fluvium Angerem. Cet hydronyme résulterait de l'évolution phonétique d'un terme vieux bas francique hypothétique, *anger (« prairie herbeuse »), basé sur un radical *ang- ou *angr-. L'Indrois, dérivé en -iscus du nom de l'Indre, apparaît dans un cartulaire de l'abbaye de Cormery en 850 (Andriscus). -iscus (ou plutôt -ISCU) est un suffixe bas-latin d'origine germanique servant à dériver des substantifs, essentiellement des noms propres de nationalité et de pays. C'est l'ancienne forme féminine (-ISCA), le masculin ayant abouti à -ois, dont l'évolution phonétique en français l'a fait se confondre avec le suffixe issu de -ESI (latin -ensis), c'est-à-dire -ois et -ais en français moderne. Indrois signifie donc « (du pays) de l'Indre ».

## Histoire

### Préhistoire et Protohistoire
Les premières traces de la présence humaine sur la commune de Genillé se manifestent sous la forme d'outils, des bifaces datés de l'Acheuléen, il y a 350 000 ans ; ces découvertes, faites à la fin du XIXe siècle, concernent deux sites dans la vallée de l'Indrois et un troisième sur le plateau. En raison de la rareté de ces vestiges, il est difficile de se prononcer sur le caractère sédentaire ou nomade des populations qui les ont laissés.
Il y a 6 000 ans, au Néolithique, de nouvelles populations s'installent sur le site de Genillé. Près du château de Marolles fut retrouvé vers la fin du XIXe siècle un polissoir rainuré d'une variété de silex du Turonien qui ne se rencontre pas localement ; cette pièce est conservée au musée d'archéologie nationale (MAN) de Saint-Germain-en-Laye ; de la même zone proviennent des haches polies et une meule en poudingue ; des traces de défrichement ont également été repérées, signes possibles d'un début d'agriculture, donc de sédentarisation. Les hommes du Néolithique ont également utilisé des abris sous roche dans le coteau de la rive droite de l'Indrois, mettant à profit l'ouverture au sud de ces abris.

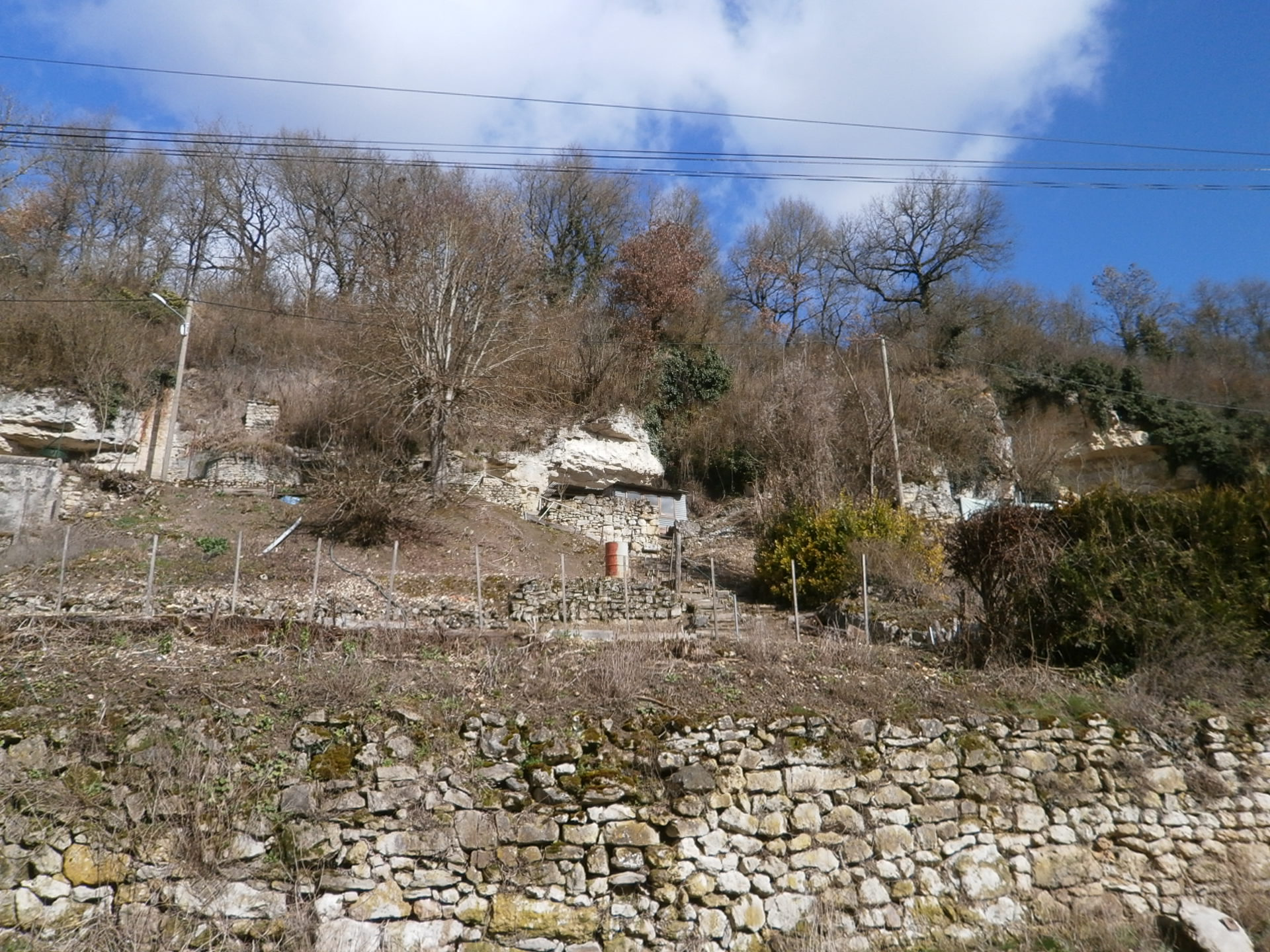
Aménagements troglodytiques.

Plusieurs mégalithes furent certainement érigés sur le territoire communal de Genillé ; ils ont disparu et leur localisation géographique n'est pas certaine, mais des toponymes révélateurs, mentionnés dans des textes ou relayés par la tradition orale, subsistent : la « Pierrelée » (du latin petra lata : large pierre), la « Pierre levée », le « Chillou » (caillou),. Le seul mégalithe encore debout, dit « dolmen de Hys », ne se trouve pas sur le territoire communal de Genillé car si Hys est bien un hameau de Genillé, le dolmen lui-même se situe sur le territoire de la commune voisine du Liège.
Au cours du IVe siècle av. J.-C., les Turons, peuple celte peut-être venu d'une région situé entre Nuremberg et Bayreuth, dans une boucle du Main, en Allemagne, colonise la Touraine à partir de la Loire puis remonte les vallées de ses affluents en se métissant avec les populations autochtones. Les traces que laissent ces occupants sont rares, car leurs constructions en bois se dégradent vite ; pourtant, des toponymes comme Logny, Rigny, les Ouches, peuvent avoir une racine gauloise.

### Antiquité
Cette période de l'histoire genilloise est assez mal connue : des villæ (vastes exploitations agricoles) ont été identifiées, mais aucune n'a fait l'objet de fouilles ; de rares toponymes peuvent suggérer une origine latine mais, l'usage du latin s'étant poursuivi bien au-delà de la chute de l'Empire romain, l'argument n'est pas décisif ; les vestiges archéologiques disséminés sur plusieurs sites sont plus convaincants, comme les substructions d'un bâtiment près de Marolles, les vestiges d'un silo à grains, des dolia (grandes amphores), des vases de bronze, des lampes à huile et des monnaies qui permettent de préciser la datation : règnes d'Antonin le Pieux (138-161) et Dioclétien (284-305).
Deux voies secondaires, supposées antiques mais peut-être plus anciennes, se croisent sur le territoire de Genillé. La première relie Loches à Montrichard, du sud-ouest au nord-est en traversant l'Indrois à l'est immédiat du bourg actuel, alors que l'autre, appelée Chemin chaussé, vient de Bléré au nord-ouest pour se diriger peut-être vers Levroux dans l'Indre mais son tracé est mal connu au sud-est de Genillé.

### Moyen Âge
L'histoire médiévale de Genillé est très largement documentée par des vestiges archéologiques et des sources écrites. C'est au Moyen Âge, mais une datation plus précise n'est pas permise, que les abris sous roche néolithiques sont réaménagés, soit en habitations qui prennent le nom local de « caves-demeurantes », soit en dépendances (caves ou greniers).

#### Haut Moyen Âge
La découverte de deux monnaies mérovingiennes, un triens en or trouvé à Genillé et un autre en argent doré trouvé à Oradour-sur-Glane (Haute-Vienne), portant tous deux la mention « GENILIACO VICO », fournit de très intéressants renseignements sur Genillé à cette époque : le vicus devait être important puisqu'on y frappait des monnaies et que son rayonnement commercial s'étendait sur au moins 300 km ; la monnaie en or est nécessairement antérieure à 750 car, en raison de la rareté de ce métal, on a cessé d'en frapper dans toute l'Europe occidentale vers cette date ; la monnaie en argent doré est postérieure à 750 car le dorure dont elle était recouverte lui permettait d'opérer le change avec les anciennes monnaies en or. Ces deux monnaies sont respectivement conservées à la Bibliothèque nationale de France et au Musée des beaux-arts de Limoges. Deux sarcophages retrouvés aux abords de l'église actuelle et deux autres mis au jour sur un autre site, tous quatre datés de l'époque mérovingiennes, témoignent d'une évangélisation précoce car les rites funéraires employés sont typiques du culte chrétien : Genillé formait déjà une paroisse. Cette certitude est encore renforcée par des éléments de décoration des pièces mérovingiennes : l'alpha (α) et l'oméga (ω), symboles utilisés par les premiers chrétiens.

#### Moyen Âge classique
Une charte de l'abbaye de Marmoutier de 984 prononce l'accession de Genillé, dont c'est l'une des premières mentions écrites, au rang de chef-lieu de viguerie,.

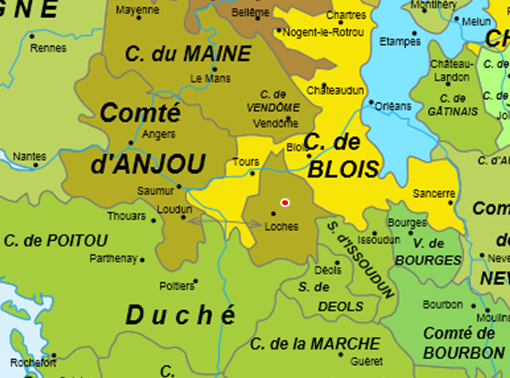
La Touraine en 1030.
Le point rouge représente Genillé.

En 987, le comte Foulques III, dit « Foulque Nerra », arrive à la tête du comté d'Anjou, dont il s'attache à multiplier les possessions en Touraine, au détriment de la maison de Blois. La bataille de Nouy, en 1044, signe la victoire de Geoffroy II d'Anjou, fils de Foulque Nerra et allié pour la circonstance du roi Henri Ier ; de nombreuses terres, dont Genillé, deviennent la possession des partisans des comtes d'Anjou. Contrôler un territoire qui va du Dunois à la Touraine, à l'Anjou et à la Saintonge se révèle difficile. Les petits seigneurs locaux nouent des alliances pour se rebeller contre le pouvoir comtal. Philippe Auguste, à partir de 1180, va tenter d'en profiter pour reprendre en main les possessions de la maison d'Anjou. C'est chose faire en 1190 pour Genillé et sa région.

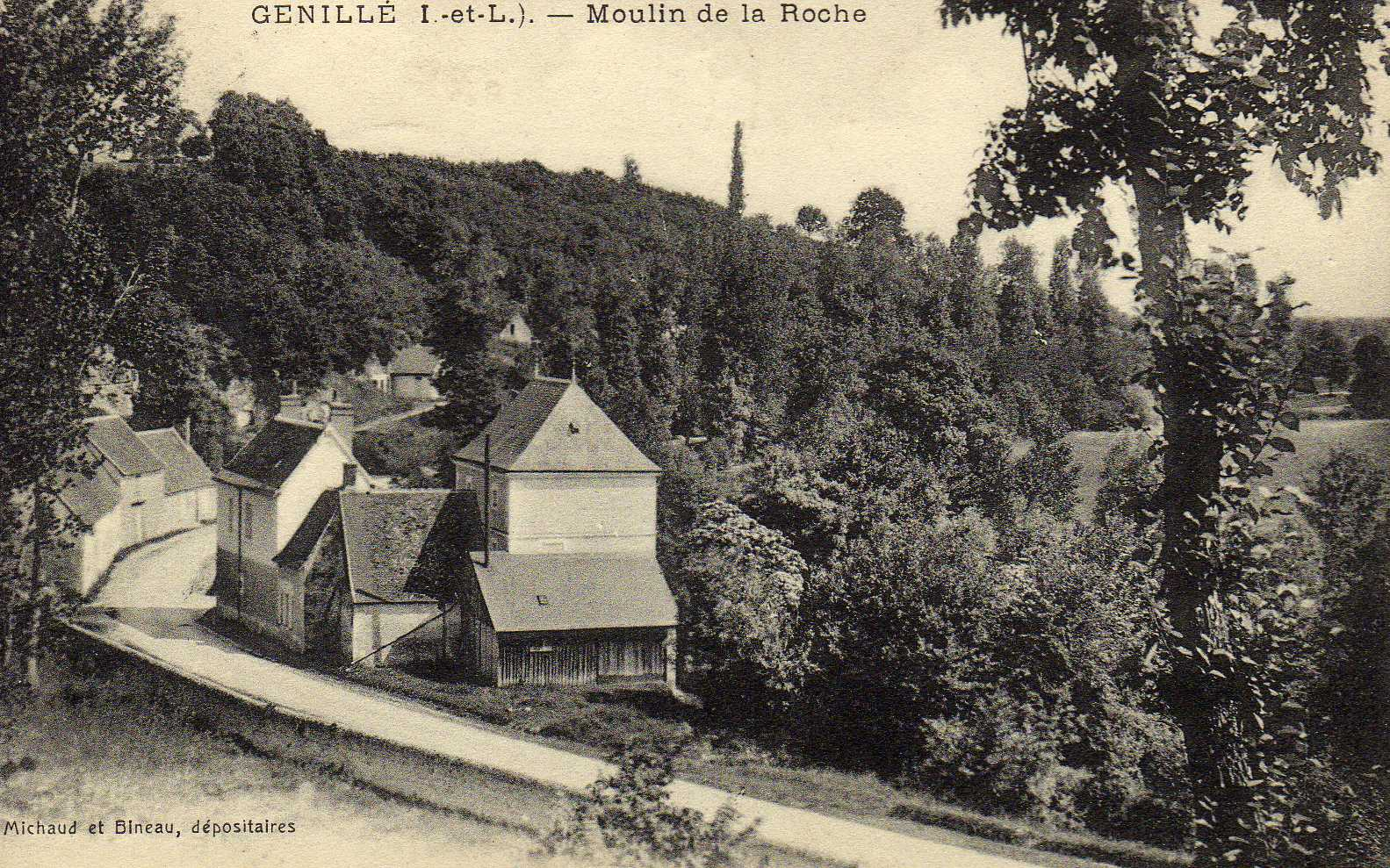
Moulin de la Roche
(carte postale ancienne).

Au XIIe siècle, mais surtout au XIIIe siècle, le paysage genillois se modifie sensiblement ; l'antique forêt de Chenevôse, qui couvrait toute la Touraine du Sud, exception faite des vallées des cours d'eau, est peu à peu défrichée par les seigneurs ainsi que les religieux qui y fondent abbayes, prieurés et fermes monastiques — certaines fermes, sur le plateau au nord de l'Indrois, mais encore plus au sud, près de la forêt de Loches, sont d'ailleurs toujours partiellement enclavées dans des bois, les bâtiments occupant le centre de la zone défrichée. Sur l'Indrois, deux moulins banaux sont installés à Genillé au milieu du XIIIe siècle, dont le moulin de la Roche, toujours debout mais dont les installations de meunerie ont été démontées ; le nombre de ces équipements ira croissant puisqu'au milieu du XIXe siècle il y a sept moulins sur l'Indrois et deux sur le ruisseau de Marolles.
Au XIIIe siècle, Genillé est une étape sur l'un des chemins de Saint-Jacques de Compostelle, entre Blois et Poitiers.

#### Moyen Âge tardif
Vers 1430, voire vers 1416 selon certains historiens, Adam Fumée naît à Tours. Ce personnage-clé de l'histoire de Genillé fait ses études de médecine à Montpellier. Il devient premier médecin à la cour de Charles VII. Tombé en disgrâce deux ans plus tard, il est réhabilité en 1461 par Louis XI qui l'emploie comme médecin mais aussi comme homme de confiance chargé des missions de négociation délicates. Il est nommé garde des sceaux de France en 1479 ; il garde la même charge sous le règne de Charles VIII ; toutes ses activités auprès des rois lui permettent d'accumuler une fortune immense grâce à laquelle il achète, en 1483, la seigneurie de Genillé ; il y fait construire au bord de l'Indrois un château pourvu d'une bibliothèque très richement dotée. Cinq ans plus tard, il achète, sur la commune voisine de Saint-Quentin-sur-Indrois, le château des Roches-Saint-Quentin. Adam Fumée, seigneur des Roches, de Saint-Quentin et de Genillé, meurt à Lyon en 1494. Il est inhumé dans chapelle de son château de Saint-Quentin. Ses descendants, dont la famille de Menou, demeurent propriétaires du château de Genillé jusqu'à la Révolution.

### Époque moderne

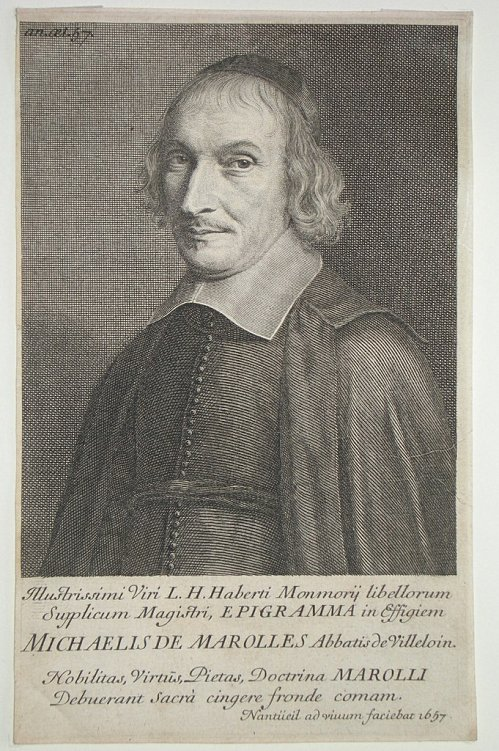
Michel de Marolles, estampe de Robert Nanteuil.

Attestée dès le XIIe siècle, la famille de Marolles va donner à Genillé deux représentants célèbres.
Claude II de Marolles, né en 1564 à Genillé, militaire de renom, partisan de la Ligue, se range aux côtés d'Henri IV dès que celui-ci accède au trône ; entre deux campagnes militaires — sa carrière se poursuivra jusqu'à sa mort, en 1633 — il revient en Touraine.
Quatrième enfant de Claude, né en 1600, Michel de Marolles est destiné dès son plus jeune âge à la carrière ecclésiastique. Âgé de neuf ans seulement, il est fait abbé de Beaugerais, une abbaye cistercienne sur la paroisse proche de Loché-sur-Indrois. En 1624, il est nommé évêque de Limoges à la suite d'une rumeur de vacance du siège épiscopal mais l'information est fausse, l'évêque en titre est toujours bien vivant. En 1626, il est fait abbé de Villeloin, les revenus de cette riche abbaye bénédictine lui permettant d'aider substantiellement sa famille ; il préfère toutefois résider à Paris, où il mène une vie mondaine, vendant même son domaine de Genillé en 1647 pour assurer son « train de vie » et satisfaire ses goûts de collectionneur acharné. Il amasse, à partir de 1644, une collection de 100 000 estampes que Colbert, pour le compte du roi, lui achète en 1667. Cet achat est souvent regardé comme à l'origine du cabinet des estampes de la bibliothèque royale. À la fois vulgarisateur et traducteur, Michel de Marolles meurt en 1681 à Paris en laissant de très nombreux manuscrits.

### De la Révolution française au second Empire
| Le cahier de doléances de Genillé, 4 mars 1789. Les dix-sept articles des cahiers de doléances de Genillé mentionnent, entre autres sujets de mécontentement ou d'inquiétude des habitants : - le poids excessif des impôts et charges : la suppression de la gabelle, impôt symbolique, est demandée, ainsi qu'une réforme des impôts sur les propriétés, voulus « également répartis entre tous les citoyens sans distinction ni privilège, mais à raison seulement de leurs propriétés » ; - les revenus de l'Église : la suppression du droit d'annates est réclamée, remplacée par un système de rémunération des prêtres et vicaires ; - la gestion de la paroisse : les officiers locaux ne doivent pas, par intérêt financier, cumuler plus de charges qu'ils ne peuvent en assumer et la paroisse doit pouvoir gérer librement ses dépenses d'entretien (voirie notamment) ; - la préservation du patrimoine : la propriété doit être un droit « inviolable et sacré » et les parents doivent être tenus de contribuer aux besoins de leurs enfants mineurs. |

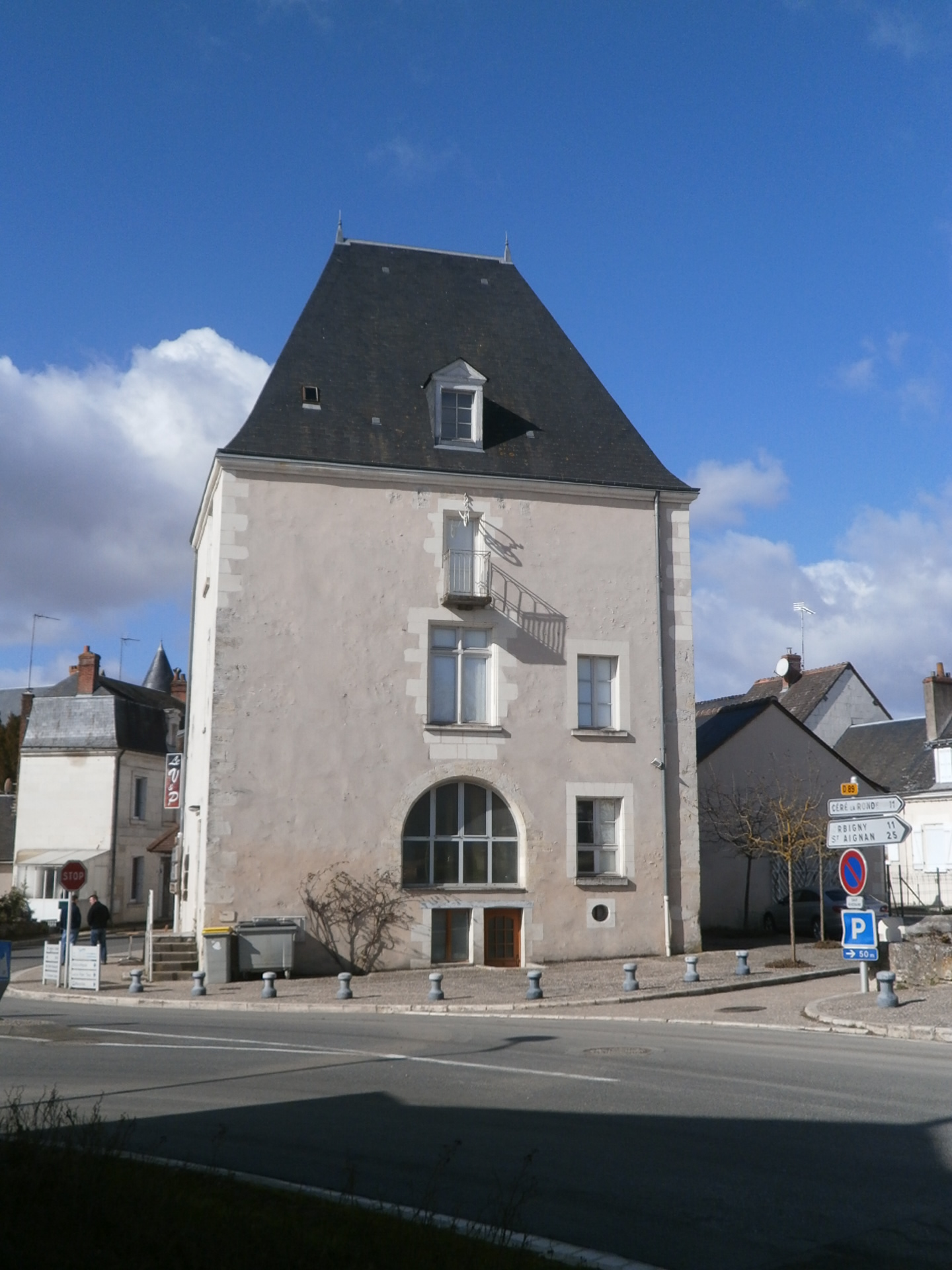
L'ancien pavillon de l'octroi.

Le 1er mars 1789, les paroissiens de Genillé se réunissent pour élire les quatre députés qui, trois jours plus tard, porteront le cahier de doléances à Loches. En décembre de la même année, les biens du clergé sont confisqués et les nobles fuient le village. Le 28 février 1791 consacre l'acte de naissance officiel de la commune de Genillé dans ses limites territoriales, qui n'ont pas varié depuis. Les hommes sont enrôlés de force à plusieurs reprises, les vivres réquisitionnés pour nourrir les soldats et approvisionner les grandes villes, les habitants sous le contrôle d'un comité de surveillance révolutionnaire. Au cours de la période révolutionnaire, les ventes de biens nationaux sont, à Genillé comme probablement ailleurs, l’occasion pour certains de réaliser de fructueuses opérations. C’est ainsi qu’un homme de loi de la commune achète, en juin 1793, plusieurs biens dont d’anciennes possessions de l’abbaye de la Bourdillière. Il tarde à les payer, ce qui revient à en faire baisser le coût réel, leur prix de vente étant fixé en assignats qui se déprécient de jour en jour ; il les revend comptant, prenant toutefois soin d’établir son prix de vente en numéraire, financièrement bien plus solide, alors qu’il n'en est pas encore propriétaire. Dans le cadre de la Levée des 300 000 hommes, Genillé doit fournir 30 hommes armés, trois attelages et des vivres.
L'Empire ramène calme et stabilité dans la commune ; à la tête de la municipalité se retrouvent les familles de l'ancien régime (la famille « de Menou » a perdu sa particule : elle est devenue la famille « Menou ») ; des travaux importants de voirie sont entrepris sur les chemins à partir de 1812 et un presbytère, deux écoles, une mairie, et un bureau de poste sont construits dans les décennies suivantes. Un pavillon d'octroi est installé, en application d'une ordonnance impériale du 8 décembre 1814, dans un bâtiment du XVe siècle.
En 1844, Jacques-Philippe Dubreuil-Chambardel abandonne sa carrière de médecin, quand il hérite du domaine de Marolles, pour se lancer dans l’agriculture. En 1849, 400 ha sont ainsi défrichés et mis en culture : c’est alors la plus importante exploitation du département. Les productions sont variées : élevage, céréales et mûriers dont le feuillage est revendu à des éleveurs de vers à soie. En 1849, la ferme devient une ferme-école. Malheureusement, de grandes difficultés financières contraignent Dubreuil-Chambardel à se séparer petit à petit de certaines de ses terres. La ferme-école est supprimée en 1851 ; elle trouve refuge à Chédigny. Marolles est racheté en 1851 par le banquier Auguste Dassier. Sa fille Henriette en hérite en 1862. Elle est l'épouse de Fernand Raoul-Duval, issu d'une importante famille protestante de négociants havrais. De 1863 à 1873, le couple constitue à Marolles, un domaine de 1 400 ha qu’il décide de mettre en culture par des méthodes modernes : sur l'image externe de la cour de ferme, on peut voir une charrue-balance à 2x6 corps et une énorme locomobile à treuil nécessaire à sa mise en œuvre, il y avait aussi deux éoliennes Bollée. L'exploitation démarre en 1877, à la suite d’une inauguration fastueuse de la ferme, en présence du président de la République Patrice de Mac Mahon. Sur l’exploitation, une grande partie des terres est consacrée à la culture de la vigne, mais la crise du phylloxéra, arrivé en 1883, oblige à reconvertir la production vers la céréaliculture et l’élevage. L'exploitation sera poursuivie jusqu'en 1951.
Genillé possède, au XIXe siècle, deux briqueteries et deux fours à chaux. Si les premières étaient destinées à la fabrication de matériaux de construction, les seconds étaient consacrés à l’élaboration de la chaux dite « agricole », amendement destiné à améliorer la fertilité des sols acides de la gâtine. Ces équipements, dont la mise en service s’est étalée sur toute la première moitié du XIXe siècle, n’ont eu qu’une existence assez brève, les derniers d’entre eux ayant cessé leur activité en 1916, en raison du manque de main-d’œuvre engendré par la Première Guerre mondiale. Trois de ces installations, bien qu’abandonnées, subsistaient encore à la fin du XXe siècle. Deux fours à chaux sont inscrits à l'inventaire général du patrimoine culturel,.

### Entre trois guerres

#### Conflit franco-prussien de 1870 et Première Guerre mondiale
La commune de Genillé est tenue de participer financièrement à l'effort de guerre lors du conflit franco-prussien en 1870, qui fait par ailleurs trois victimes parmi sa population. C'est aussi en 1870 que Genillé est reliée à Loches par une ligne télégraphique.
En 1889, Genillé est reliée aux voies ferrées qui se sont ouvertes depuis une quarantaine d'années, rayonnant à partir de Tours, grâce à la création d'une ligne transversale reliant Ligueil à Montrésor, exploitée par la Compagnie de chemins de fer départementaux. En 1908, l'éclairage public des rues, jusque-là assuré par des réverbères à gaz, devient électrique, grâce à une petite usine hydroélectrique installée sur le ruisseau de Marolles, près du château ; le propriétaire de ce château est alors le maire de Genillé et le concessionnaire de la distribution d'électricité est son fils.
En 1914, environ 250 hommes sont mobilisés, soit environ 10 % de la population. 81 Genillois mourront lors de la Grande Guerre.

#### Seconde Guerre mondiale

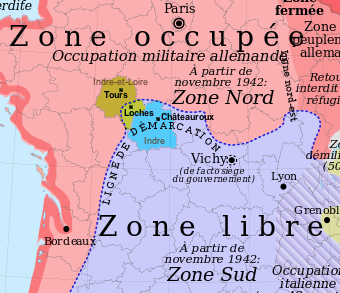
La ligne de démarcation.

En juin 1940, le gouvernement français quitte Paris pour Bordeaux, avec une halte en Touraine du 11 au 14 juin ; c’est là que Paul Reynaud et Winston Churchill auront leur dernière entrevue avant la signature de l'armistice du 22 juin 1940 ; pendant ces quatre jours, Genillé abrite le ministère des Colonies dirigé par Louis Rollin. Lors de la partition de la France par la ligne de démarcation, Genillé se trouve placée en zone libre. Une partie du 32e régiment d'infanterie s'installe dans des baraquements à Genillé, sur les terres du château de Rassay ; son rôle est de sécuriser la ligne de démarcation en empêchant les incursions de soldats allemands en zone libre et en portant secours aux personnes ayant franchi la ligne clandestinement. En 1942, le docteur Georges Giraud, maire de Genillé et frère du général Giraud, est démis de ses fonctions par le régime de Vichy et doit fuir à Alger ; sa femme sera déportée à Ravensbrück, tout comme l'actrice Rosine Deréan, résistante active, qui réside alors à Genillé.
Plusieurs réseaux de résistance ont opéré successivement à Genillé. Ainsi, dès 1942, James Thireau (21 ans) travaillant à la ferme de Couasnay et Ginette Marchais, dont les parents habitent la Crépinière et travaillent pour Mademoiselle Raoul-Duval — Ginette n'a que 12 ans, on pense que son jeune âge lui permet d'éviter les soupçons —, s'engagent au réseau Écarlate, puis au réseau Turma-Vengeance de l'abbé Henri Péan, puis au maquis Césario après le démantèlement du groupe Péan par la Gestapo en février 1944.
Le maquis Césario et le maquis d'Épernon (issu du 32e régiment d'infanterie) du surnom de leurs chefs dans la clandestinité — respectivement lieutenant Édouard Bretegnier et commandant René Costantini —, se rattachant à l'organisation de résistance de l'Armée (ORA), opèrent au printemps 1944 dans le sud de la Touraine et recrutent une partie de leurs membres sur Genillé et son secteur. Au mois d'août de la même année, le maquis d'Épernon absorbe le maquis Césario. Le château de Marolles, dont avait hérité Élisabeth Raoul-Duval alors âgée et aveugle, abrita un émetteur-récepteur de radio destiné aux communications du réseau Écarlate, l'un des réseaux de la Résistance ; Ginette Marchais et Élisabeth Raoul-Duval qui parle anglais effectuent les missions d'écoute, reçoivent et transmettent les messages. Le maquis Césario établit l’un de ses camps successifs dans les bois entourant le château. Ginette Marchais brode la Croix de Lorraine sur 400 brassards et participe pleinement au maquis. Le 10 août 1944, James Thireau réussit à capturer le chef départemental de la Milice. Ginette et James se marieront en avril 1948.
Une autre organisation de la Résistance œuvre dans la région. Le très controversé maquis Lecoz, du nom d’emprunt de son chef — Lecoz, de son vrai nom Georges Duboscq, aventurier multirécidiviste autoproclamé capitaine, est arrêté en 1944 à Perrusson, condamné à mort et exécuté à Angers en 1946 — réalise de réelles opérations de résistance mais aussi beaucoup d’exécutions sommaires et de pillages. Le château de la Gitonnière, à Genillé, est ainsi mis à sac et ses propriétaires torturés en 1944 par Lecoz en raison de la découverte d’un émetteur radio qu’il pense au service des Allemands ; les propriétaires du château travaillent en réalité pour la Résistance.
Le 10 septembre 1944, Genillé fête sa libération. De novembre 1944 à juin 1946, les baraquements de Rassay sont utilisés pour accueillir jusqu'à 432 réfugiés polonais, ce qui en fait le plus grand camp du département pour ces réfugiés.

### XXeetXXIesiècles
La période d'importante croissance économique qui accompagne les Trente Glorieuses se traduit dans la commune par l'implantation d'entreprises qui emploient de nombreux salariés : une scierie, une importante entreprise de charpente et de couverture ainsi qu'un fabricant de maroquinerie emploient à eux trois une centaine de personnes. Malgré un contexte global peu favorable au maintien des populations rurales, Genillé compense les effets de l'exode rural grâce à ces pôles d'emploi local.
La crise issue du premier choc pétrolier provoque, à la fin des années 1970 et au début des années 1980, la fermeture de deux des trois grosses entreprises de Genillé et une importante réduction d'effectifs de la troisième. La démographie communale ne s'en ressent toutefois pas trop car Genillé demeure un lieu de résidence à défaut d'être un bassin d'emploi et la construction de nouveaux logements, à population sensiblement égale, permet de compenser la diminution de la taille des ménages. La commune souffre toutefois de sa situation géographique à l'écart de toute voie de communication importante et l'ouverture, en décembre 2007, de l'autoroute A85 Tours-Vierzon à 17 km de Genillé ne semble pas devoir être un facteur de désenclavement, bien au contraire, selon l'opinion de Christophe Meunier, auteur d'une monographie sur la commune de Genillé.

## Politique et administration

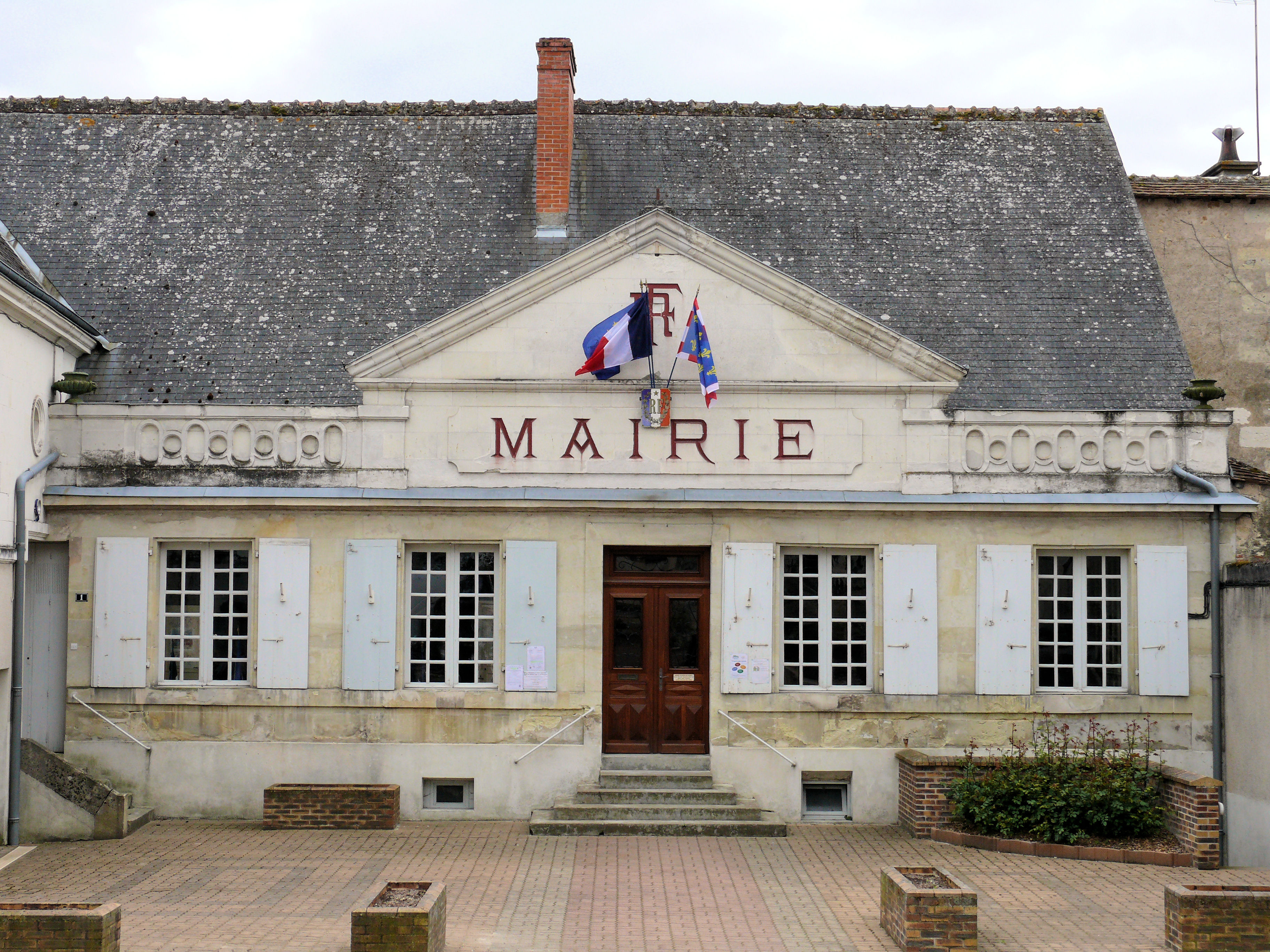
La mairie.

### Situation administrative
À la suite du redécoupage cantonal de 2014, la commune de Genillé est désormais rattachée au canton de Loches qui compte 29 communes. À l'issue du second tour des élections départementales de 2015, Valérie Gervès (UMP) et Pierre Louault (UDI, conseiller général sortant) sont élus conseillers départementaux du canton de Loches.
Genillé est rattachée à l'arrondissement de Loches et à la 3e circonscription de l'Indre-et-Loire.

### Tendances politiques et résultats
Au regard des résultats présentés ci-dessous, aucune tendance claire ne paraît se dégager dans l'électorat genillois qui se prononce en faveur du candidat du parti communiste lors de l'élection cantonale de 2011 mais qui, trois ans plus tard, place en tête de ses suffrages la liste présentée par le front national lors du scrutin européen de 2014. Lors des élections présidentielles, les électeurs ont globalement suivi la tendance nationale. Pour les élections municipales, ni le scrutin majoritaire en vigueur en 2008 ni le scrutin de listes de 2014, compte tenu des listes présentées, ne sont en mesure de faire ressortir une orientation politique décisive.

#### Élection présidentielle de 2017
En 2017, au deuxième tour des élections présidentielles, Emmanuel Macron (En marche !), élu, a obtenu 61,91 % des voix et Marine Le Pen (FN), 38,09 %. Le taux de participation s'est élevé à 80,41 %.

#### Élections municipales les plus récentes
Le nombre d'habitants au recensement de 2011 étant compris entre 1 500 et 2 499, le nombre de membres du conseil municipal est de 19 à partir de 2014 ; il ne comptait jusqu'alors que 15 membres (population comprise entre 500 et 1499 habitants),.
Lors des élections municipales de 2008, les 15 conseillers municipaux ont été élus dès le premier tour ; le taux de participation était de 76,67 %.
Lors des élections municipales de 2014, les 19 conseillers municipaux ont été élus dès le premier tour ; le taux de participation était de 77,91 %. Ont obtenu :
| Suffrages exprimés    | Suffrages exprimés | Suffrages exprimés | 875       |             | 19 sièges à pourvoir | 19 sièges à pourvoir |
|                       |                    |                    |           |             |                      |                      |
| Liste                 | Tête de liste      | Tendance politique | Suffrages | Pourcentage | Sièges acquis        | Var.                 |
| Genillé tous ensemble | Jacques Herbert    | Divers droite      | 470       | 53,71 %     | 15 / 19              | -                    |
| Agir pour Genillé     | Alain Mary         | Sans étiquette     | 405       | 46,29 %     | 4 / 19               | -                    |

Ces deux listes ont obtenu respectivement 4 sièges et 1 siège au conseil communautaire.

### Liste des maires
Seuls cinq maires se sont succédé à la mairie de Genillé depuis 1942, accomplissant tous plusieurs mandats successifs :
| Période       | Période  | Identité           | Étiquette        | Qualité                                                 |
| ------------- | -------- | ------------------ | ---------------- | ------------------------------------------------------- |
| novembre 1942 | 1955     | François Chaumier  |                  | Agriculteur                                             |
| 1955          | 1971     | Paul Moreau        |                  |                                                         |
| 1971          | 1989     | Georges Normand    |                  |                                                         |
| 1989          | 2001     | Jean-Pierre Lafond |                  |                                                         |
| mars 2001     | 2020     | Jacques Herbert    | DVD              | Retraité                                                |
| 2020          | En cours | Henri Alfandari    | LR puis Horizons | Conseiller départemental depuis 2021 Député depuis 2022 |

### Instances judiciaires et administratives
Jusqu'en fin 2009, les habitants de Genillé relevaient de la juridiction du tribunal d'instance de Loches. Depuis le 1er janvier 2010 et la réforme de la carte judiciaire, c'est le tribunal d'instance de Tours qui est compétent pour l'ensemble du département ; toutes les juridictions intéressant Genillé sont ainsi regroupées à Tours, à l'exception du tribunal administratif et de la cour d'appel qui siègent à Orléans, préfecture de la région Centre-Val de Loire.
La commune de Genillé se trouve dans la circonscription de gendarmerie de la brigade de proximité de Loches.

### Intercommunalité
Genillé faisait partie de la communauté de communes de Montrésor (CCM). Le territoire de compétences de cet organisme intercommunal est celui des dix communes constituant l'ancien canton de Montrésor. Se substituant à partir du 13 décembre 2000 à l'ancien SIVOM du canton de Montrésor, elle intervient dans de nombreux domaines : adduction d'eau potable et traitement des eaux usées en régie directe, gestion de la collecte des déchets en remplacement de l'ancien syndicat mixte de collecte et de traitement des ordures ménagères (SMITCOM) du Val d'Indrois, entretien de la voirie, développement économique, etc. Au 1er janvier 2017, elle intègre la nouvelle communauté de communes Loches Sud Touraine.
Le syndicat intercommunal d'énergie d'Indre-et-Loire (SIEIL) assure le contrôle et la coordination de l'ensemble des concessionnaires opérant sur l'Indre-et-Loire dans le domaine de la distribution de gaz et d'électricité ; il intervient également sur le renforcement du réseau de distribution d'électricité. Fondé en 1937, il a progressivement évolué dans le contexte d'ouverture des marchés de l'énergie à la concurrence.
Par arrêté préfectoral en date du 23 avril 2008, toutes les communes d'Indre-et-Loire, Tours exceptée, adhèrent au SIEIL à titre individuel.
Un syndicat intercommunal à vocation unique (SIVU), auquel adhère la commune de Genillé au même titre que 48 autres communes du Lochois, prend en charge le transport des collégiens et lycéens entre leurs communes respectives et les établissements d'enseignement secondaire, publics comme privés, ouverts dans le périmètre de compétences de ce SIVU. Il s'agit du syndicat intercommunal de transport scolaire du Lochois dont le siège se trouve à Ferrière-sur-Beaulieu et qui travaille en convention avec un transporteur professionnel.
Un syndicat mixte regroupant neuf communautés de communes ou syndicats mixtes intercommunaux d'Indre-et-Loire a pour vocation de favoriser et fédérer les actions en matière de réduction et de valorisation des déchets ménagers. La communauté de communes de Montrésor en est adhérente pour le compte des dix communes qu'elle regroupe, dont Genillé.

### Politique environnementale
Ce domaine de compétence est pris en charge par la communauté de communes Loches Sud Touraine pour l'ensemble de son territoire.

#### Eau potable et assainissement
L'alimentation en eau potable des dix communes de l'ancienne communauté de communes de Montrésor, dont Genillé, est entièrement mutualisée, à partir de quatre forages exploitant des nappes du Cénomanien ou du Turonien et de deux stations de traitement. Fin 2012, plus de 3 700 foyers étaient raccordés à ce réseau sur l'ensemble de la communauté de communes.
Une nouvelle station d'épuration, traitant les effluents domestiques de Genillé, a été inaugurée en janvier 2012. D'une capacité de 1 800 EH (équivalent-habitant), elle est de type biologique à boues activées ; elle remplace un ancien équipement âgé de 30 ans et sous-dimensionné. Les boues résiduelles sont épandues en zone agricole.

#### Déchets ménagers
Une déchèterie, sur le territoire-même de la commune, est accessible aux habitants, de Genillé comme des autres localités de la communauté de communes. Les déchets ménagers recyclables ou non, sont collectés en porte-à-porte de manière hebdomadaire et des conteneurs pour la collecte du verre, du papier ou des vêtements sont répartis sur le territoire communal.

### Finances locales
Le tableau ci-dessous présente l'évolution de la capacité d'autofinancement, un des indicateurs des finances locales de Genillé, sur une période de neuf ans :
|                      | 2005 | 2006 | 2007 | 2008 | 2009 | 2010 | 2011 | 2012 | 2013 |
| -------------------- | ---- | ---- | ---- | ---- | ---- | ---- | ---- | ---- | ---- |
| Genillé              | 200  | 164  | 184  | 175  | 152  | 99   | 156  | 149  | 192  |
| Moyenne de la strate | 150  | 161  | 167  | 166  | 162  | 173  | 194  | 168  | 187  |

| ■ CAF de Genillé ■ CAF moyenne de la strate |

La capacité d'autofinancement de la commune, comparée à la moyenne de la strate, semble observer des cycles assez longs ; elle est supérieure ou égale à la moyenne pendant quatre ans, puis sensiblement inférieure pendant quatre autres années — presque la moitié de la valeur moyenne en 2010 — elle s'est rétablie à une valeur très légèrement supérieure à la référence de la strate en 2013. Le fonds de roulement, par contre, est régulièrement inférieur à la moyenne de la strate ; sa valeur était même négative en 2010.
Le montant de la taxe d'habitation, indicateur de fiscalité directe, s'établit en 2013 à un peu plus de 1 100 €/habitant, contre 1 060 € en moyenne pour les communes de même importance. Cette hiérarchie est stable sur les cinq années précédentes.

### Jumelages
| - Urcuit (France). Genillé est jumelée avec cette commune labourdine des Pyrénées-Atlantiques. La charte de jumelage a été signée en 1998 et le comité de jumelage genillois est chargé d'organiser et promouvoir les échanges scolaires, sportifs, culturels et sociaux entre les deux communes,. | \| Genillé Urcuit \| |
| Genillé Urcuit |                      |

## Population et société

### Démographie

#### Évolution démographique
Les registres d'état civil de Genillé, connus dès 1571, mentionnent pour l'année 1764 une population de 315 feux pour la paroisse alors que la population communale est de 1 850 habitants en 1793, année de mise en place des recensements individuels.
L'évolution du nombre d'habitants est connue à travers les recensements de la population effectués dans la commune depuis 1793. Pour les communes de moins de 10 000 habitants, une enquête de recensement portant sur toute la population est réalisée tous les cinq ans, les populations de référence des années intermédiaires étant quant à elles estimées par interpolation ou extrapolation. Pour la commune, le premier recensement exhaustif entrant dans le cadre du nouveau dispositif a été réalisé en 2005.

En 2022, la commune comptait 1 508 habitants, en évolution de −1,18 % par rapport à 2016 (Indre-et-Loire : +1,67 %, France hors Mayotte : +2,11 %).
| 1793  | 1800  | 1806  | 1821  | 1831  | 1836  | 1841  | 1846  | 1851  |
| ----- | ----- | ----- | ----- | ----- | ----- | ----- | ----- | ----- |
| 1 850 | 1 942 | 1 916 | 1 988 | 1 954 | 1 943 | 1 912 | 2 008 | 2 063 |

| 1856  | 1861  | 1866  | 1872  | 1876  | 1881  | 1886  | 1891  | 1896  |
| ----- | ----- | ----- | ----- | ----- | ----- | ----- | ----- | ----- |
| 2 006 | 2 043 | 2 130 | 2 087 | 2 242 | 2 276 | 2 433 | 2 325 | 2 202 |

| 1901  | 1906  | 1911  | 1921  | 1926  | 1931  | 1936  | 1946  | 1954  |
| ----- | ----- | ----- | ----- | ----- | ----- | ----- | ----- | ----- |
| 2 132 | 2 097 | 2 017 | 1 772 | 1 850 | 1 718 | 1 665 | 1 737 | 1 647 |

| 1962  | 1968  | 1975  | 1982  | 1990  | 1999  | 2005  | 2006  | 2010  |
| ----- | ----- | ----- | ----- | ----- | ----- | ----- | ----- | ----- |
| 1 559 | 1 585 | 1 417 | 1 413 | 1 428 | 1 425 | 1 509 | 1 507 | 1 582 |

| 2015  | 2020  | 2022  | - | - | - | - | - | - |
| ----- | ----- | ----- | - | - | - | - | - | - |
| 1 534 | 1 496 | 1 508 | - | - | - | - | - | - |

L'évolution de la population genilloise, au travers des divers recensements, peut être divisée en quatre périodes :
- de la Révolution à la fin des années 1870, la population augmente, surtout sur la fin de la période, atteignant un maximum historique en 1881, avec 2 433 habitants ;
- des années 1880 au milieu des années 1960, la population chute assez régulièrement pour atteindre, en 1968, un point bas aux alentours de 1 420 habitants ;
- entre 1970 au milieu des années 1990, la population reste stable ;
- depuis la fin du XXe siècle, Genillé regagne peu à peu des habitants et, en 2012, a retrouvé son niveau démographique du début des années 1960.

Genillé confirme ainsi son statut de plus importante commune de l'ancienne communauté de communes de Montrésor, loin devant cette ville.
La population de Genillé, relativement stable entre 1975 et 1999, augmente depuis le début du XXIe siècle. Le solde naturel ne devient positif qu'à partir de 2006, sous les effets conjugués d'un taux de natalité en hausse et d'un taux de mortalité en baisse. Le solde migratoire est positif depuis 1975, affichant une valeur record sur la période 2006-2012,.
|                                           | 1968 - 1975 | 1975 - 1982 | 1982 - 1990 | 1990 - 1999 | 1999 - 2006 | 2006 - 2012 |
| ----------------------------------------- | ----------- | ----------- | ----------- | ----------- | ----------- | ----------- |
| Taux de variation annuel de la population | - 1,6       | 0,0         | + 0,1       | 0,0         | + 0,8       | + 1,4       |
| Solde naturel                             | - 0,2       | - 0,3       | - 0,4       | - 0,3       | 0,0         | + 0,1       |
| Solde migratoire                          | - 1,4       | + 0,3       | + 0,5       | + 0,2       | + 0,9       | + 1,3       |

#### Pyramide des âges
La population de la commune est relativement âgée.
En 2018, le taux de personnes d'un âge inférieur à 30 ans s'élève à 27,1 %, soit en dessous de la moyenne départementale (34,9 %). À l'inverse, le taux de personnes d'âge supérieur à 60 ans est de 37,5 % la même année, alors qu'il est de 27,8 % au niveau départemental.
En 2018, la commune comptait 736 hommes pour 779 femmes, soit un taux de 51,42 % de femmes, légèrement inférieur au taux départemental (51,91 %).
Les pyramides des âges de la commune et du département s'établissent comme suit.
| Hommes | Classe d’âge | Femmes |
| ------ | ------------ | ------ |
| 1,5    | 90 ou +      | 2,2    |
| 9,8    | 75-89 ans    | 13,3   |
| 24,1   | 60-74 ans    | 24,2   |
| 19,3   | 45-59 ans    | 19,2   |
| 16,9   | 30-44 ans    | 15,2   |
| 12,5   | 15-29 ans    | 10,9   |
| 16,0   | 0-14 ans     | 15,0   |

| Hommes | Classe d’âge | Femmes |
| ------ | ------------ | ------ |
| 0,9    | 90 ou +      | 2,2    |
| 7,9    | 75-89 ans    | 10,2   |
| 17,3   | 60-74 ans    | 18,1   |
| 19,8   | 45-59 ans    | 19,1   |
| 17,9   | 30-44 ans    | 17,2   |
| 18,5   | 15-29 ans    | 17,5   |
| 17,6   | 0-14 ans     | 15,6   |

### Enseignement
La commune de Genillé est rattachée à l'académie d'Orléans-Tours. Cette académie fait partie de la zone B pour son calendrier de vacances scolaires.
Genillé dispose d'une école maternelle (69 élèves inscrits pour l'année scolaire 2013-2014) et d'une école élémentaire (98 élèves en 2013-2014).
Le collège le plus proche se trouve à Montrésor et les lycées les plus proches à Loches, avec deux lycées d'enseignement général, l'un public et l'autre privé, et un lycée public d'enseignement professionnel. Le transport des collégiens et lycéens entre Genillé et Montrésor ou Loches est assuré par un service de cars.
Les établissements d'enseignement supérieur sont tous situés à Tours ou dans sa proche périphérie. Parmi eux, l'université pluridisciplinaire François-Rabelais propose, au sein d'une école polytechnique universitaire et de deux instituts universitaires de technologie s'appuyant sur une quarantaine de laboratoires de recherche, sept unités de formation et de recherche ; l'école supérieure de commerce et de management de Tours-Poitiers offre sur ses deux sites des formations Bac+3 ou Bac+5 ; l'école Brassart de Tours est spécialisée dans les arts graphiques. Dans le domaine agricole, le lycée agricole de Tours-Fondettes prépare au diplôme du brevet de technicien supérieur (BTS, Bac+2).

### Vie culturelle et sportive

#### Vie associative
Trente-sept associations interviennent à Genillé. Quinze d'entre elles exercent des activités culturelles, et parmi elles le comité de jumelage Genillé-Urcuit ou l'harmonie municipale, formation créée en 1865 pour « éveiller la population paysanne au beau et éloigner une population exclusivement masculine des cabarets et des bistrots » et déclarée officiellement en 1890. Quatorze autres ont une compétence dans le domaine sportif dont un centre équestre ayant reçu le label École française d'équitation décerné par la Fédération française d'équitation. Huit associations œuvrent dans le domaine scolaire et social. Pour la première fois, au mois de septembre 2014, la municipalité a organisé un forum des associations.

#### Manifestations culturelles et festivités
Vers la fin octobre se déroule chaque année à Genillé la traditionnelle Foire aux marrons, avec vide-greniers, animations et stands de dégustation. Elle fête en 2014 sa 54e édition. Cette « foire à thème », comme nombre d'autres, a pris le relais des comices agricoles en tant qu'élément de lien social entre les habitants des petites communes rurales.
Le jumelage conclu en 1998 avec la commune d'Urcuit (Pyrénées-Atlantiques) est l'occasion d'organiser des rencontres annuelles à l'occasion des fêtes dans chacune des deux communes.

#### Équipements culturels et sportifs

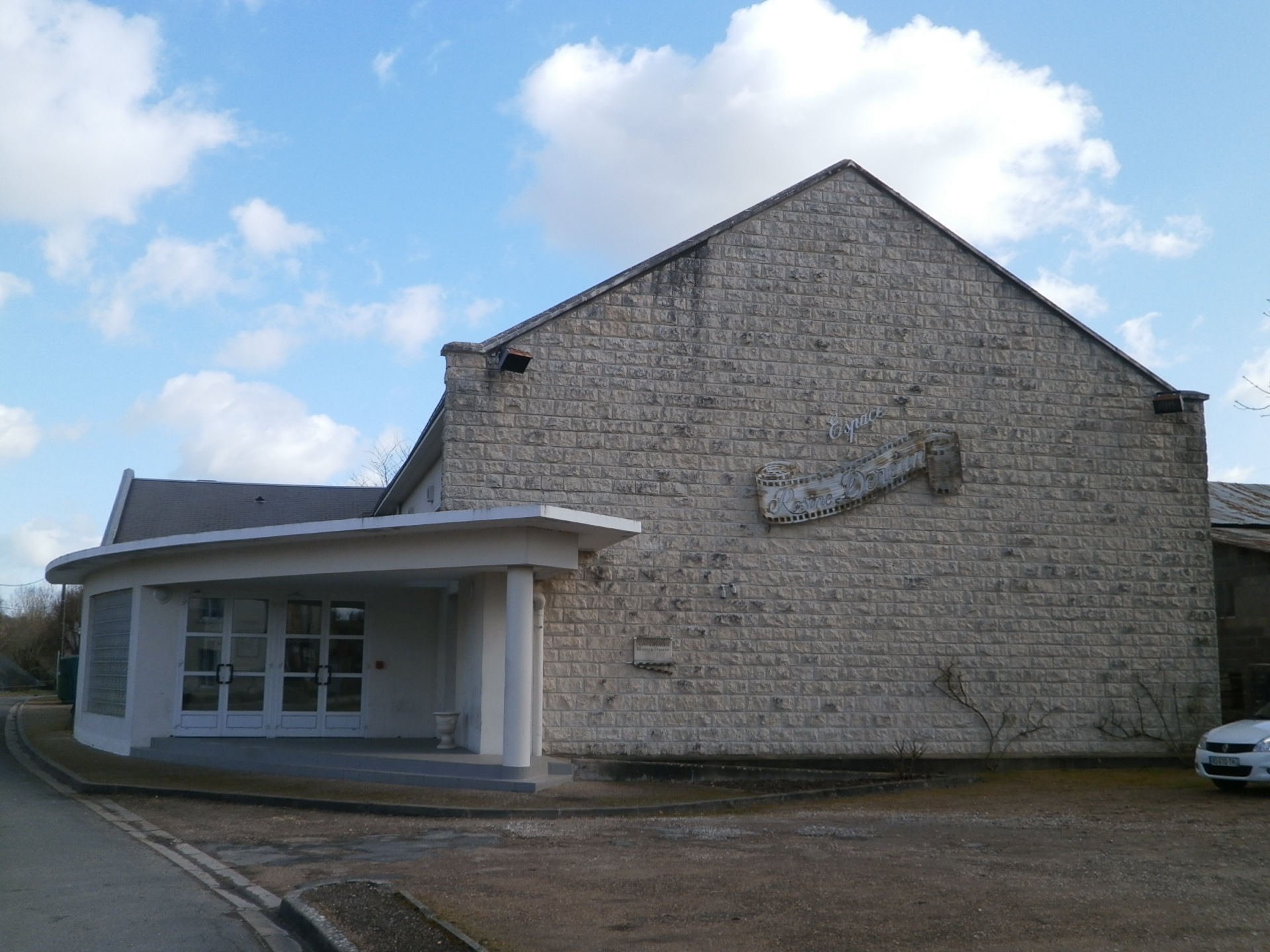
Salle des fêtes Rosine-Deréan.

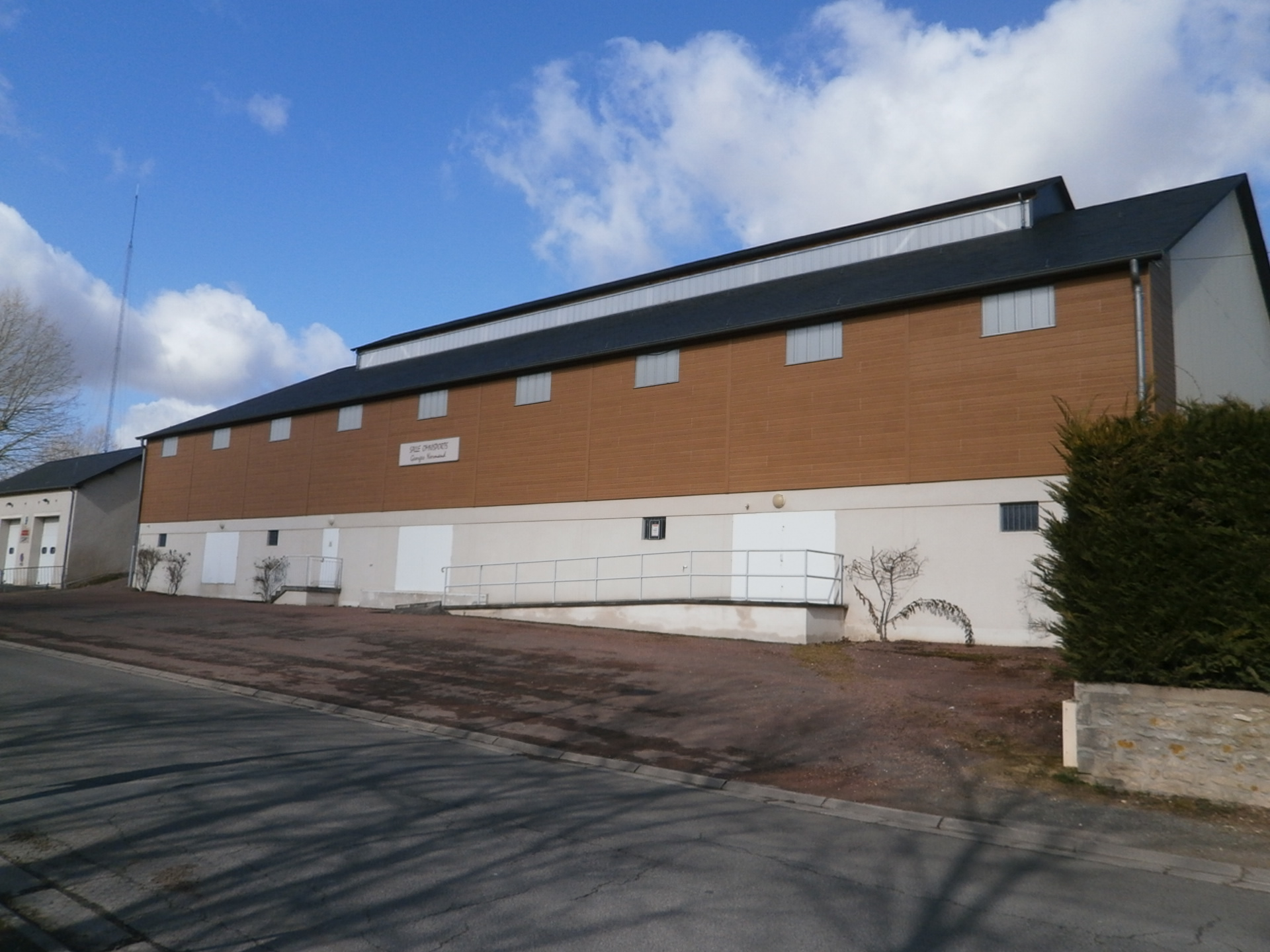
Salle omnisports Georges-Normand.

En 1994, une ancienne salle de sport est aménagée en salle des fêtes ; elle est baptisée du nom de Rosine Deréan en 1998.
Depuis le 2 septembre 2014, la nouvelle médiathèque et bibliothèque Prosper-Blanvillain a ouvert ses portes dans le centre du bourg,. Elle est intégrée au réseau départemental des bibliothèques gérées par le conseil général d'Indre-et-Loire, dans le cadre de la direction de la lecture publique et du livre de Touraine.
La commune de Genillé dispose d'une piscine, ouverte en période estivale, d'un stade de football, de deux courts de tennis, de terrains de boules ainsi que d'une salle omnisports Georges-Normand,, issue de la reconversion des anciens bâtiments d'une coopérative agricole.

### Santé et services d'urgence
Au 1er janvier 2015, deux médecins généralistes, un infirmier, deux masseurs-kinésithérapeutes, deux orthophonistes et une pharmacie sont installés à Genillé. L'hôpital le plus proche est le centre hospitalier des Rives de l'Indre à Loches.
Genillé dispose, sur son territoire communal, d'un centre d'incendie et secours.

### Médias
Le quotidien régional La Nouvelle République du Centre-Ouest, dans son édition Indre-et-Loire, Touraine Est, consacre quelques pages à l’actualité de la région de Montrésor. La Renaissance lochoise, « l'hebdomadaire de la Touraine du Sud » est un hebdomadaire d’informations locales sur les cantons du sud de la Touraine.
Dans le domaine des médias audiovisuels, deux chaînes de télévision de télévision numérique terrestre (TNT) sont accessibles à tous les habitants de Genillé et relaient les informations locales entre autres : France 3 Centre-Val de Loire et TV Tours Val de Loire. Parmi les nombreuses stations de radio disponibles, on peut citer France Bleu Touraine et Graffic, basée à Loches, plus spécialement consacrée à la musique et aux informations locales dans une zone allant de Tours à Poitiers et à Châteauroux, racheté par Alouette.

### Culte
Le territoire de la commune dépend de la paroisse Saint-Jean-des-Roches au sein du doyenné de Loches, lui-même partie de l'archidiocèse de Tours, au même titre que cinq autres doyennés. En 2014, cette paroisse dispose d'un lieu de culte à Genillé, l'église Sainte-Eulalie, où des offices sont célébrés en alternance avec les autres églises paroissiales.
Monseigneur Bernard-Nicolas Aubertin est à la tête de l'archidiocèse de Tours depuis 2005.

### Télécommunications et énergie
En 2014, l'ensemble du réseau de téléphonie fixe déployé sur Genillé est accessible à l'internet haut débit via la technique ADSL 2+.
Genillé ne bénéficie pas, en 2012, d'une desserte publique et intégrale par un réseau de distribution de gaz naturel. Seuls certains logements, collectifs ou individuels, sont alimentés en gaz propane, dans le cadre d'une gestion par un office public de l'habitat.

## Économie
Genillé est classée en zone de revitalisation rurale par arrêté du 16 mars 2017.
Le tableau ci-dessous détaille le nombre d'entreprises implantées à Genillé selon leur secteur d'activité et le nombre de leurs salariés :
|                                                              | Total | %     | 0 salarié | 1 à 9 salariés | 10 à 19 salariés | 20 à 49 salariés | 50 salariés ou plus |
| ------------------------------------------------------------ | ----- | ----- | --------- | -------------- | ---------------- | ---------------- | ------------------- |
| Ensemble                                                     | 154   | 100,0 | 117       | 34             | 2                | 0                | 1                   |
| Agriculture, sylviculture et pêche                           | 48    | 31,2  | 42        | 6              | 0                | 0                | 0                   |
| Industrie                                                    | 6     | 3,9   | 4         | 1              | 1                | 0                | 0                   |
| Construction                                                 | 15    | 9,7   | 10        | 5              | 0                | 0                | 0                   |
| Commerce, transports, services divers                        | 73    | 47,4  | 55        | 17             | 0                | 0                | 1                   |
| dont commerce et réparation automobile                       | 16    | 10,4  | 10        | 6              | 0                | 0                | 0                   |
| Administration publique, enseignement, santé, action sociale | 12    | 7,8   | 6         | 5              | 1                | 0                | 0                   |
| Champ : ensemble des activités.                              |       |       |           |                |                  |                  |                     |

Sur les 154 entreprises implantées à Genillé en 2012, 117 ne font appel à aucun salarié, 32 comptent 1 à 9 salariés, 2 emploient entre 10 et 19 personnes ; la dernière a un effectif de 50 employés.
En 2013, cinq entreprises ont été créées à Genillé, deux dans le secteur de la construction, deux dans le secteur du commerce, du transport et des services divers et une dans celui de l'administration publique, de l'enseignement, de la santé, et de l'action sociale. Cette tendance semble se confirmer pour 2014,. Fin 2012, 43 % des entreprises de Genillé étaient des structures âgées de moins de 5 ans.

### Agriculture
Le tableau ci-dessous présente les principales caractéristiques des exploitations agricoles de Genillé, observées sur une période de 22 ans :
|                                            | 1988  | 2000  | 2010  |
| ------------------------------------------ | ----- | ----- | ----- |
| Nombre d’exploitations                     | 75    | 44    | 34    |
| Équivalent Unité de travail annuel         | 82    | 50    | 35    |
| Surface Agricole Utile (SAU) (ha)          | 3 509 | 3 403 | 3 199 |
| Cheptel (nombre de têtes)                  | 804   | 307   | 353   |
| Terres labourables (ha)                    | 3 215 | 3 320 | 3 109 |
| Superficie moyenne d’une exploitation (ha) | 46,8  | 77,3  | 94,1  |

La superficie agricole utilisée à Genillé représentait 3 199 ha en 2010, soit 50,7 % de la surface communale totale. L'examen des données présentées révèle qu'au cours des vingt-deux dernières années, le nombre d'exploitations a diminué de plus de moitié,, ; l'agriculture procure de moins en moins d'emploi sur la commune, les exploitations agricoles étant dans leur presque totalité des structures sans salarié ; le cheptel a fortement diminué sur la période, même s'il s'est stabilisé sur la dernière décennie ; la taille des exploitations a doublé. L'agriculture genilloise reste tournée vers les céréales et la culture d'oléagineux et protéagineux. Dans le secteur de la sylviculture, rattaché statistiquement à l'agriculture, il convient de mentionner trois entreprises implantées à Genillé, en rapport avec la proximité de la forêt de Loches.
Au XIXe siècle, la culture de la vigne représentait 450 hectares sur le territoire communal, justifiant la création, en 1875, d'une société de secours mutuels également destinée aux « laboureurs, journaliers et travailleurs de Genillé » ; cette société fut l'une des premières associations créées dans le canton de Montrésor. L'arrivée du phylloxéra à Genillé en 1883 a fait disparaître presque totalement la viticulture communale même si quelques domaines s'efforcent de maintenir la tradition viticole locale.
La commune se trouve dans l'aire géographique et dans la zone de production du lait, de fabrication et d'affinage du fromage Valençay.

### Artisanat et industrie

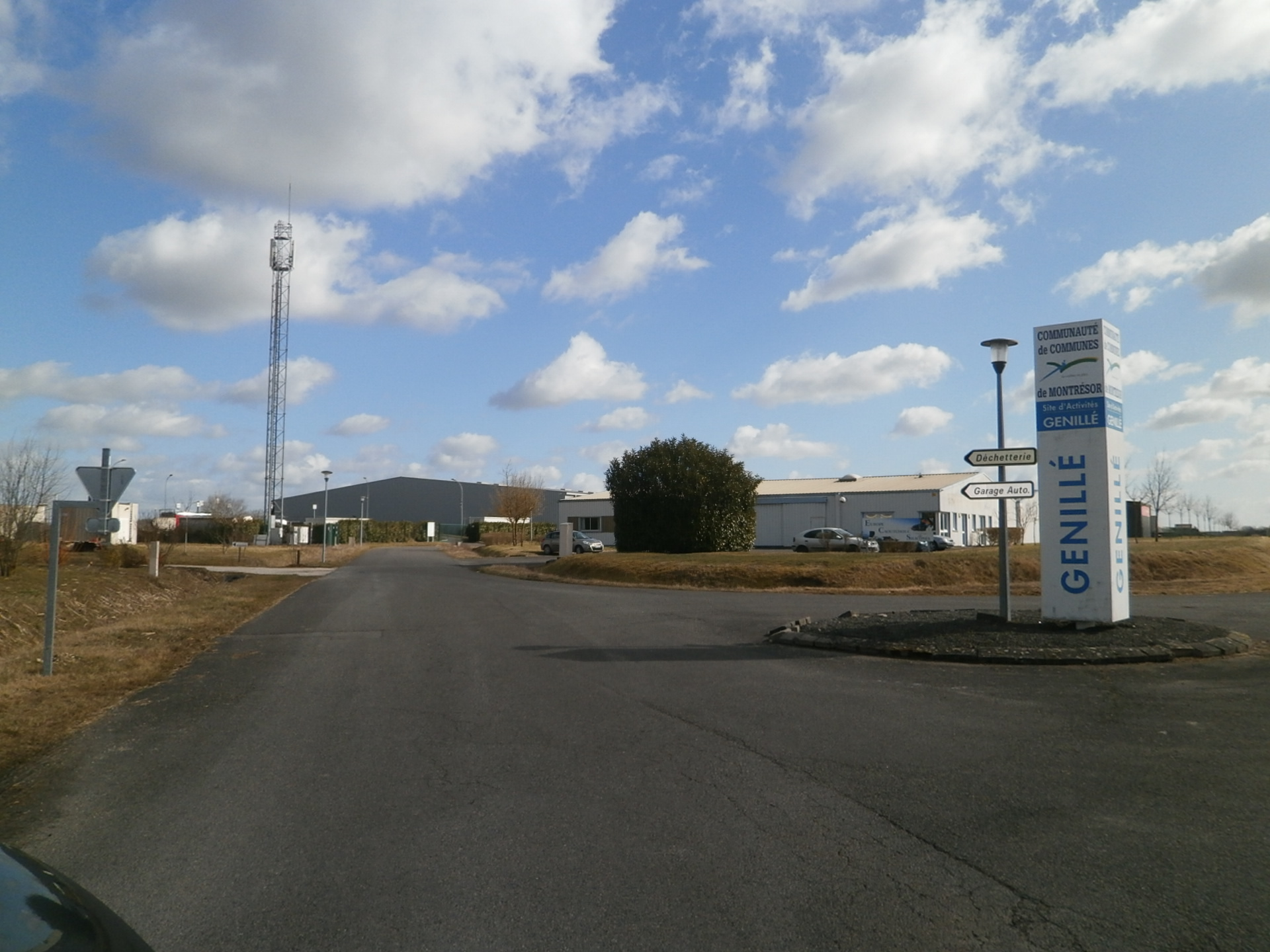
La zone d'activités de la Vènerie.

La zone d'activités de la Vènerie  cogérée par la communauté de communes, est implantée en bordure de la D10 en direction de Montrésor. Elle regroupe bon nombre d'entreprises genilloises.
De nombreuses entreprises opérant dans le domaine du BTP sont installées à Genillé : couverture et charpente, électricité, maçonnerie, plomberie…. Pourtant, le nombre des commerçants, artisans et services de proximité a considérablement diminué au cours des cinquante dernières années : de 39 en 1960, il est passé à 25 en 2005 mais s'est stabilisé depuis.
Les activités d'exploitation de la forêt de Loches ont permis le maintien d'une scierie à Genillé. Cet établissement emploie 13 salariés en 2011.

### Commerces et services
Des commerces traditionnels de proximité sont ouverts à Genillé : supérette, boucherie, librairie-tabac…, ainsi qu’une boulangerie-pâtisserie dont la réouverture devrait voir lieu en avril 2015. Un marché bimensuel est organisé, tourné vers les produits de terroir.
La plus importante entreprise genilloise dans le secteur des services est aussi le plus gros employeur de la commune, une société spécialisée dans l'entreposage de livres et documents, avec 50 salariés au 31 décembre 2012. Dans le même domaine des services, on peut également citer 9 assistantes maternelles pour une capacité de prise en charge de 30 enfants.

### Tourisme
En 2014, l'hébergement touristique proposé sur Genillé regroupe au total 47 lits répartis dans huit établissements chambres d'hôtes et (ou) Gîtes de France,,. Au 1er janvier 2014, la commune ne dispose pas de camping ni d'aire de stationnement pour camping-cars, et ne propose pas d'hébergement hôtelier.
Six restaurants sont en outre présents dans le centre-bourg.

### Revenus et fiscalité
En 2015, le revenu fiscal médian par ménage est de 29 909 €, alors que la moyenne départementale s'établit à 32 011 € et que celle de la France métropolitaine est de 32 409 €.
Les indicateurs de revenus et de fiscalité à Genillé et dans l'ensemble de l'Indre-et-Loire en 2011 sont présentés ci-dessous, :
|                                                                             | Genillé | Indre-et-Loire |
| --------------------------------------------------------------------------- | ------- | -------------- |
| Revenu net déclaré par foyer fiscal (en €)                                  | 21 057  | 24 480         |
| Part des foyers fiscaux imposables sur l'ensemble des foyers fiscaux (en %) | 50,7    | 58,3           |

Le revenu moyen par foyer fiscal est nettement inférieur à la moyenne départementale, pour une proportion de foyers imposables également beaucoup plus faible et, en 2011, la commune ne comptait aucun contribuable assujetti à l'impôt de solidarité sur la fortune.

### Emploi
Les deux tableaux ci-dessous présentent les chiffres-clés de l'emploi à Genillé et leur évolution sur les six dernières années, :
|                               | Genillé 2006 | Genillé 2011 | Évolution |
| ----------------------------- | ------------ | ------------ | --------- |
| Population de 15 à 64 ans     | 854          | 927          | + 8,5 %   |
| Actifs (en %)                 | 73,4         | 71,9         | - 2,2 %   |
| dont :                        |              |              |           |
| Actifs ayant un emploi (en %) | 67,7         | 63,8         | - 6,1 %   |
| Chômeurs (en %)               | 5,7          | 8,1          | - 42,1 %  |

|                                      | Genillé 2006 | Genillé 2011 | Évolution |
| ------------------------------------ | ------------ | ------------ | --------- |
| Nombre d'emplois dans la zone        | 303          | 301          | - 0,6 %   |
| Indicateur de concentration d'emploi | 52,4         | 50,6         | - 3,4 %   |

Sur six ans, la population active de Genillé a augmenté, mais le taux d'emploi de cette population active est en baisse de 6 points ; le chômage a fortement augmenté.
Si le nombre d'emplois dans la zone est resté stable, le nombre d'actifs a progressé, ce qui entraîne mathématiquement une diminution de l'indicateur de concentration d'emploi (environ 50 emplois proposés pour 100 actifs).
En 2011, les actifs résidant à Genillé travaillent en majorité dans la commune (31,6 %), soit près d'un actif sur trois, ou dans une autre commune du département d'Indre-et-Loire (59,5 %). Ils ne sont que 8,9 % à travailler hors du département. Les déplacements professionnels des Genillois s'inscrivent majoritairement à l'intérieur de la zone d'emploi de Loches,.

## Culture locale et patrimoine

### Lieux et monuments

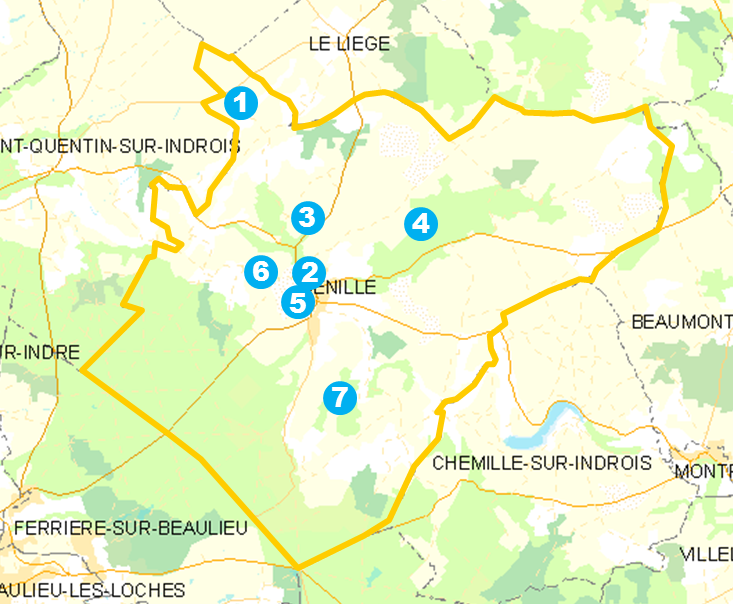
Localisation des lieux et monuments de Genillé.

Les chiffres entre parenthèses se rapportent aux repères de la carte Localisation des lieux et monuments de Genillé.
Le hameau d'Hys (1), à la limite nord-ouest du territoire communal de Genillé, est de création très ancienne. Désigné au Xe siècle dans une charte de Marmoutier sous le nom d'Yvis, fief de la baronnie de Sennevières, il abrite au XIIe siècle un prieuré dépendant de l’abbaye de Villeloin vendu en 1791 comme bien national ; bien que largement modernisées, certaines de ses maisons conservent des éléments architecturaux du XVe siècle.
L'église Sainte-Eulalie (2) fait l’objet d’une inscription au titre des monuments historiques depuis le 17 juin 1926. La plus ancienne partie de l'église est la tour du clocher, dont les fondations remontent au XIe siècle ; des maçonneries en petit appareil sont encore visibles à sa base, côté nord. L'église est dévastée en 1145 au cours d'une bataille opposant Sulpice II d'Amboise à Geoffroy V, comte d'Anjou. La nef est consolidée au XIIIe siècle. Elle est reconstruite vers 1520 et couverte d'une charpente lambrissée dont les entraits (poutres horizontales) et les poinçons (poutres verticales) sont apparents. Le décor peint remonte au XIXe siècle. L'abside est réalisée en pierre de taille alors que le reste de l'église est composé de moellons. Les statues qui se trouvaient dans les niches ont été détruites à la Révolution. Le chœur est une construction de la Renaissance, peut-être commandée par Adam II Fumée, fils d'Adam Fumée. La chapelle seigneuriale des Fumée, accolée au sud du chœur, est transformée en mairie en 1808 puis en sacristie en 1840. Les vitraux sont l'œuvre de Lucien-Léopold Lobin et de J.-P. Florence, son successeur, maîtres verriers à Tours, à la fin du XIXe siècle.
L'ancienne camuserie (2) est un bâtiment, reconnaissable à sa tour d'escalier hexagonale, qui est construit au XVIe siècle au nord de l'église par la famille Menou, mais la façade sud, entièrement remaniée ne comporte plus aucune ouverture d'origine. Le bâtiment tenait lieu de camuserie, bureau du comptable des domaines du seigneur de Genillé. En 1848, le bâtiment sert à la fois de mairie et de presbytère. Depuis le desservant de la paroisse officie dans plusieurs églises, le presbytère de Genillé, inoccupé, est reconverti en logements.
Le château de Rassay (3), construit au XVIIe siècle, est partiellement reconstruit dans la première moitié du siècle suivant à la suite d'une tempête dévastatrice dont de nombreux registres paroissiaux, et parmi eux ceux de Genillé, se font l'écho en relatant que « le 10 décembre 1711, sur les huit heures du matin, il s'éleva un vent furieux. La moitié du château de Mersain fut emportée… »,.
Le château de Marolles (4), s'élève sur un fief connu depuis 1130. Réaménagé au XVIIe siècle, il a été très largement remanié au XIXe siècle. À cette époque, il se présente sous la forme de deux corps de bâtiments à angle droit mais séparés et flanqués chacun d'une tour cylindrique ; l'un d'eux comporte une petite chapelle. Vers 1873, une cour couverte est aménagée sur des plans de Gustave Eiffel, qui règle ainsi une dette de jeu envers le propriétaire du château. Avant l'avènement des réfrigérateurs, la glace formée en hiver sur l'étang de Marolles était recueillie et conservée plusieurs mois dans un couloir creusé dans le coteau et aménagé en glacière ; dans le parc du château subsiste aussi un ancien souterrain-refuge probablement médiéval.
Le château de Genillé (5) est construit au XVe siècle par la famille Fumée et agrandi deux siècles plus tard par la famille de Menou. Les quatre coins du corps de bâtiment principal sont flanqués de deux tours cylindriques et de deux échauguettes posées sur des culs-de-lampe. Il fait l’objet d’une inscription au titre des monuments historiques depuis le 27 novembre 1951. Une fuie est toujours debout dans le parc près du portail Est.
L'abbaye de la Bourdillière (6) est une ancienne abbaye de moniales cisterciennes fondée en 1662 par Louis de Menou ; les 24 premières religieuses appartiennent à sa famille. D’abord simple prieuré, il est érigé en abbaye en 1688 mais supprimé en 1770 pour insuffisance de revenus. Un bâtiment du XVe siècle appartenant à l’ancien château est encore visible, flanqué de deux tours. L'abbaye de la Bourdillière fait l’objet d’une inscription au titre des monuments historiques depuis le 27 novembre 1951. Le logement conventuel, construit pour accueillir un nombre croissant de moniales au XVIIIe siècle, a été réaménagé en habitations individualisées, ce qui modifie profondément son architecture.
Le fief de Montaigu (7), représenté sur la carte de Cassini sous le nom de Montagu, remonte au moins au XIe siècle. Dans la seconde moitié du XVIIe siècle, le domaine de Montaigu, fortement endetté, est saisi et attribué aux sœurs des Ursulines de Tours. Bien religieux, il est vendu comme bien national en 1791 à un particulier qui le fait rénover et aménager, au prix de la perte de son caractère originel. Ne subsistent plus qu'un arc en accolade témoignant d'une construction Renaissance. Dans le parc, une fontaine « dont les eaux auraient des propriétés curatives » a été couverte en 1808 d'une petite construction à fronton triangulaire. En 1888, Montaigu a été acheté par le maire de Genillé, Anthyme Vénier, important propriétaire foncier, et à qui appartenait entre autres le château de Genillé.
Les pyramides de Genillé (ou de Beauchêne) et de Montaigu sont des constructions de pierre, de formes élancées, servant de repère de chasse à partir du XVIIIe siècle et implantées sur la route Georges d'Amboise qui matérialise la limite communale sud de Genillé. En dépit de leur appellation, ces deux monuments historiques ne se trouvent pas sur le territoire communal de Genillé, mais sur celui de Ferrière-sur-Beaulieu.

Lieux et monuments de Genillé (sélection).
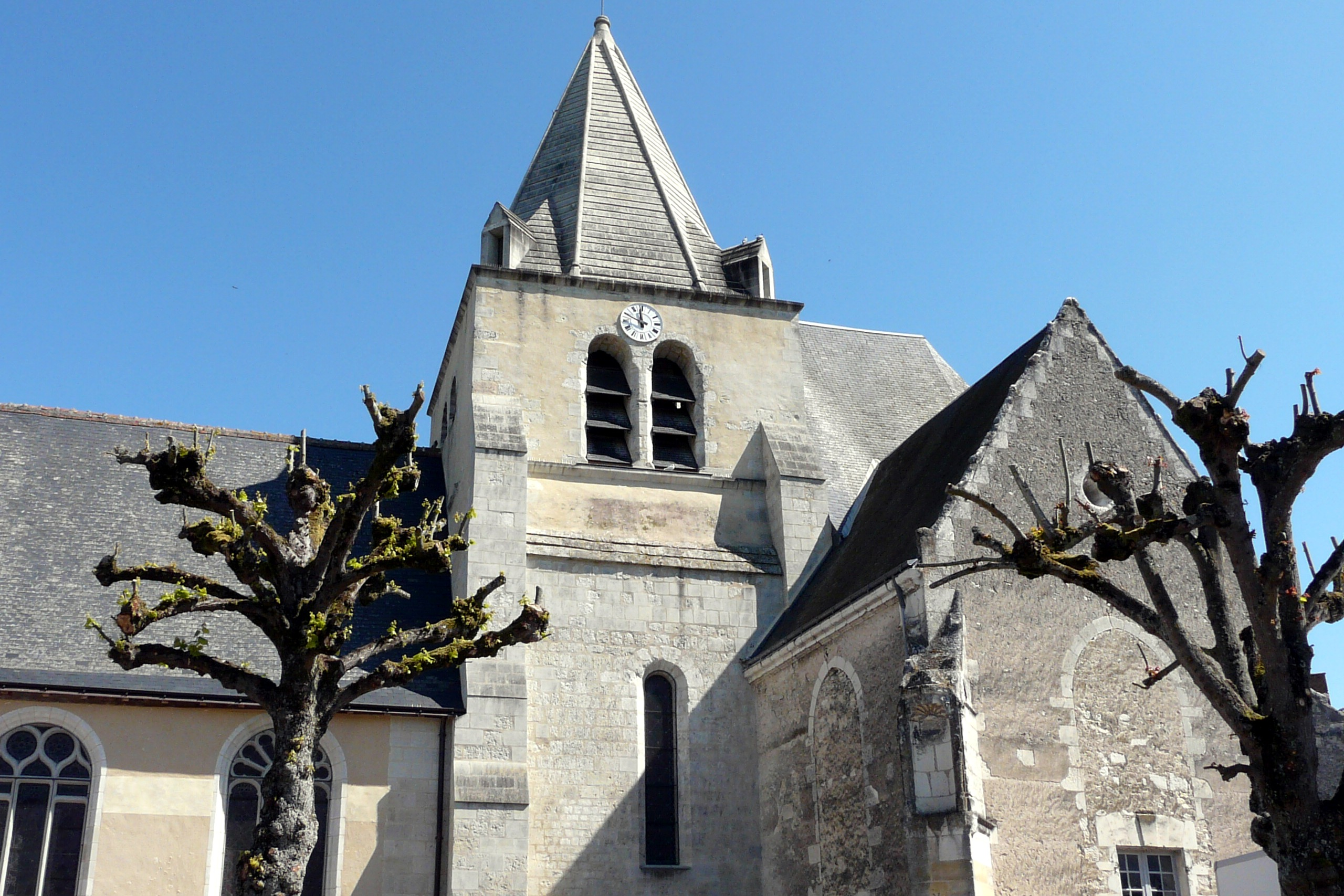
L'église Sainte-Eulalie de Genillé (vue générale).
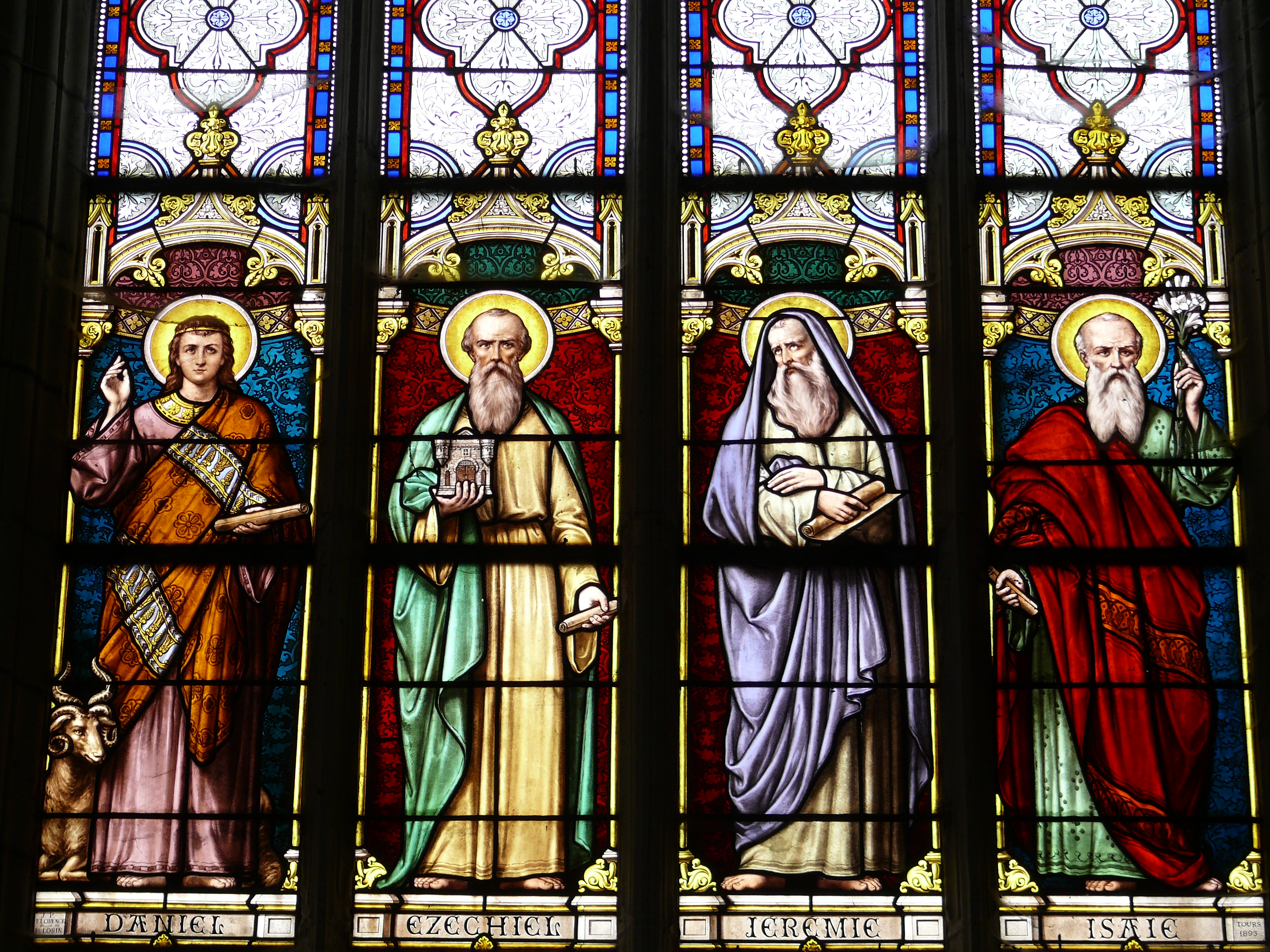
L'église Sainte-Eulalie de Genillé (vitrail des quatre prophètes).
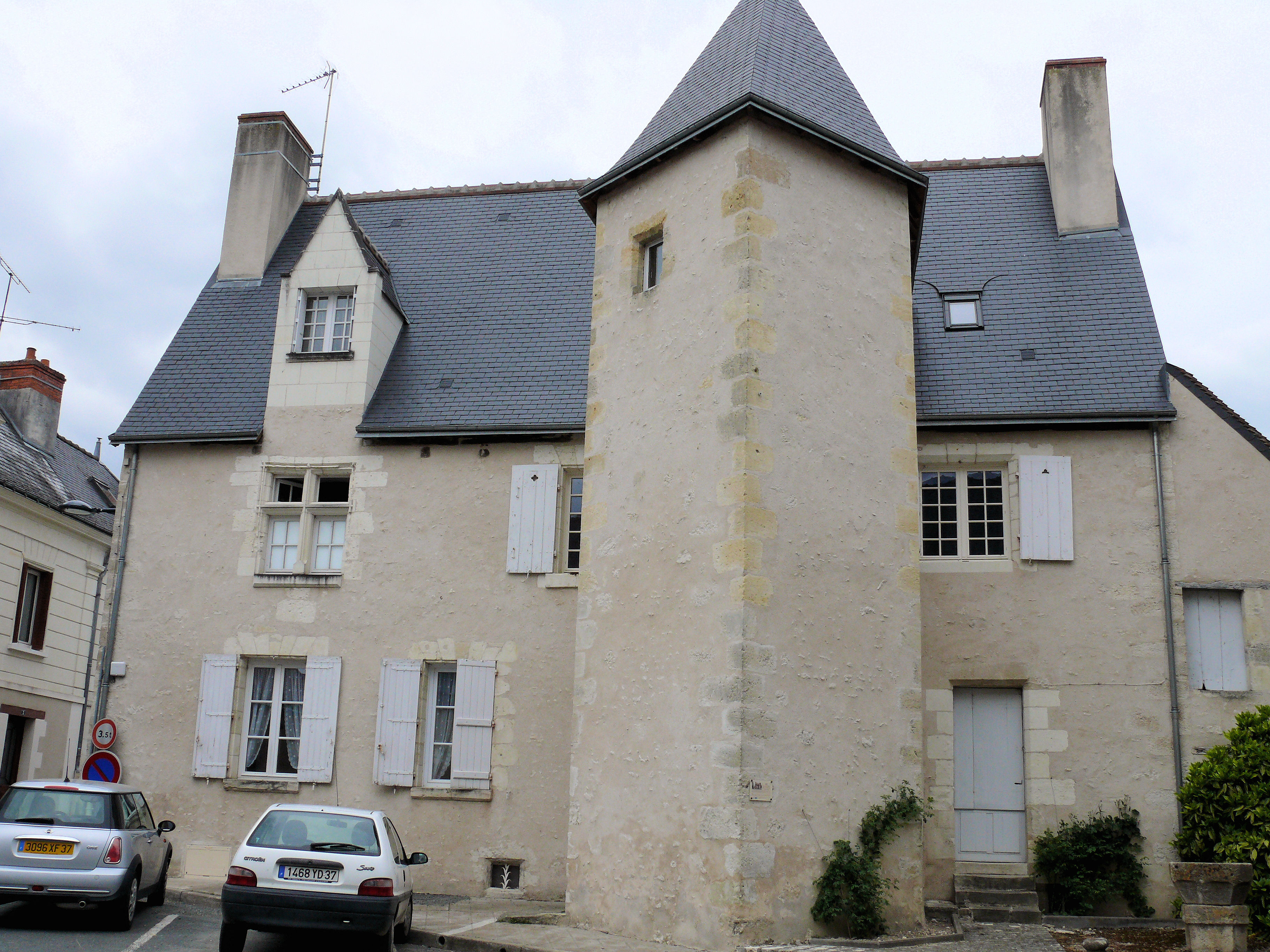
L'ancienne camuserie.
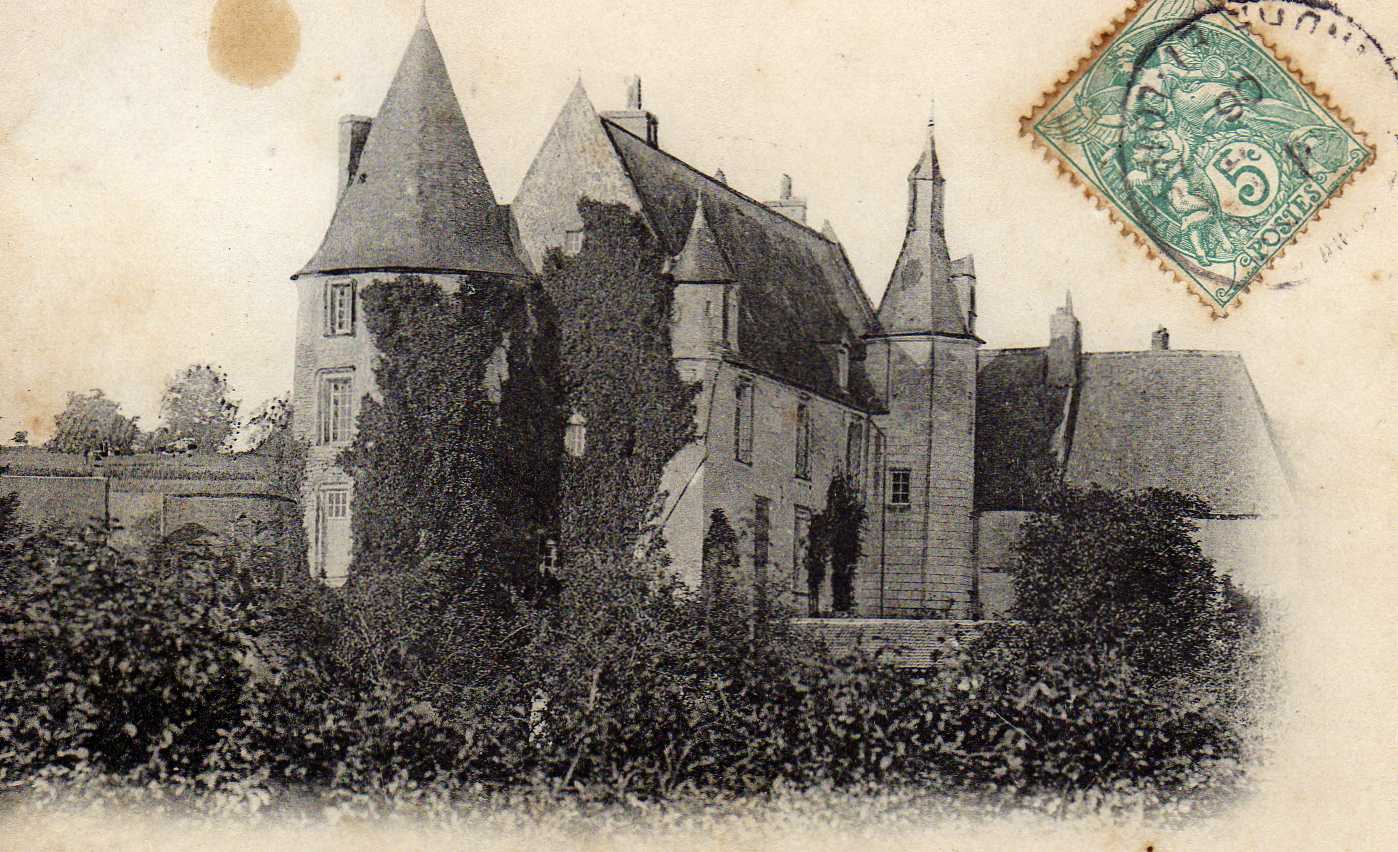
Le château (carte postale ancienne).
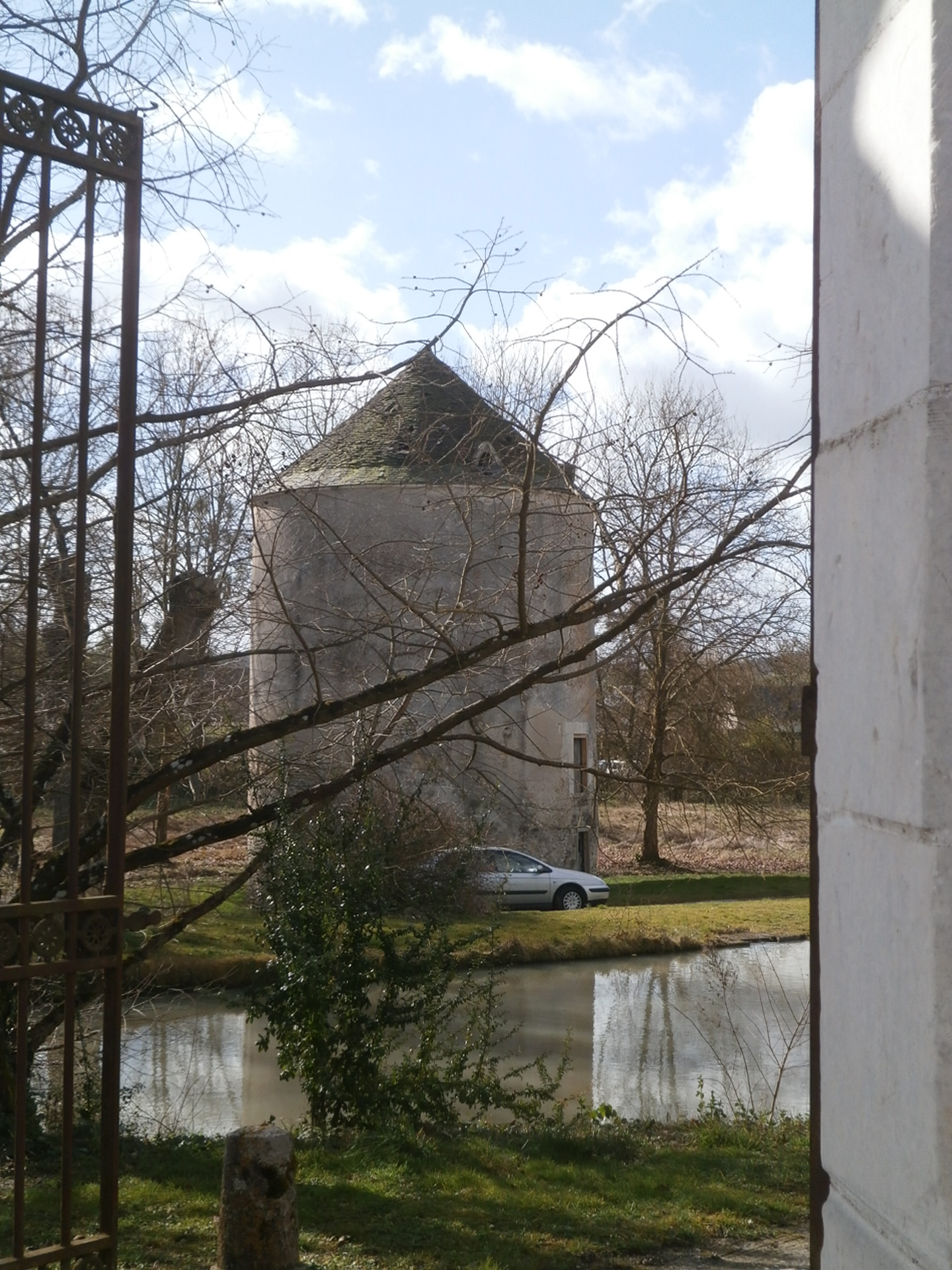
La fuie du château.
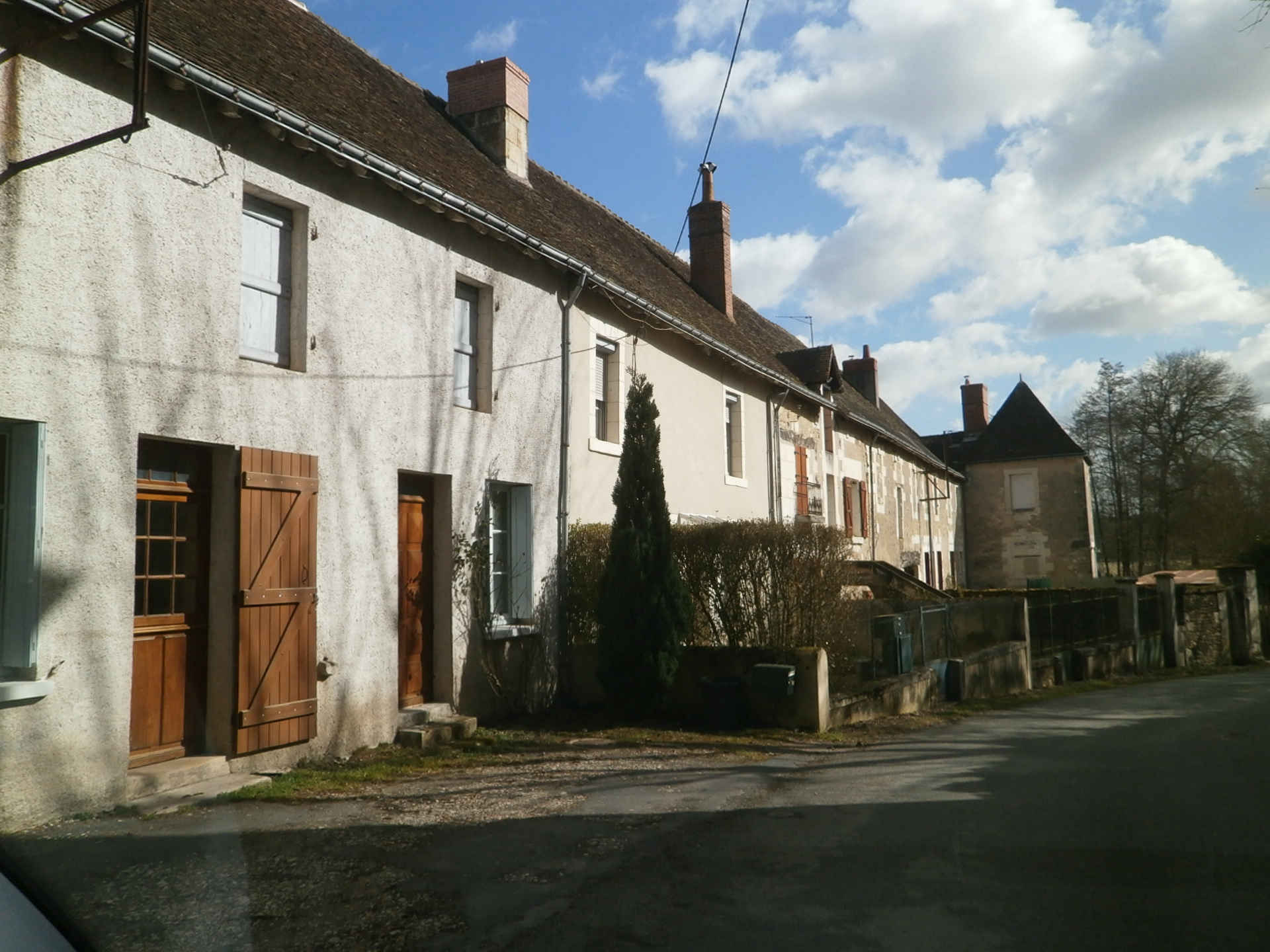
L'ancien logement conventuel de la Bourdillière.

### Patrimoine naturel

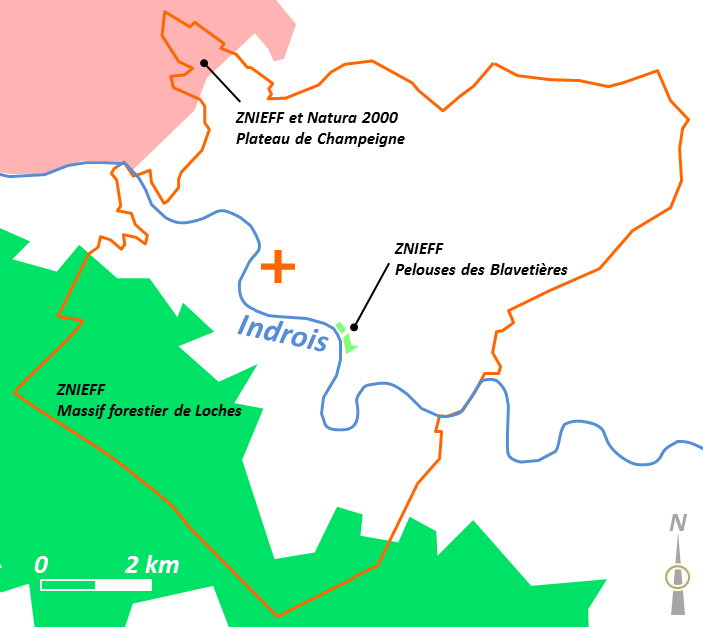
Localisation des ZNIEFF et du site Natura 2000 sur le territoire de Genillé.
Traits et croix orange : limites et chef-lieu communaux.

#### Zones nationales d'intérêt écologique, faunistique et floristique
Ayant pour objectif un inventaire des espèces animales ou végétales, la création des zones naturelles d'intérêt écologique, faunistique et floristique (ZNIEFF) ne s'accompagne d'aucune mesure de protection réglementaire. Le territoire communal de Genillé comprend trois ZNIEFF.
La ZNIEFF, de deuxième génération et de type 2, dite du massif forestier de Loches, d'une superficie de 5 066 hectares s'étend sur 10 communes, dont Genillé pour la partie de son territoire située sur la rive gauche de l'Indrois. Considérée comme l’un des massifs boisés les plus riches d’Indre-et-Loire, la forêt de Loches héberge de nombreuses espèces remarquables comme la scolopendre (Asplenium scolopendrium var. scolopendrium), fougère poussant sur le bord des talus humides de la forêt, ainsi que six espèces de chiroptères, dont le Vespertilion de Daubenton (Myotis daubentonii), ; on y trouve aussi des insectes saproxyliques (dépendants du renouvellement naturel du boisement) comme Akimerus schaefferi, ou des oiseaux qui y nichent, à l'image de l'Engoulevent d'Europe (Caprimulgus europaeus) ; ce biotope pourrait toutefois être menacé par une exploitation mal raisonnée du massif forestier ainsi que par la pratique des loisirs de plein air.
La petite ZNIEFF des pelouses des Blavetières (seconde génération, type 1), propre à Genillé, couvre 4,25 hectares sur les pentes de la rive gauche de l'Indrois, à proximité immédiate du centre-bourg et en limite de l'urbanisation. Sa fermeture progressive rend son devenir incertain. On y trouve des landes à genévrier et des pelouses sèches avec au moins plusieurs espèces de plantes rares et (ou) protégées, dont une Orchidée, la Céphalanthère à feuilles étroites (Cephalanthera longifolia), le Polygale du calcaire (Polygala calcarea) et le Fumana étalé (Fumana procumbens).
Le plateau de Champeigne entre Bléré et Loches constitue une très grande ZNIEFF (9 032 hectares) de deuxième génération et de type 2 qui s'étend sur 11 communes ; elle n'intéresse que la pointe nord du territoire de Genillé, limitrophe des communes de Saint-Quentin sur-Indrois, Luzillé et le Liège. Au moins 50 espèces de plantes à fleurs, dont l'Adonis d'automne (Adonis annua) et le Scandix peigne de Vénus (Scandix pecten veneris), ainsi que 8 espèces d'oiseaux protégés ou rares y ont été recensées, parmi lesquelles le Circaète Jean-le-Blanc (Circaetus gallicus) et l'Outarde canepetière (Tetrax tetrax). Ce dernier oiseau est devenu l'emblème de cette ZNIEFF.

#### Réseau Natura 2000
La commune de Genillé est intégrée depuis 2006 au réseau Natura 2000. La zone de protection spéciale (ZPS) ainsi constituée, dite « site Natura 2000 Champeigne », se superpose à la ZNIEFF du plateau de Champeigne entre Bléré et Loches. Elle vise à la préservation de plusieurs espèces d’oiseaux, dont l’Outarde canepetière (Tetrax tetrax) et l’Œdicnème criard (Burhinus oedicnemus), grâce à des mesures agroenvironnementales appropriées imposées aux parcelles de culture concernées. La constitution de cette ZPS s'inscrit dans le cadre de la Directive Oiseaux du 30 novembre 2009 édictée par l'Union européenne.

#### Autres éléments du patrimoine naturel
Le Castor d'Eurasie (Castor fiber), en reconquête des cours d'eau de Touraine après sa réintroduction dans la Loire il y a environ trente ans, ainsi que la Loutre d'Europe (Lutra lutra) sont présents sur l'Indrois, à Genillé, pour la saison 2014-2015.
Depuis 1994, un arboretum est ouvert à Genillé, sur les bords de l'Indrois. Ses visiteurs peuvent découvrir environ 80 espèces d'arbres qui peuplent l'Europe de l'Ouest dans cet arboretum d'accès libre et gratuit.

Sélection de représentants de la faune de Genillé.
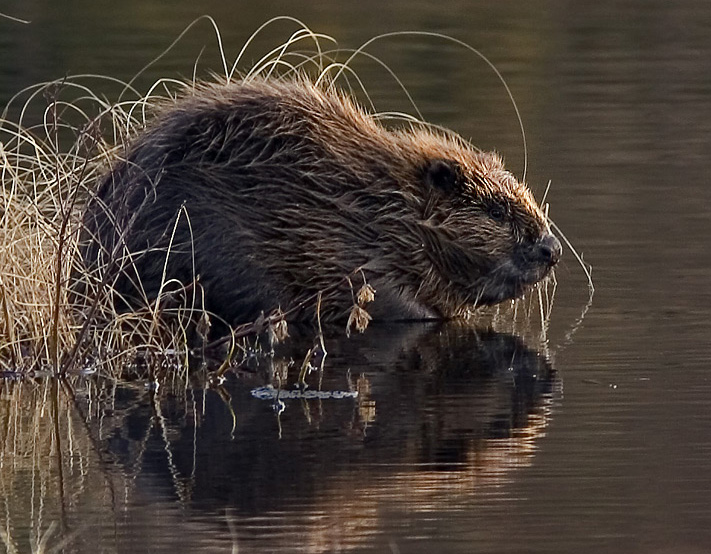
Castor d'Eurasie.
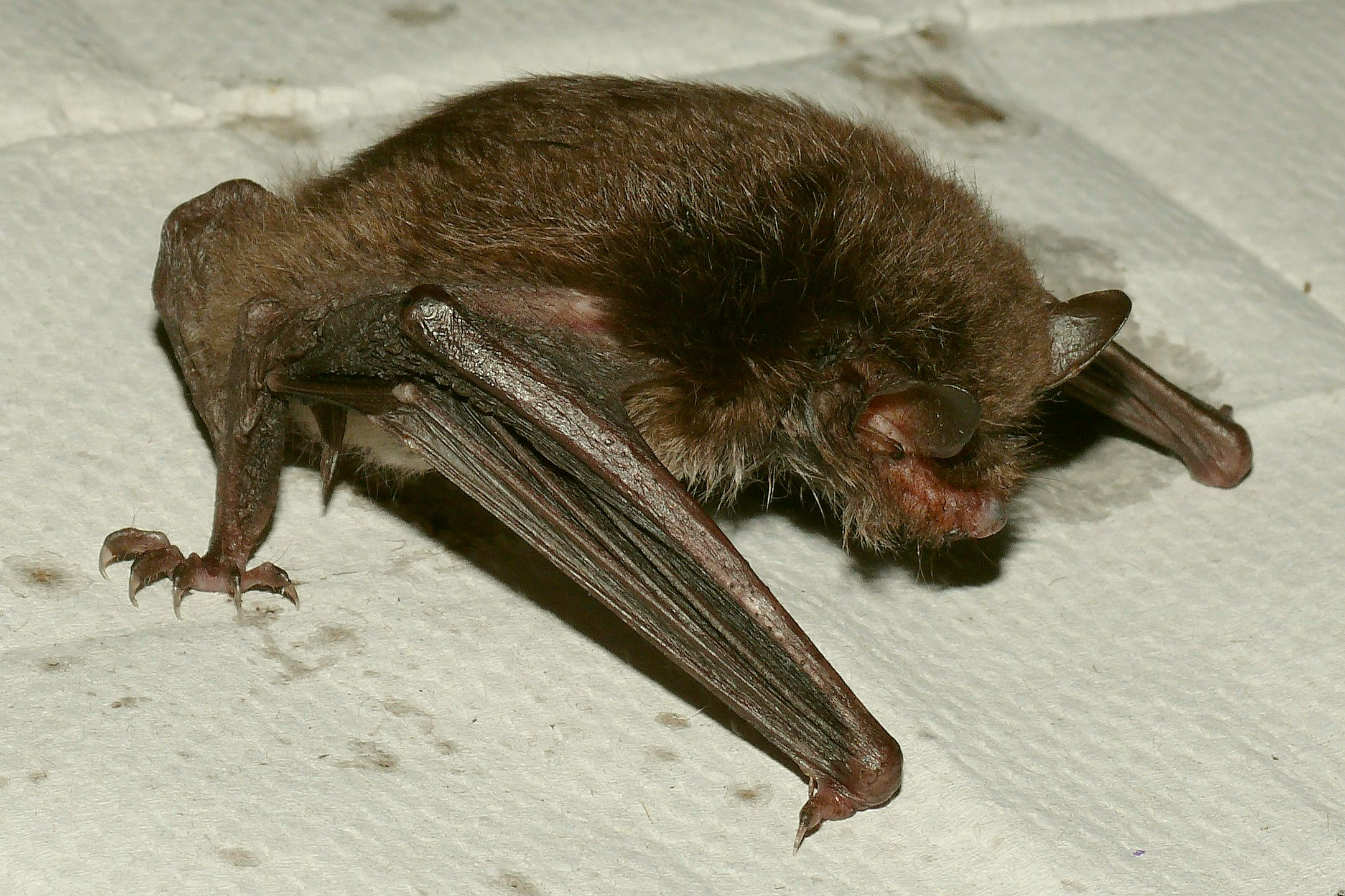
Vespertilion de Daubenton.
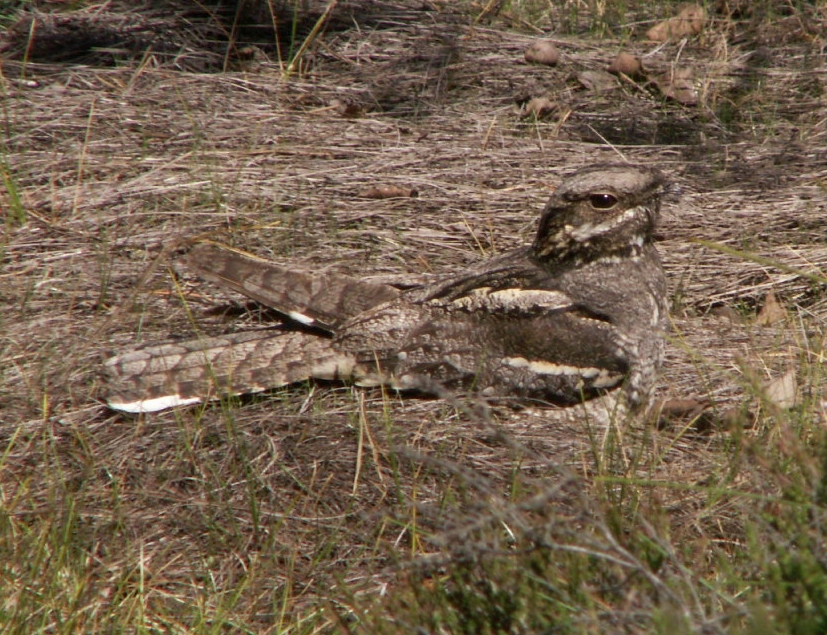
Engoulevent d'Europe.
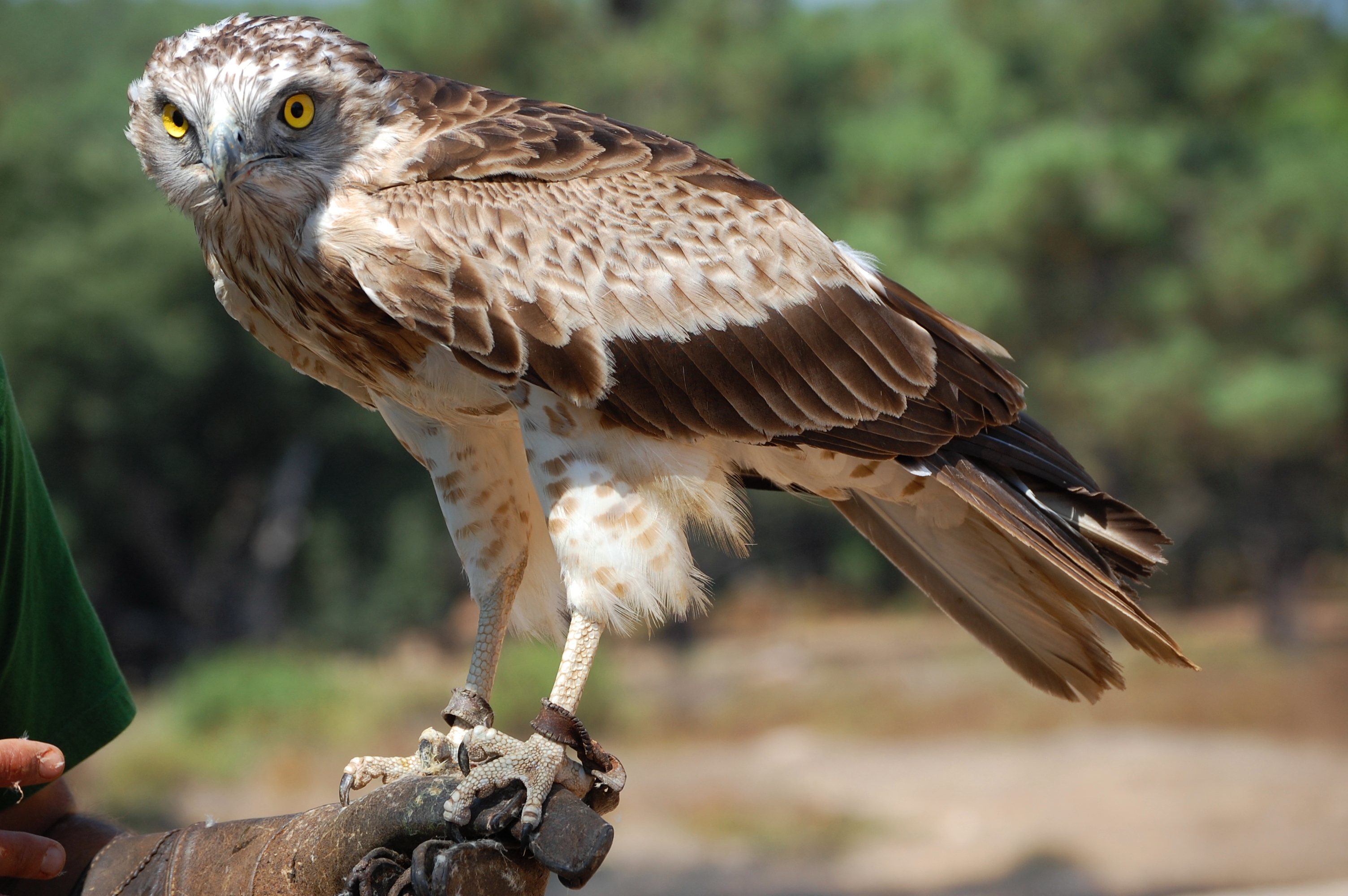
Circaète Jean-le-Blanc.
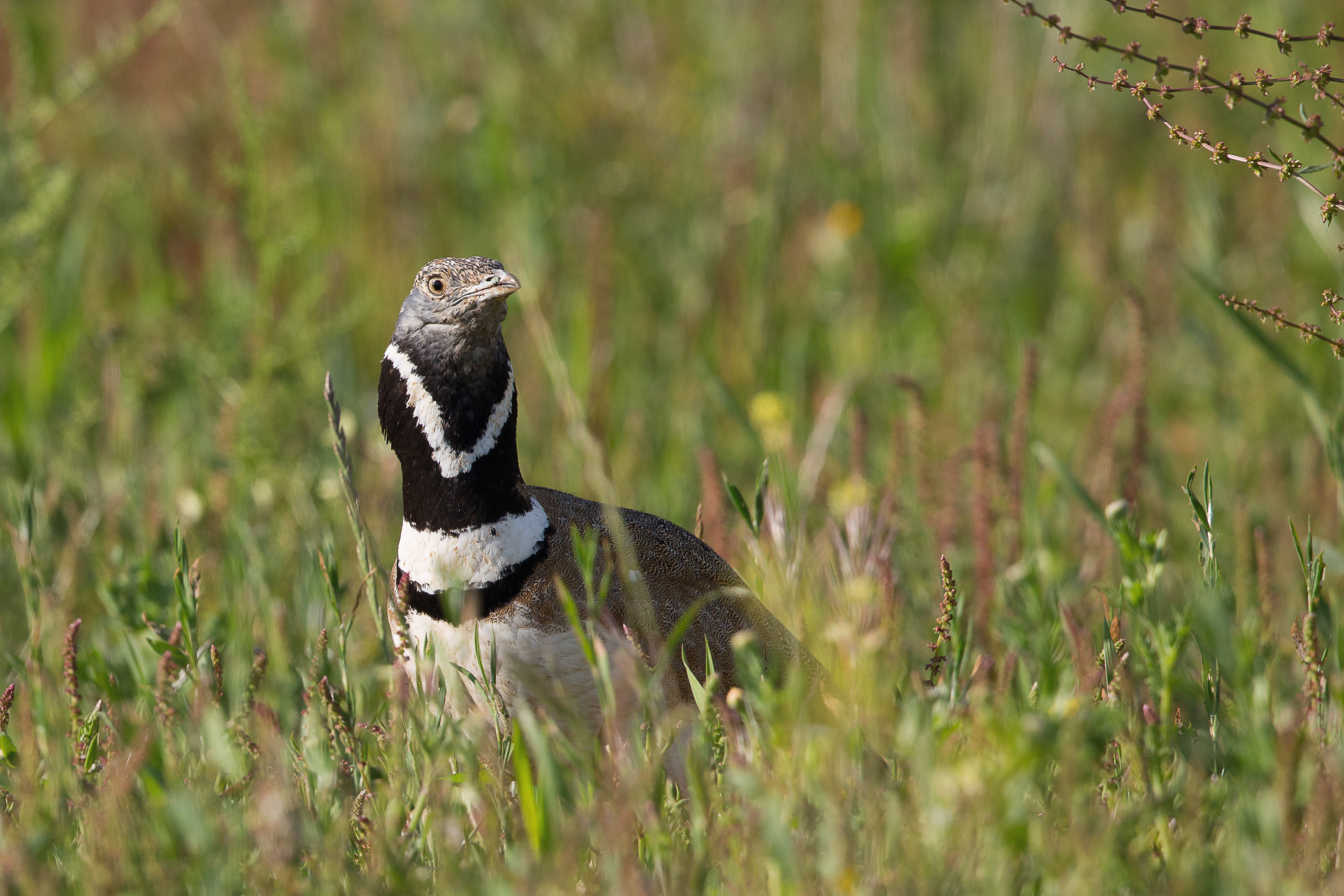
Outarde canepetière.
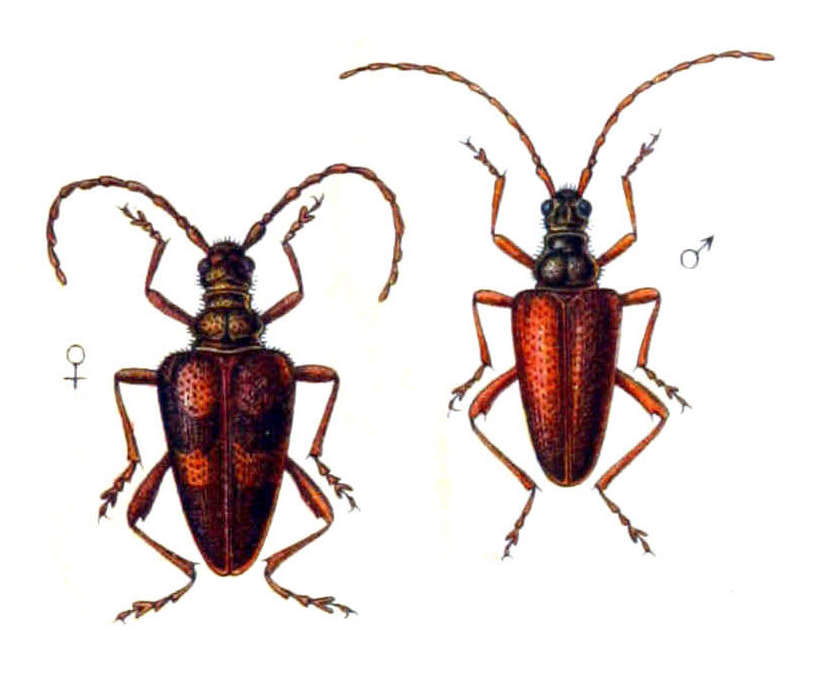
Akimerus schaefferi (en).

Sélection de représentants de la flore de Genillé.
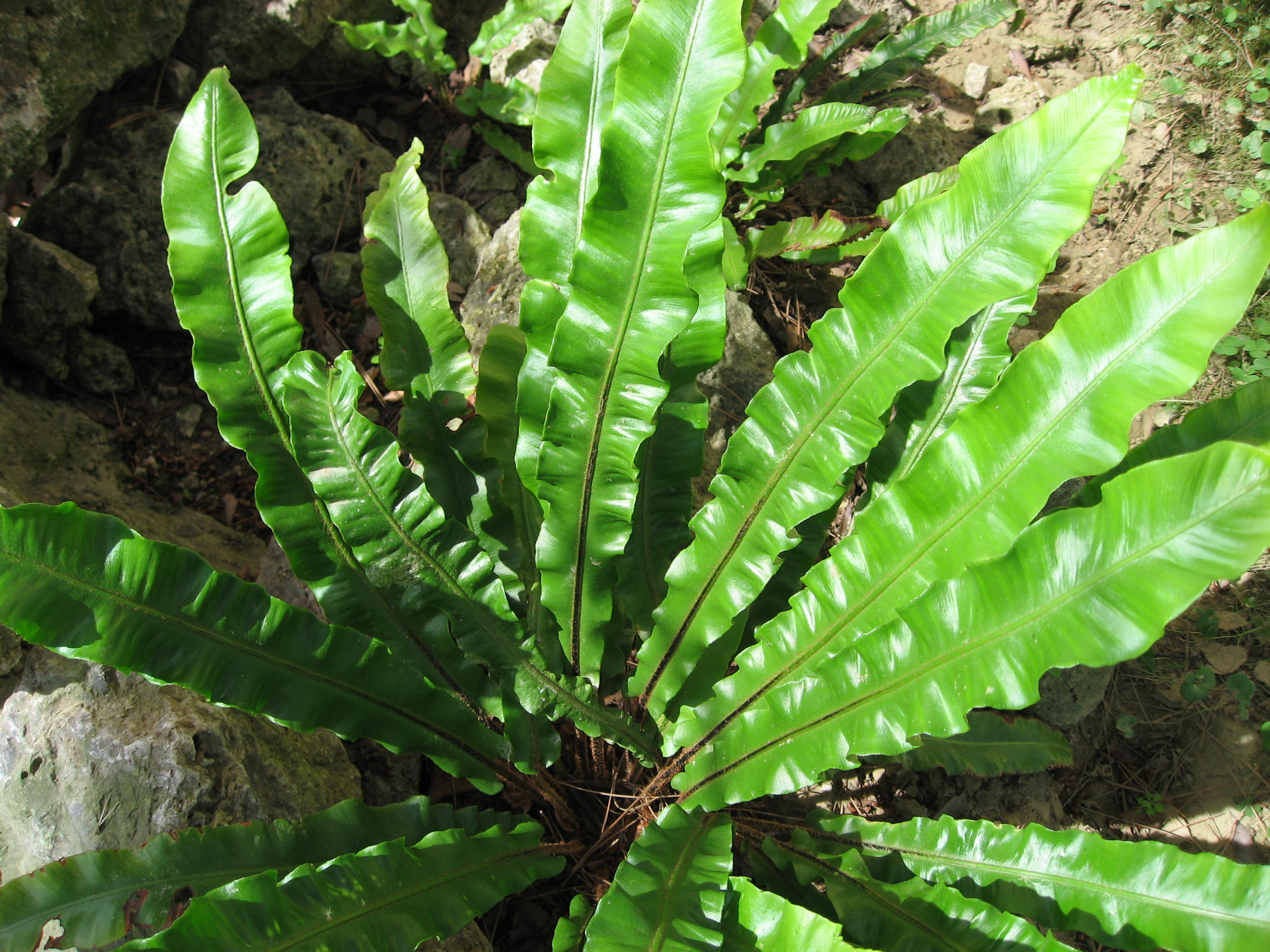
Scolopendre.
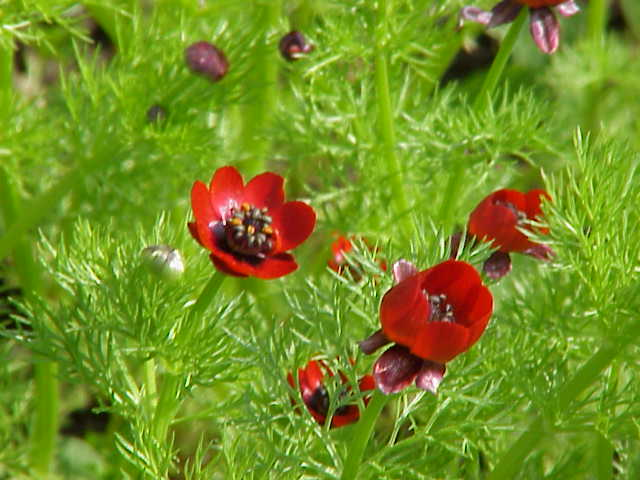
Adonis d'automne.
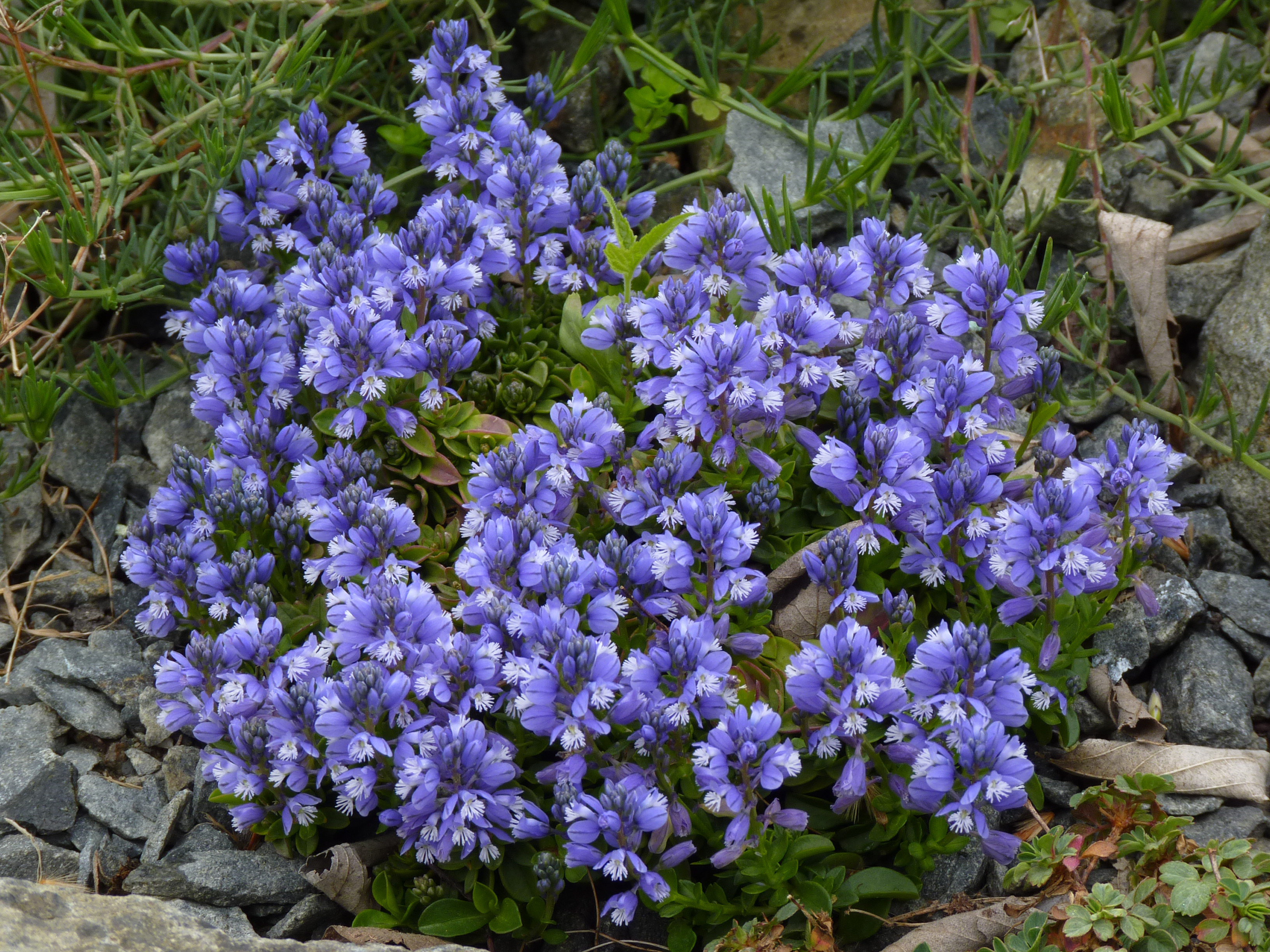
Polygale du calcaire.
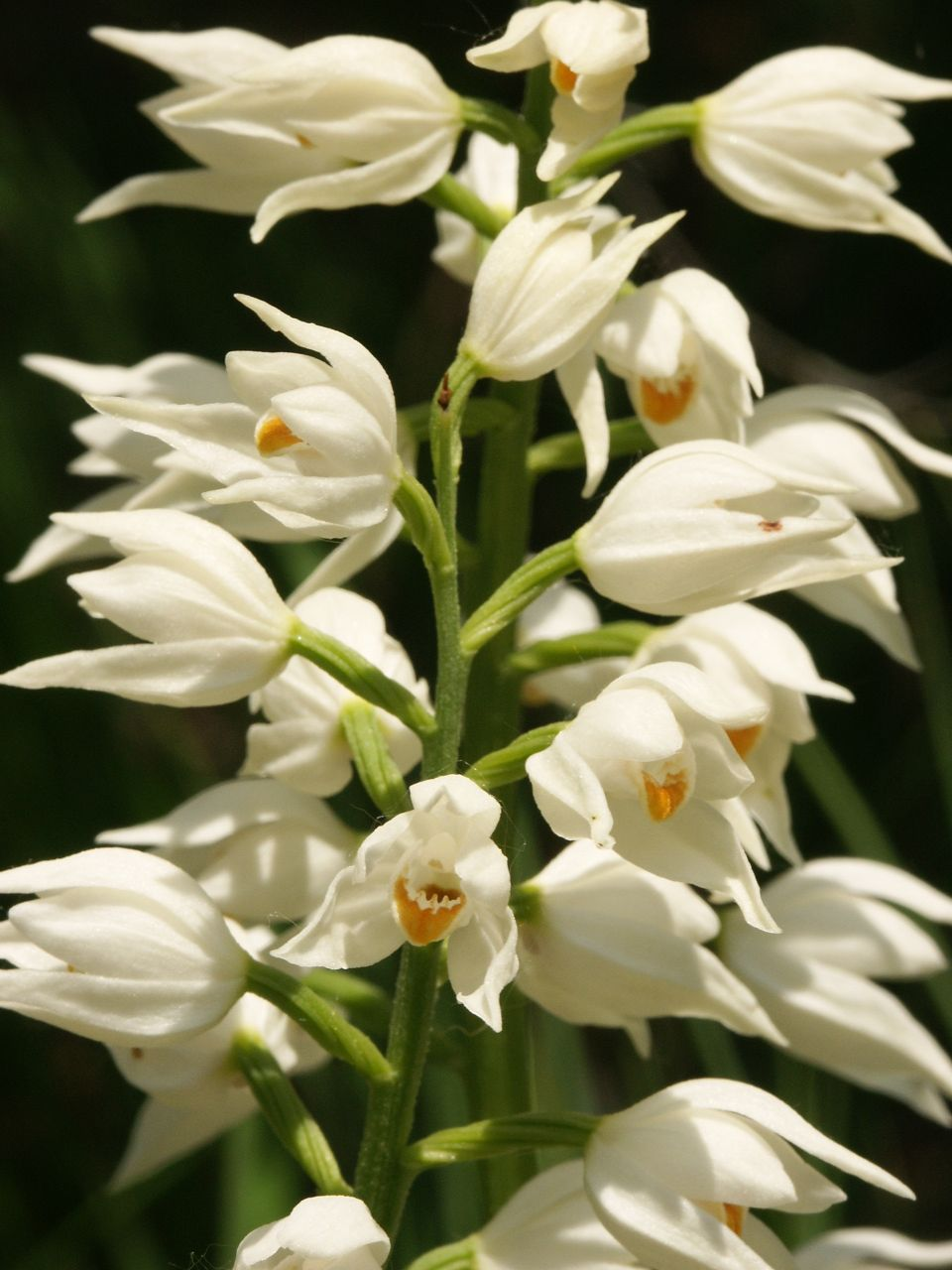
Céphalanthère à feuilles étroites.
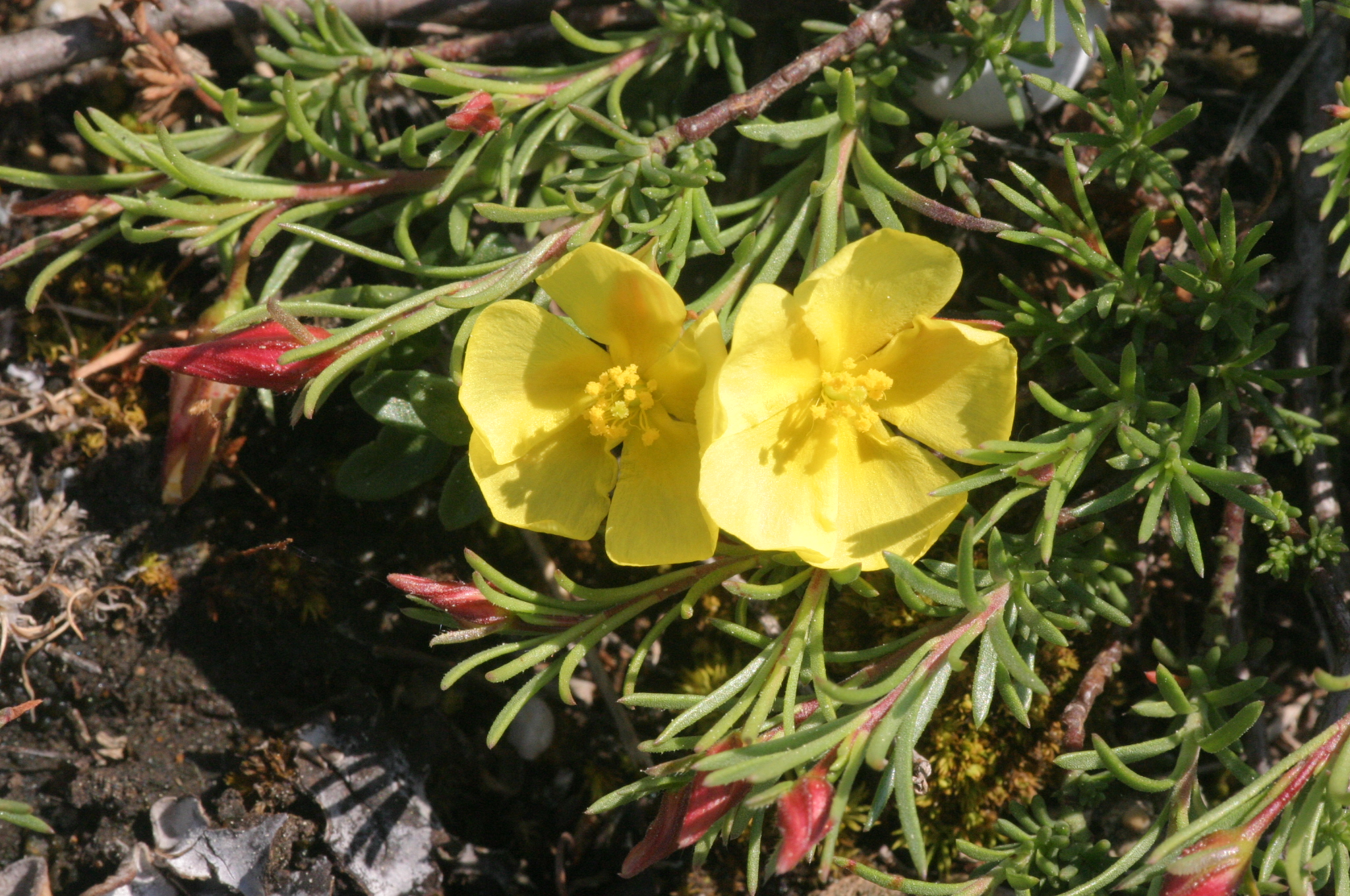
Fumana étalé.
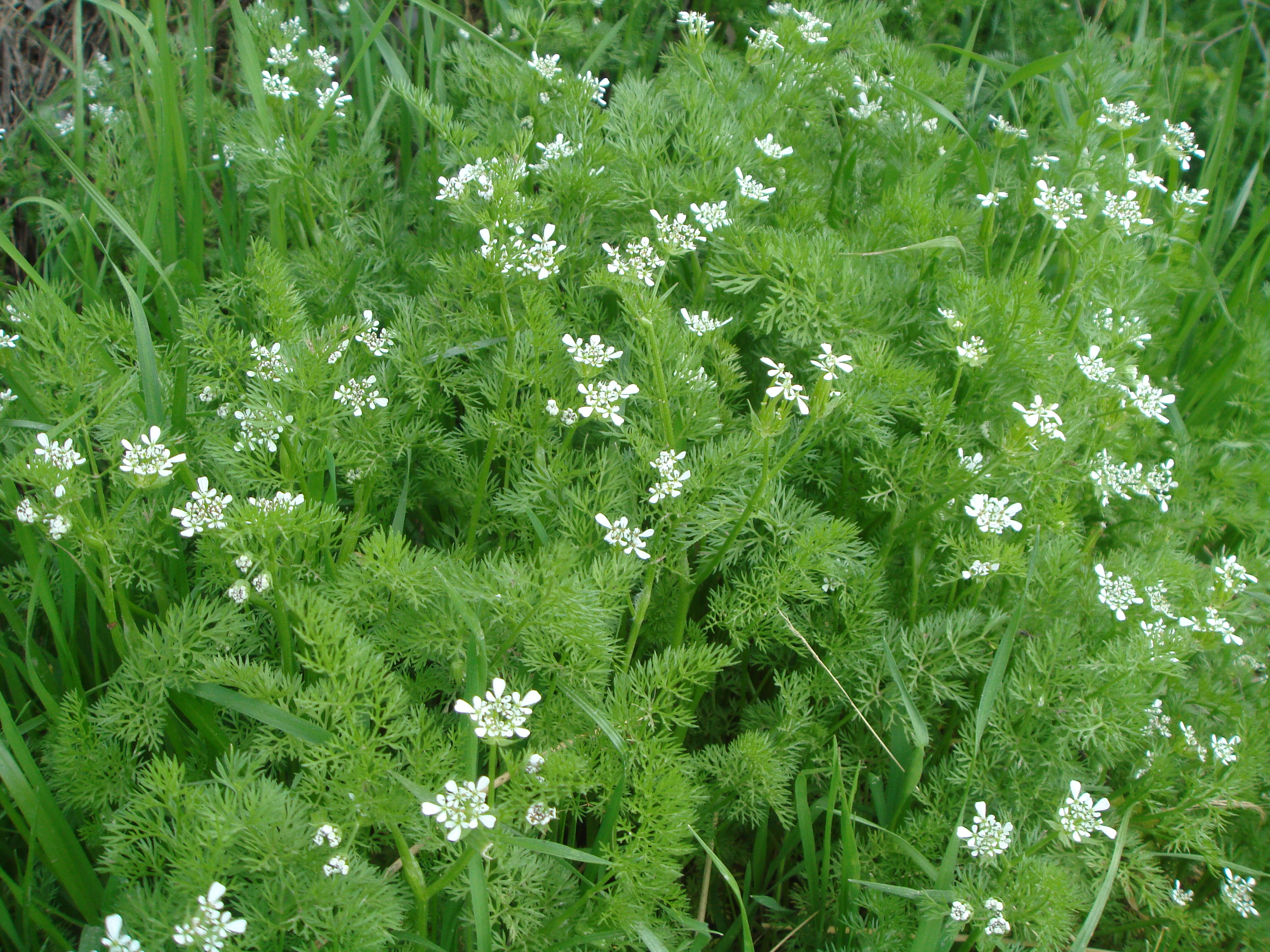
Scandix peigne de Vénus.

### Patrimoine gastronomique
La commune de Genillé est située dans l'aire de l'appellation d'origine protégée (AOP) ou appellation d'origine contrôlée (AOC) de 12 produits : les fromages de chèvre de Sainte-Maure de Touraine et Valençay ainsi que dix types de vins différents.
Le territoire de Genillé est également intégré aux aires de productions de 24 produits bénéficiant d'une indication géographique protégée (IGP) : rillettes de Tours, volailles du Berry et 22 types de vins.

Quelques éléments du patrimoine gastronomique de Genillé.
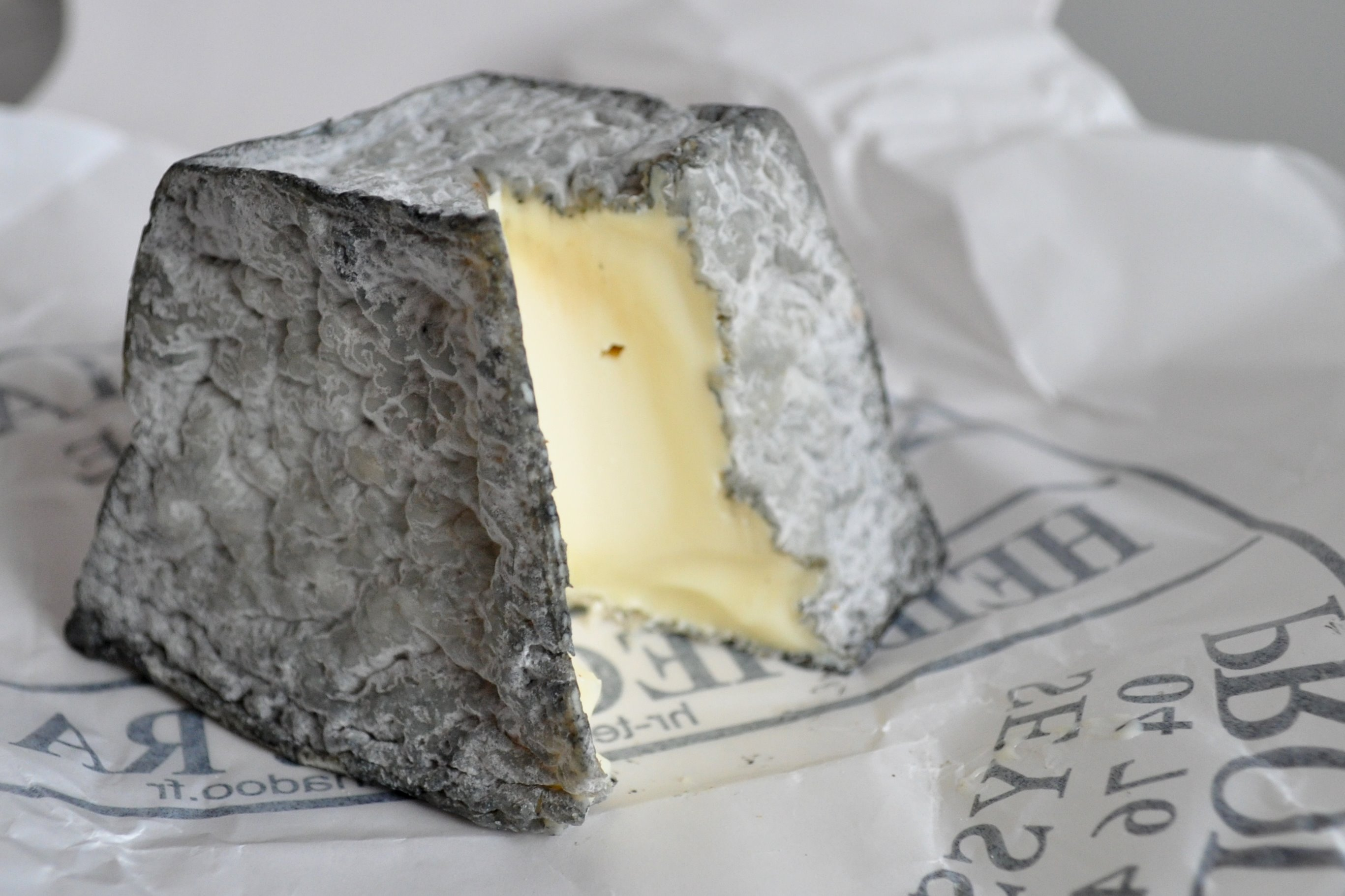
Fromage de Valençay.
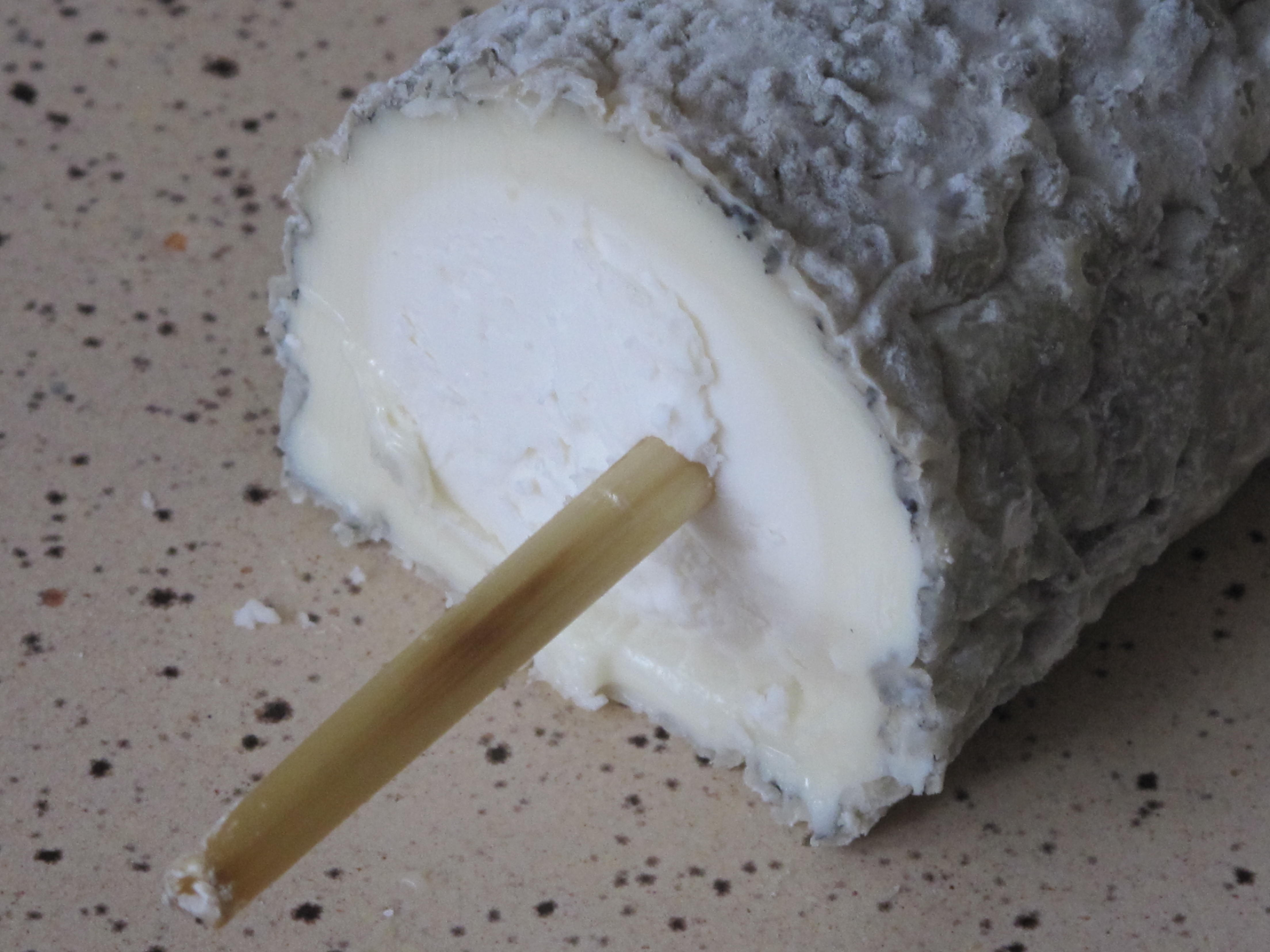
Fromage de Sainte-Maure-de-Touraine.
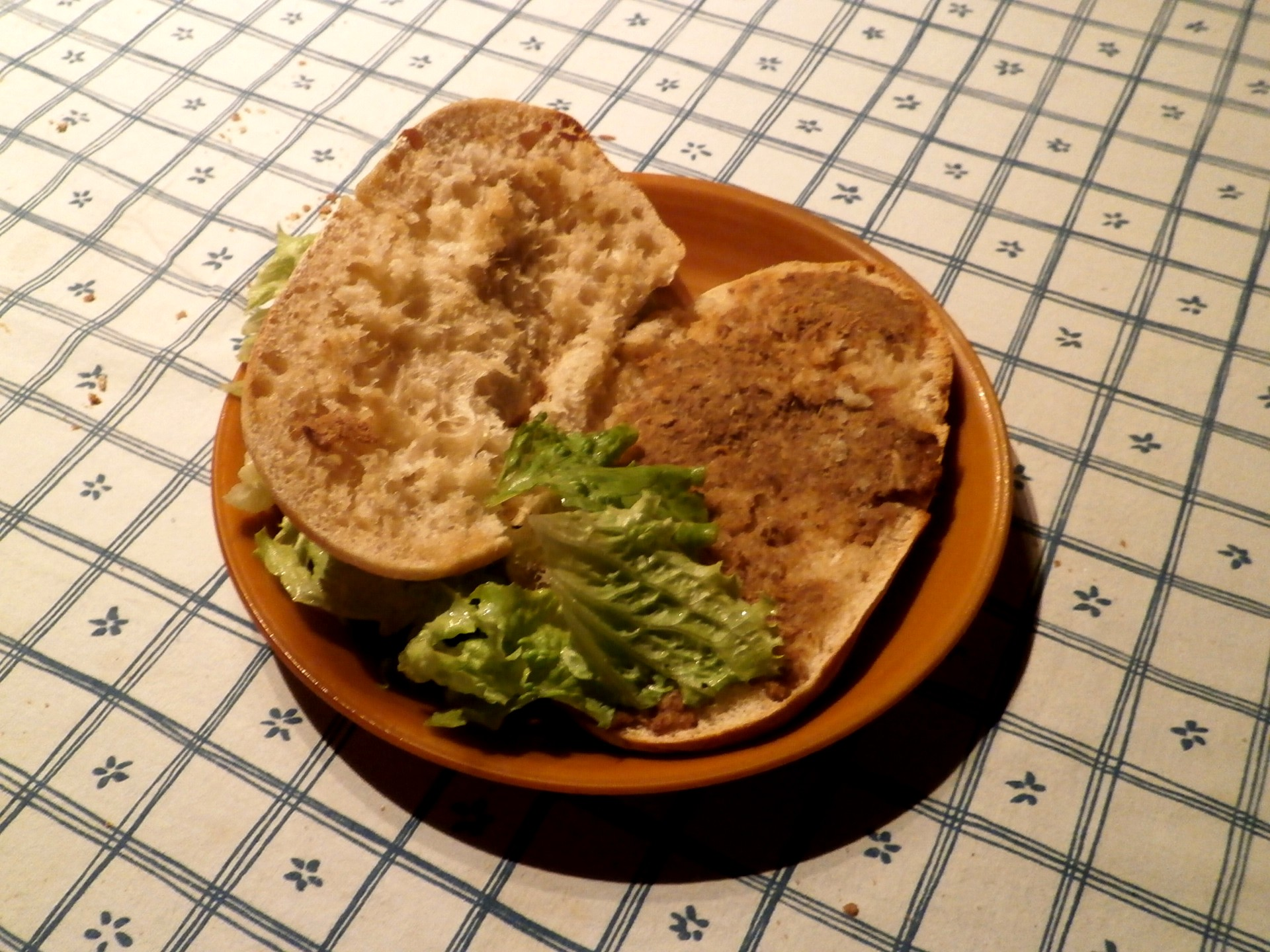
Fouée aux rillettes de Tours.

### Personnalités liées à la commune
- Adam Fumée (v. 1416 ou 1430-1494), médecin et homme de confiance de Charles VII, Louis XI et Charles VIII, garde des sceaux de France, devient seigneur de Genillé en 1483[M 11].
- Michel de Marolles (1600-1681), abbé de Villeloin, homme d'église, traducteur et historien français, mais aussi personnage mondain, est également connu pour sa collection d'estampes[M 12].
- Victor Le Febvre (1824-1892), avocat et écrivain, républicain et anti-clérical, possède une exploitation agricole à Genillé ; il consacre une partie de son œuvre à dénoncer la société cléricale tourangelle et l'influence des grands propriétaires terriens[174].
- Fernand Raoul-Duval (1833-1892), Ingénieur des Mines, industriel, régent de la Banque de France en 1888 et
- Henriette Dassier (1840-1923), son épouse, qui développèrent le domaine de Marolles[M 35].
- Georges Bougault (1893 - 1931), marin et aviateur français, est né le 23 septembre 1893 à Genillé.
- L'acteur Claude Dauphin (1903-1978) est propriétaire de la Bourdillière de 1939 à 1962. Au début de la Seconde Guerre mondiale, sa famille et lui viennent habiter à Genillé, fuyant l'avancée allemande sur Paris[Mx 4].
- Rosine Deréan (1910-2001), actrice et épouse de Claude Dauphin, réside à Genillé pendant la Seconde Guerre mondiale lorsqu'elle est arrêtée et déportée à Ravensbrück en raison de sa participation active à la Résistance[M 22]. Après la guerre, elle divorce de Claude Dauphin. Elle passe les dernières années de sa vie à Genillé où elle décède. Son nom a été donné à la salle des fêtes communale[M 29].
- Ginette Marchais, épouse James Thireau (1931-2011), résistante[56].

### Héraldique
| Blason de Genillé | Les armes de Genillé se blasonnent ainsi : De gueules à la bande d'or, à une épée renversée d'argent, accostée de deux plumes du même, le tout brochant. |

Michel de Marolles.

Famille de Menou.

La blason de Genillé a été créé en 1966 par l'abbé Bourderioux, historien local, à partir des armes de Michel de Marolles (D'azur à une épée d'argent, la poignée d'or, posée en pal, la pointe en bas, entre deux pennes, d'argent, aussi posées en pal) et de celles de la famille de Menou (De gueules à la bande d'or).

## Pour en savoir plus